# Storia di Parigi
La storia di Parigi risale a 2.000 anni fa e la storia della capitale della Francia è strettamente connessa con quella dello stato francese stesso. Furono i Capetingi a stabilire a Parigi la capitale dei propri domini.

## Toponomastica della città
Il nome Parigi deriva da quello dei Parisii, un popolo delle Gallie stanziato da quelle parti. Il nome francese, Paris, deriva dalla locuzione Civitas Parisiorum, toponimo romano della città, in seguito rinominata Lutecia (Lutèce in lingua Francese) Parisiorum.
L'antico nome della città, Lutecia, e di due suoi quartieri, le Marais e la montagna di Sainte-Geneviève l'antica Lucotecia, indicano che nella zona vi erano delle paludi: in celtico la radice luto- significa appunto "palude", ma anche "fango". Diversamente da quanto si possa pensare, la zona non era paludosa, bensì molto fertile. Eventuali inondazioni da parte della Senna avvenivano nel vallone che dall'estremità orientale del Marais, dal (canal Saint-Martin), prosegue ai grandi boulevard, (Ponte dell'Alma). Altro non è che un lungo meandro abbandonato dal fiume probabilmente 10000 anni fa, esistendo effettivamente paludi tra Montmartre e la montagna di Sainte-Geneviève 30-40000 anni fa.
Sede di una tribù gallica, i Parisii, gli invasori romani chiamarono il luogo Lutetia Parisiorum, cioè "la palude occupata dai Parisii".
Verso il 360 Lutetia prese l'attuale nome di Parigi.

## Preistoria

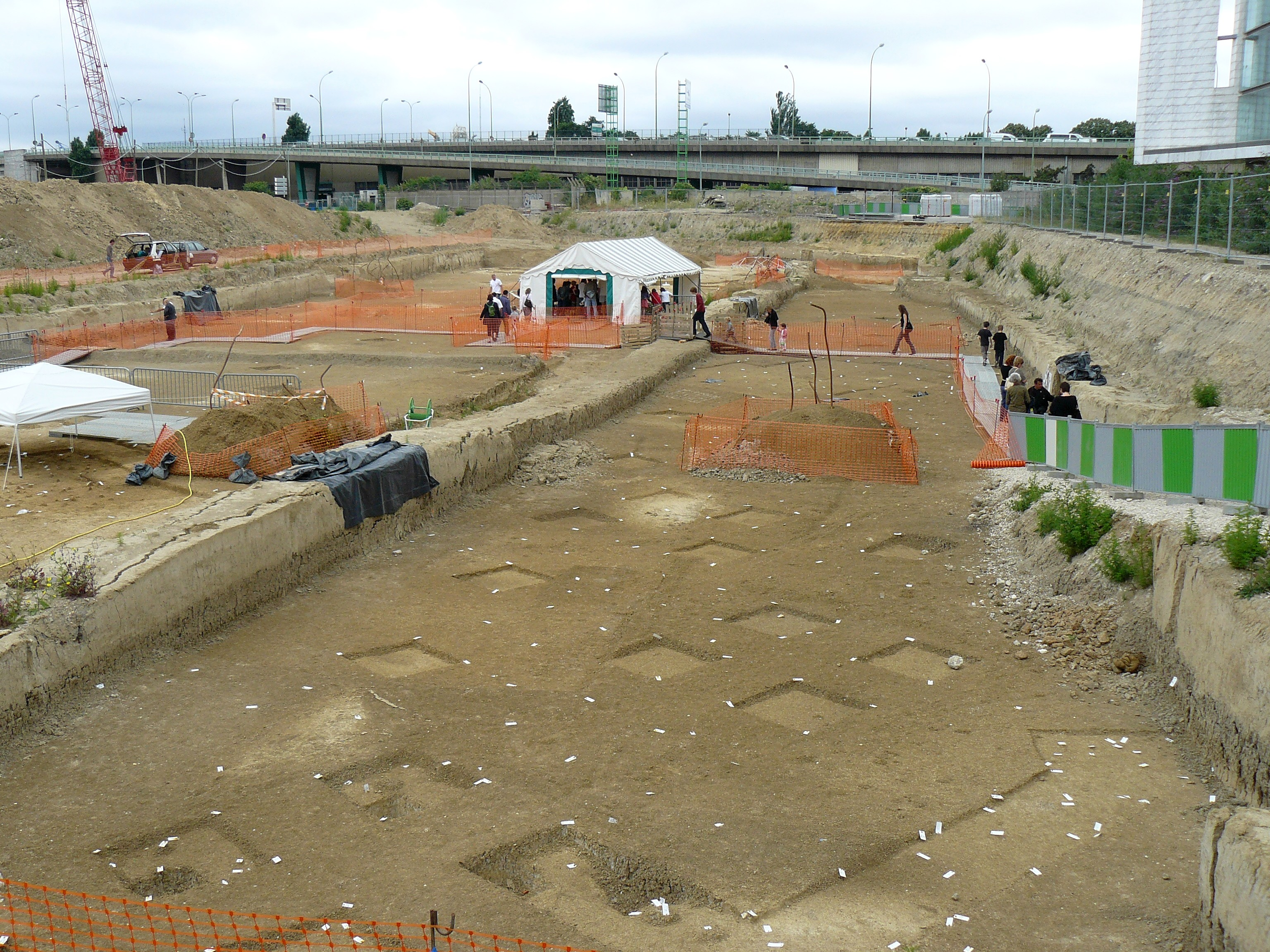
Gli scavi del giugno 2008, non lontano dalla Chiesa di Saint-Merri.

Già 40.000 anni fa i primi abitanti dell'Île-de-France si stanziarono in queste zone, fatto confermato dal ritrovamento sulle sponde della Senna di oggetti in pietra lavorata. In quegli anni la zona oggi occupata dalla città era paludosa, a causa dello spostamento del letto della Senna, e coperta da foreste.
Nel 2008 uno scavo in rue Henry-Farman, non lontano dalla chiesa di Saint-Merri, rivelò tracce della presenza di cacciatori raccoglitori nomadi, già stanziati nel cosiddetto Bassin Parisien dal medio Mesolitico, ovvero tra l'8000 e il 6500 a.C.
Nel settembre 1991 un'équipe di archeologi fece delle spettacolari scoperte: furono infatti ritrovati resti di abitazioni preistoriche. Nella zona di Bercy furono scoperte testimonianze certe del fatto che il territorio fosse abitato già nel periodo del cosiddetto "Chaséen", una cultura preistorica del Neolitico diffusa in Francia tra il 4200 e il 3500 a.C. Furono rinvenute 3 grandi piroghe, considerate le più antiche imbarcazioni mai scoperte in tutta l'Europa, oggi conservate al Musée Carnavalet. Oltre a ciò vennero alla luce anche un arco in legno, frecce, vasi, recipienti ed altri oggetti in pietra.

## I celti e la conquista romana

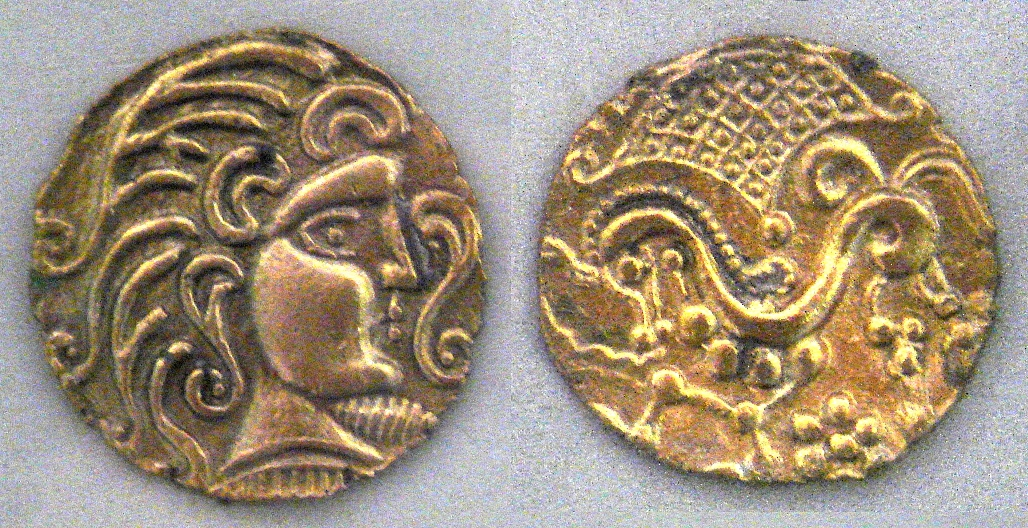
Moneta d'oro dei Parisi del I secolo a.C.

Tra il 250 e il 225 a.C. i celti Parisii, sottotribù dei galli Senoni, si insediarono sulle rive della Senna. All'inizio del II secolo a.C. essi costruirono un oppidum, la cui ubicazione è controversa: potrebbe essere stato sull'Île de la Cité, dove i ponti di un'importante rotta commerciale attraversavano il fiume, inoltre nel suo De Bello Gallico, Giulio Cesare, registra un incontro con i capi dei Parisii su un'isola della Senna; altri storici, invece, citano l'assenza di tracce di un primo insediamento gallico sull'isola e ritengono che l'oppidum fosse a Nanterre, nella periferia di Parigi, dove sono state scoperte le vestigia di un grande insediamento durante la costruzione di un'autostrada negli anni 1980.
L'insediamento era chiamato Lucotocia (secondo Strabone) o Leucotecia (secondo Tolomeo) e potrebbe aver preso il nome dal vocabolo celtico lugo o luco, ovvero palude. Esso aveva una posizione strategica e commerciale, attraverso i fiumi Senna e Rodano, tra la Britannia, la Gallia Narbonese e il Mar Mediterraneo. L'ubicazione e le tariffe per attraversare il ponte e passare lungo il fiume resero prosperi i celti, tanto da poter coniare monete d'oro proprie.

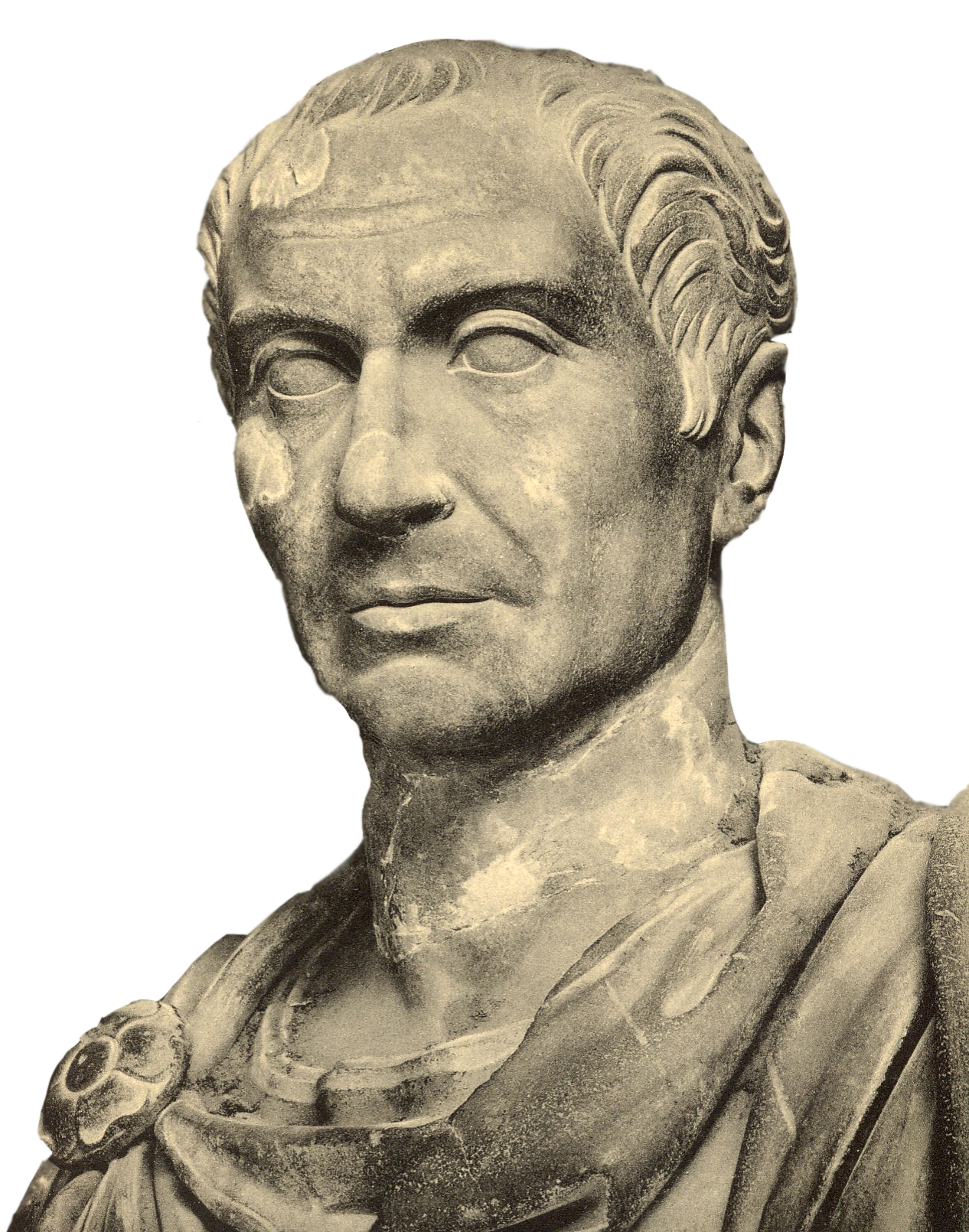
Busto di Gaio Giulio Cesare.

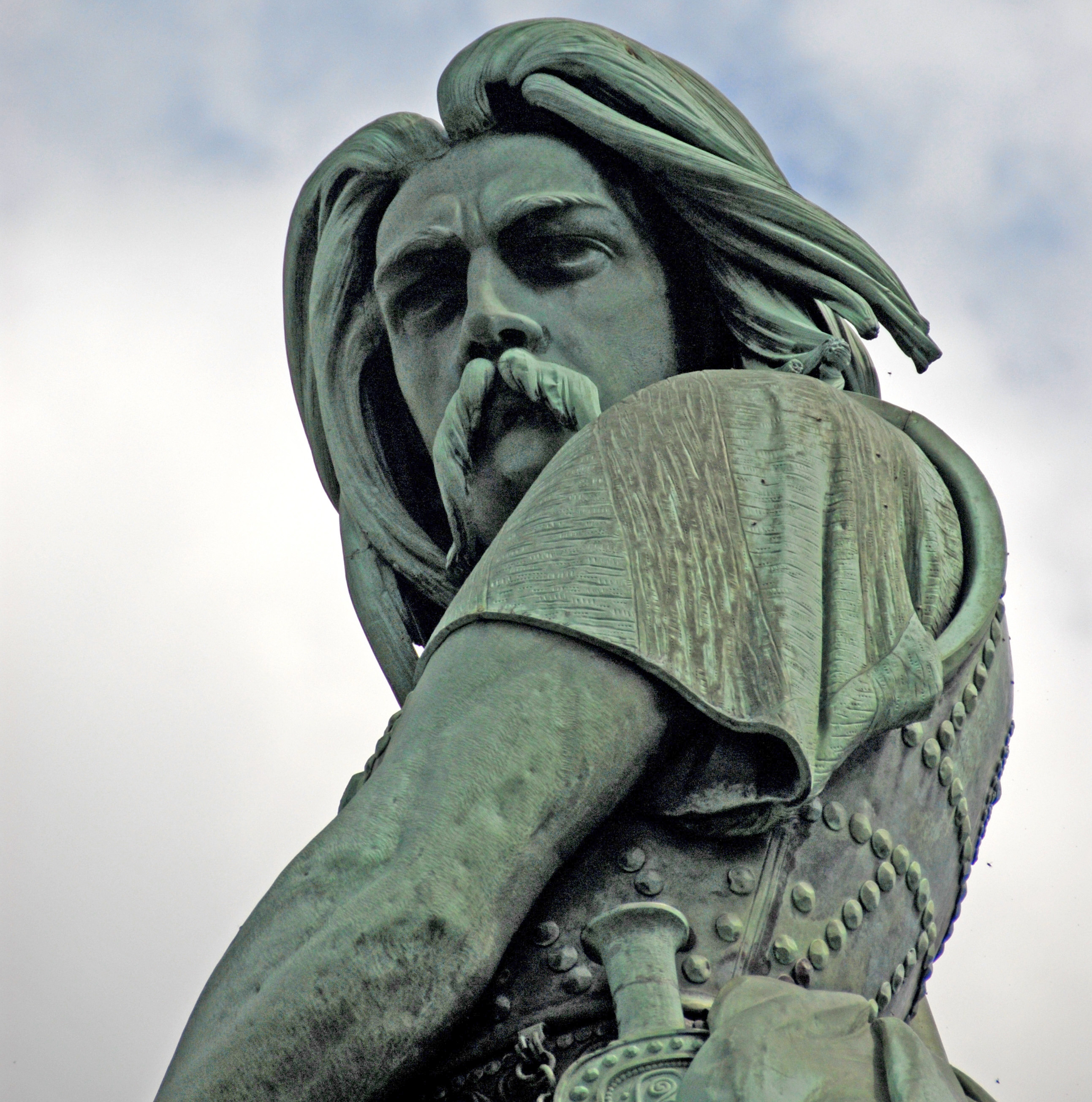
Il capo gallico Vercingetorige.

Giulio Cesare e il suo esercito conquistarono la Gallia tra il 58 e il 50 a.C. con il pretesto di proteggere il territorio dai germani, ma con l'intento, in realtà, di conquistarlo e annetterlo alla Repubblica Romana. Nell'estate del 53 a.C. egli visitò la città e si rivolse ai delegati delle tribù galliche, riuniti davanti al tempio principale, per chiedere loro di contribuire con soldati e denaro alla sua campagna. Diffidenti nei confronti dei romani, i Parisii ascoltarono educatamente Cesare e si offrirono di fornire della cavalleria, ma presto formarono un'alleanza segreta con le altre tribù galliche, sotto la guida di Vercingetorige, e lanciarono una rivolta contro i romani nel gennaio del 52 a.C.
Cesare rispose rapidamente, marciando con 6 legioni a nord, verso Cenabum, dove era scoppiata la ribellione, e poi verso Gergovia, luogo di residenza di Vercingetorige. Allo stesso tempo inviò il suo vice Tito Labieno, con 4 legioni, a sottomettere i Parisii e i Senoni. Il comandante dei Parisii, Camulogeno, bruciò il ponte che collegava l'oppidum alla riva sinistra della Senna, così i romani non poterono avvicinarsi alla città, per cui Labieno e i romani scesero a valle, costruirono un ponte di barche a Melun e si avvicinarono alla città dalla riva destra. Camulogeno rispose bruciando il ponte della riva destra e la città, prima di ritirarsi sulla riva sinistra e accamparsi in quella che oggi è Saint-Germain-des-Prés.
Allora Labieno ingannò i celti con uno stratagemma: nel cuore della notte inviò parte del suo esercito, facendo più rumore possibile, sopra Melun, lasciando i soldati più inesperti nell'accampamento della riva destra, con i suoi migliori soldati attraversò tranquillamente la Senna fino alla riva sinistra e tese una trappola ai Parisii. Camulogene, credendo che i romani si stessero ritirando, divise le proprie forze: alcuni per catturare l'accampamento romano, che pensava fosse abbandonato, e altri per inseguire l'esercito romano. Egli invece si imbatté nelle 2 migliori legioni romane nella piana di Grenelle, vicino al sito della moderna Torre Eiffel e dell'École Militaire. I Parisii combatterono coraggiosamente e disperatamente in quella che divenne nota come la battaglia di Lutetia, Camulogene fu ucciso ei suoi soldati furono abbattuti dai romani. Tuttavia, nonostante la sconfitta, i Parisii continuarono a resistere ai romani, mandando 8.000 uomini a combattere con Vercingetorige nell'ultima resistenza contro i romani, nella battaglia di Alesia.

## I romani

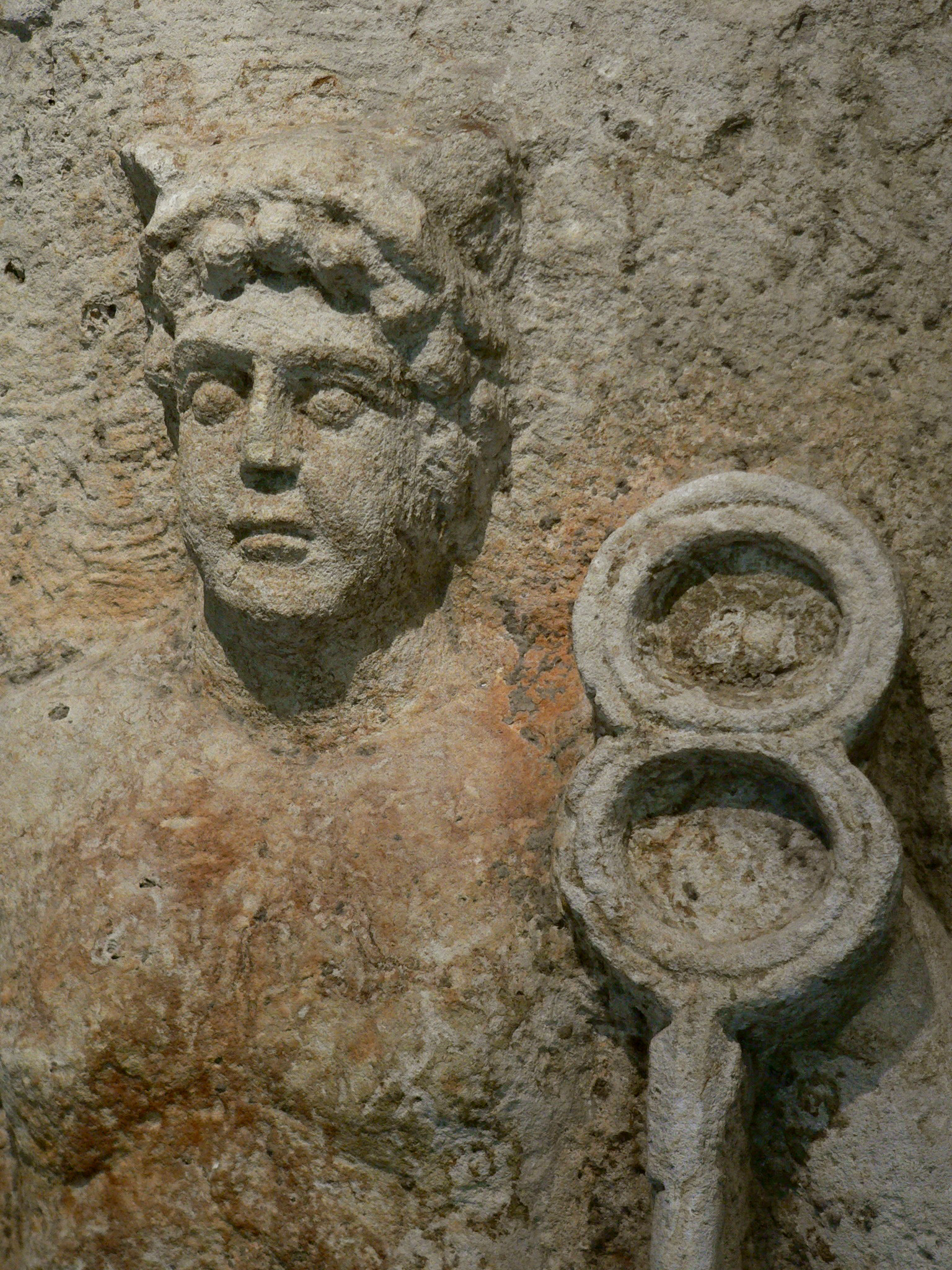
Una stele gallo-romana di Mercurio, proveniente da Lutetia. Gli abitanti della città veneravano sia gli dei romani che quelli celtici

I romani ricostruirono la città come base militare per i soldati e gli ausiliari gallici, per tenere d'occhio la provincia ribelle. La nuova città fu chiamata Lutetia Parisiorum o più semplicemente Lutetia. Il nome derivava probabilmente dalla parola latina luta, che significava fango o palude: nel De Bello Gallico Cesare descrisse una grande palude lungo la sponda destra della Senna. La città occupava l'Ile de la Cité e la sponda sinistra, che era più alta e meno soggetta alle inondazioni, ed era disposta secondo il tradizionale disegno urbanistico romano, lungo 2 assi nord-sud ed est-ovest conosciuti in latino come cardo e decumano.

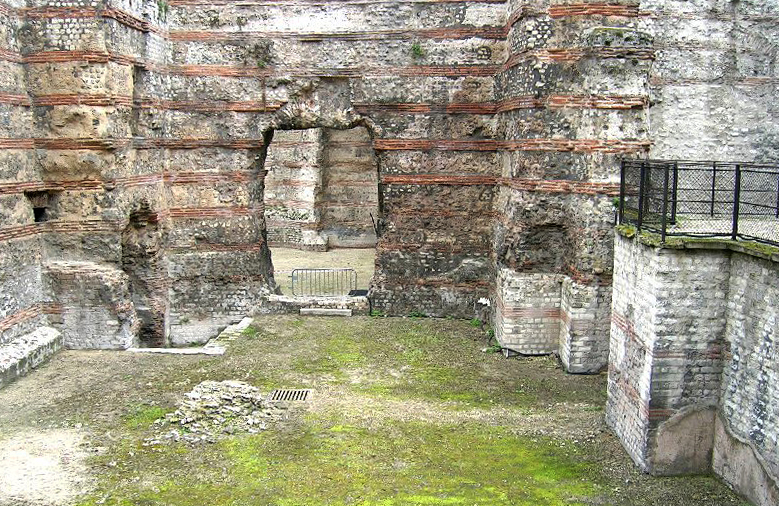
I resti delle Terme di Cluny

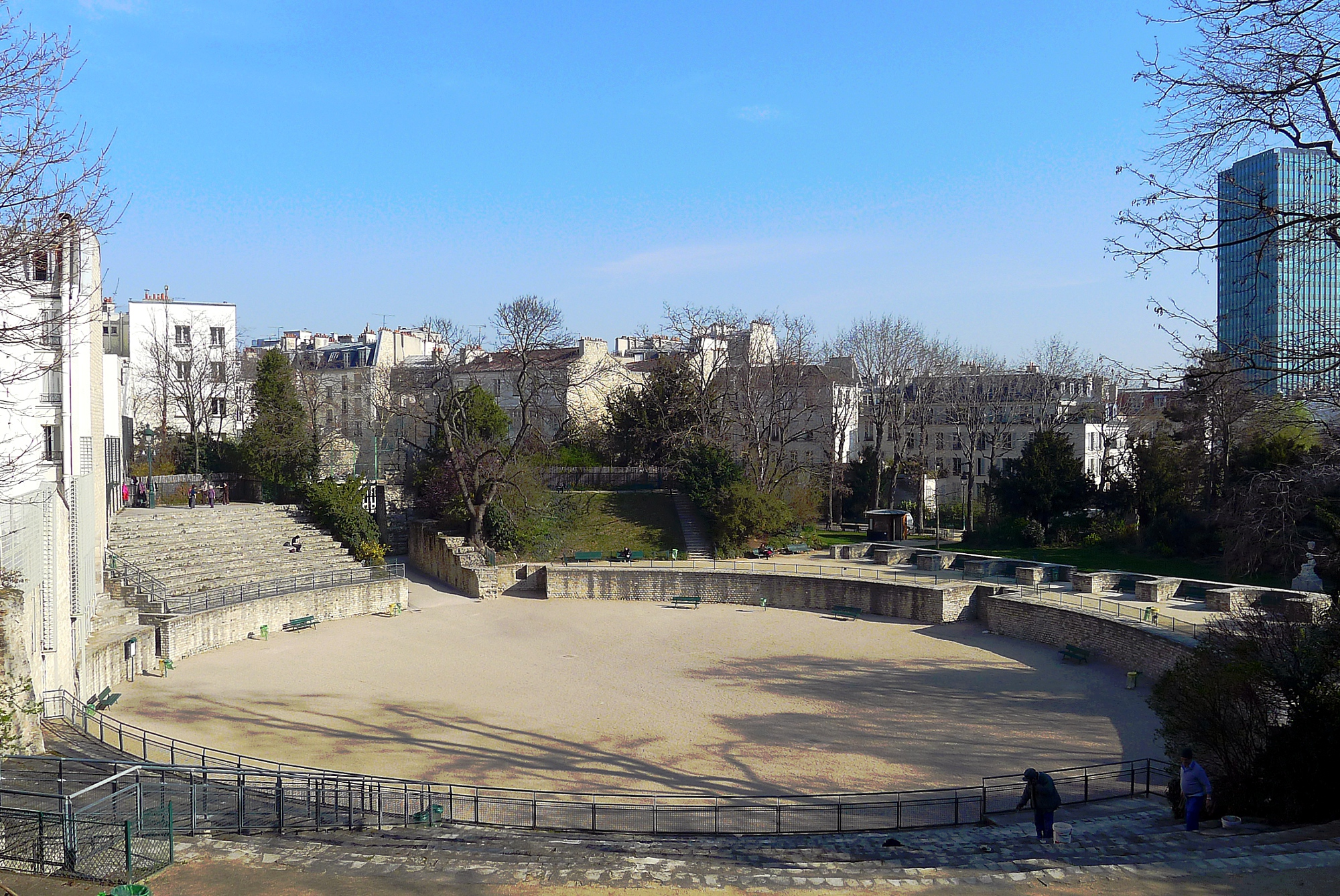
L'anfiteatro o Arena di Lutetia.

Sulla riva sinistra la principale via romana seguiva il tracciato dell'odierna Rue Saint-Jacques, attraversando la Senna e l'Île de la Cité tramite due ponti di legno: il " Petit Pont " e il "Grand Pont" (l'odierno Pont Notre-Dame). Il porto della città si trovava dove oggi si trova il sagrato di Notre Dame. Sulla sponda sinistra il cardo era attraversato da un decumano più piccolo, le odierne Rue Cujas, Rue Soufflot e Rue des Écoles. La città era centrata sul foro in cima alla Montagne de Sainte-Geneviève tra il Boulevard Saint-Michel e la Rue Saint-Jacques, dove ora si trova la Rue Soufflot. L'edificio principale del foro era lungo 100 metri e conteneva un tempio, una basilica adibita a funzioni civiche e un portico quadrato che copriva le botteghe. Nelle vicinanze, sul pendio dell'altura, vi era un enorme anfiteatro costruito nel I secolo, che poteva ospitare da 10.000 a 15.000 spettatori, sebbene la popolazione della città fosse solo tra i 6.000 e gli 8.000. L'acqua potabile fresca era fornita alla città da un acquedotto lungo 16 km, che partiva dal bacino di Rungis e Wissous, esso forniva anche acqua alle famose terme di Cluny, costruite nei pressi del foro alla fine del II secolo o all'inizio del III secolo. Inoltre i romani costruirono nell'estremo occidentale dell'Île de la Cité il palazzo del prefetto, futuro palazzo reale.
Sotto il dominio romano la città fu completamente romanizzata e crebbe notevolmente, oltre all'architettura e all'urbanistica, i nuovi arrivati importarono anche la cucina: scavi moderni hanno trovato anfore di vino italico, olio d'oliva, crostacei e la popolare salsa romana garum. Inoltre a segnare l'importanza commerciale della città era stato emesso, dalla corporazione dei marinai della città, un pilastro commemorativo, il pilastro dei nauti.
Tuttavia, nonostante la sua importanza commerciale, Lutetia era solo una città romana di medie dimensioni, notevolmente più piccola di Lugdunum o Agedincum, che era il capoluogo della provincia romana in cui si trovava Lutetia, la Gallia Lugdunense.

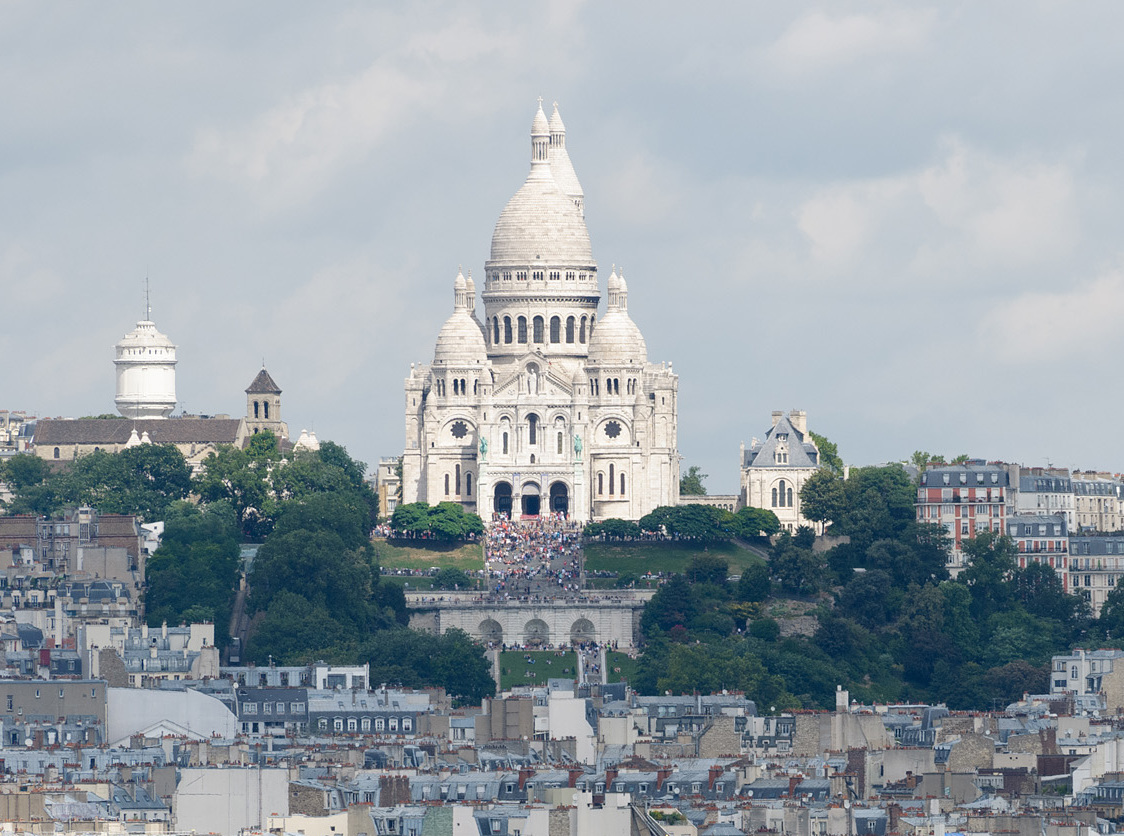
La collina di Montmartre

Il cristianesimo fu introdotto a Parigi a metà del III secolo, durante le persecuzioni di Valeriano: secondo la tradizione sarebbe stato portato da San Dionigi, vescovo dei Parisii, il quale, insieme a Rustico ed Eleuterio, fu arrestato dal prefetto romano Fescennio, che, quando il vescovo si rifiutò di rinunciare alla sua fede, lo fece decapitare sul Monte Mercurio. Secondo la tradizione egli raccolse la propria testa e la portò in un cimitero cristiano segreto a Vicus Cattulliacus, a circa 6 miglia di distanza. Una versione più realistica della leggenda narra che una devota cristiana, Catula, giunse di notte sul luogo dell'esecuzione e portò le sue spoglie nel cimitero. La collina dove fu giustiziato, il Monte Mercurio, divenne in seguito la Montagna dei Martiri (Mons Martyrum), e infine Montmartre. Sul luogo della tomba del santo fu poi costruita una chiesa, che in seguito divenne la Basilica di Saint-Denis. 
Nel 346 la città ebbe il suo primo vescovo riconosciuto, Vittorino, e nel 392 venne edificata la prima cattedrale.
Verso la fine del III secolo l'invasione delle tribù germaniche, iniziata con gli Alemanni nel 275, fece sì che molti residenti della riva sinistra lasciassero quella parte della città e si trasferissero al sicuro nell'Île de la Cité. Molti dei monumenti furono abbandonati e le pietre furono usate per costruire delle mura attorno all'isola, la prima cinta muraria di Parigi. Sull'isola furono costruiti una nuova basilica e delle nuove terme, le quali rovine sono state rinvenute sotto la piazza antistante la cattedrale di Notre Dame. A partire dal 305 il nome Lutetia fu sostituito su pietre miliari da Civitas Parisiorum, ovvero "Città dei Parisii", nel tempo divenne conosciuta semplicemente come "Parisius" in latino e "Paris" in franco.

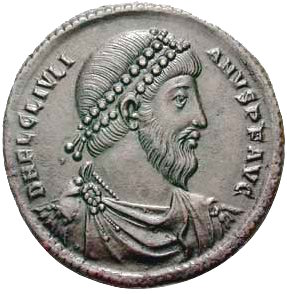
Flavio Claudio Giuliano, proclamato augusto nel 360

Dal 355 al 360 Parigi fu governata da Giuliano, nipote di Costantino il Grande, e cesare dell'Impero romano d'occidente. Egli trascorse gli inverni del 357-358 e del 358-359 in città, vivendo in un palazzo sul sito dell'attuale Palazzo di Giustizia, dove passò il tempo scrivendo e affermando la sua reputazione di filosofo. Nel febbraio del 360 i suoi soldati lo proclamarono augusto nelle Terme di Cluny e per un breve periodo Parigi fu la capitale dell'Impero d'Occidente, fino a quando egli lasciò la città nel 363 e morì combattendo i Persiani. Altri 2 imperatori trascorsero gli inverni in città verso la fine dell'Impero Romano, mentre cercavano di fermare la marea delle invasioni barbariche: Valentiniano I, tra il 365 ed il 367, e Graziano nel 383.

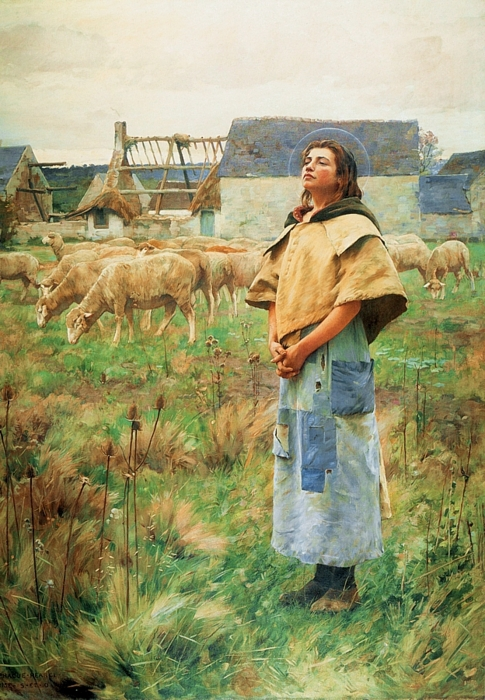
Charles Sprague Pearce, Santa Genoveffa, 1887.

Durante il V secolo il graduale crollo dell'impero, dovuto alle crescenti invasioni, mandò la città in un periodo di decadenza. Nel 451 la città fu minacciata dall'esercito unno di Attila, che aveva già saccheggiato Treves, Metz e Reims, i parigini stavano allora progettando di abbandonare la città, ma furono persuasi a resistere da Santa Genoveffa, motivo per cui Attila, scoraggiato, oltrepassò Parigi e attaccò Orléans. Nel 461 la città fu nuovamente minacciata dai Franchi Sali guidati da Childerico I, che assediò la città per 10 anni. Ancora una volta Genoveffa organizzò la difesa, portando grano in città dalle regioni di Brie e Champagne su una flottiglia di 11 chiatte. Essa divenne poi la patrona di Parigi poco dopo la sua morte.
Tutti i resti di età romana sono riuniti nella Crypte archéologique.

## Il Medioevo

### I Merovingi

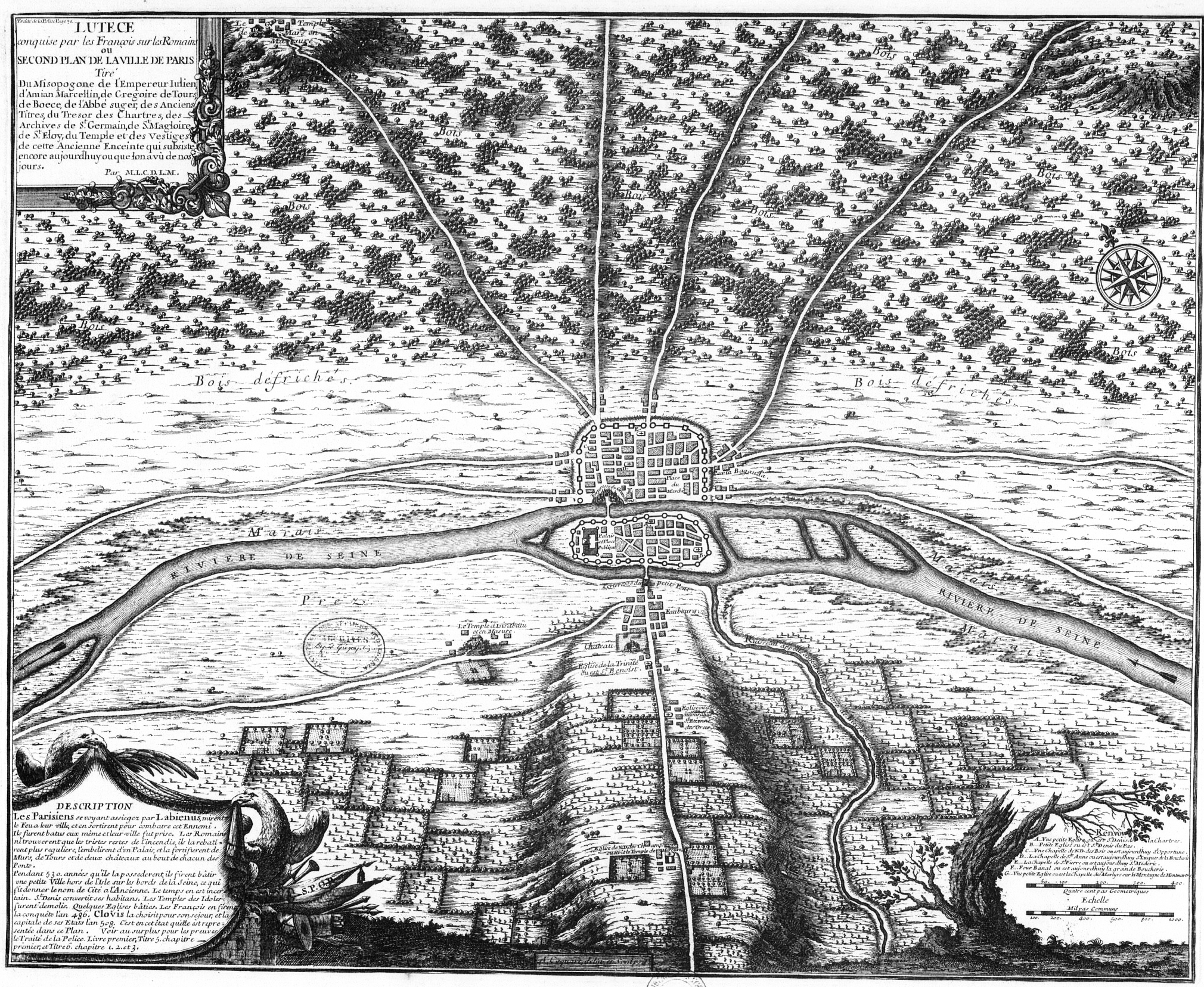
Mappa (ipotetica) di Lutezia nel 508, tratta dal Traité de la Police di Nicolas Delamare, del 1705.

I Franchi, una tribù di lingua germanica, si trasferirono nella Gallia settentrionale con il declino dell'influenza romana. I leader franchi furono, tuttavia, influenzati da Roma ed alcuni combatterono persino con essa per sconfiggere il capo unno Attila, le leggi e le usanze franche divennero la base della legge e dei costumi francesi e il latino non fu più la lingua quotidiana. I Franchi col tempo accrebbero la loro influenza politica e si dotarono di un grande esercito.

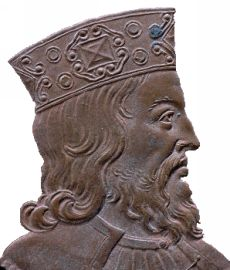
Ritratto di Clodoveo I su una moneta di bronzo del 1720.

Nel 481 il figlio di Childerico I, Clodoveo I, appena sedicenne, divenne il nuovo sovrano dei franchi e nel 486 sconfisse gli ultimi eserciti romani, divenendo il sovrano di tutta la Gallia a nord del fiume Loira ed entrando a Parigi. Egli, prima di un'importante battaglia contro i Burgundi, prestò giuramento di convertirsi al cattolicesimo in caso di vittoria, così fu, si convertì al cristianesimo grazie alla moglie Clotilde e venne battezzato a Reims dell'arcivescovo Remigio, nel 496. La sua conversione al cristianesimo fu probabilmente vista solo come un atto volto a migliorare la sua posizione politica, poiché non rifiutò gli dei pagani ed i loro miti e rituali. Clodoveo contribuì, inoltre, a scacciare i Visigoti dalla Gallia. Inoltre era un re senza capitale fissa e senza amministrazione centrale al di fuori della sua compagnia, nonostante ciò decise di rinnovare l'ex palazzo del prefetto romano trasformandolo nel Palais de la Cité. Decidendo di essere sepolto a Parigi, Clodoveo diede alla città un peso simbolico e quando i suoi nipoti si divisero il potere reale, 50 anni dopo la sua morte, nel 511, Parigi fu mantenuta come proprietà comune e simbolo fisso della dinastia merovingia.

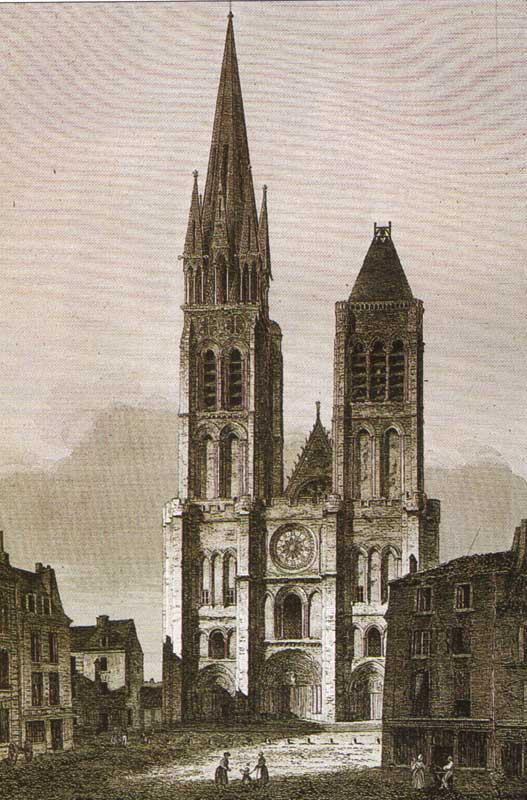
La facciata della Basilica di Saint-Denis.

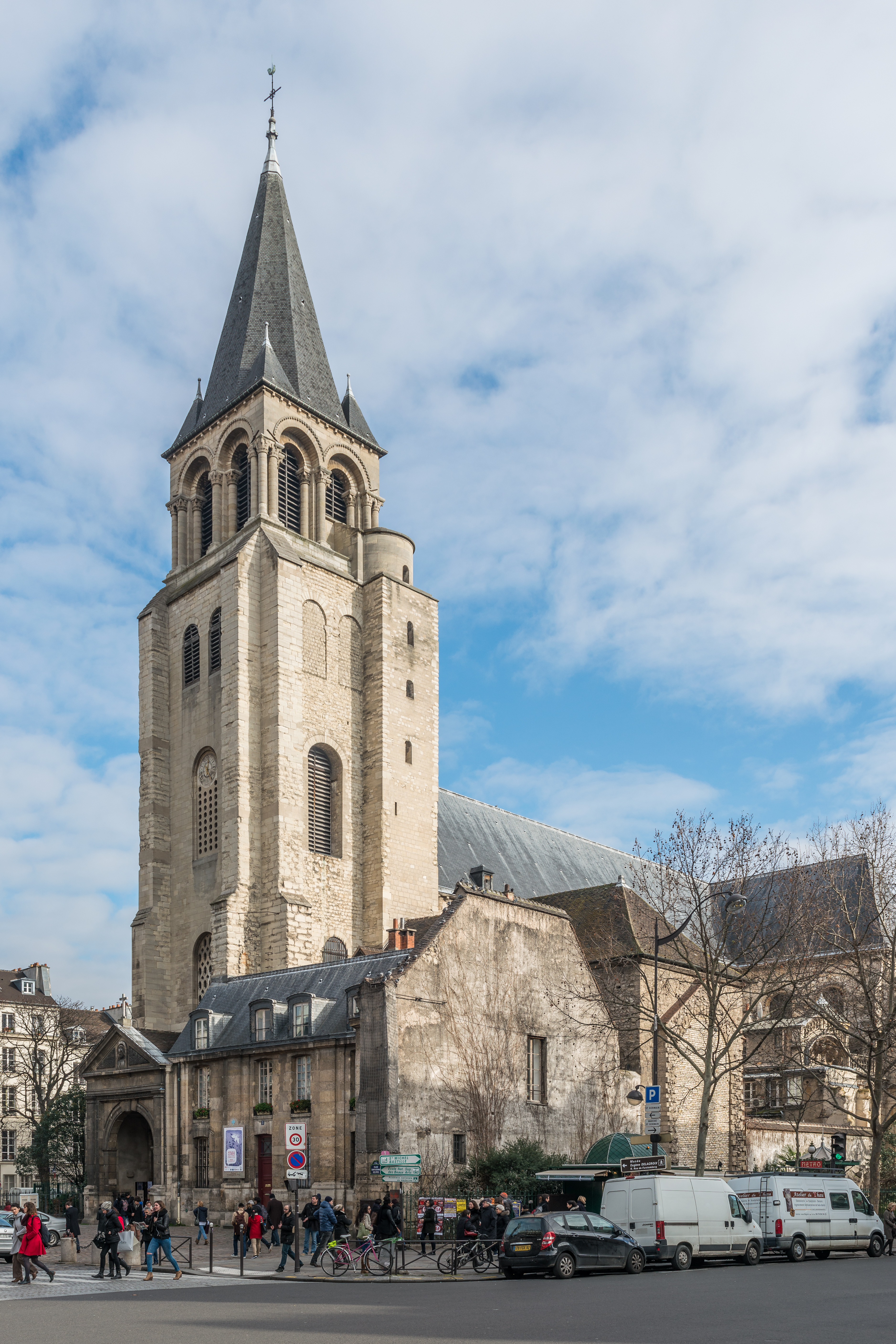
La chiesa dell'Abbazia di Saint-Germain-des-Prés.

Clodoveo e i suoi successori costruirono una serie di edifici religiosi a Parigi: una basilica sul Monte di Santa Genoveffa, vicino al sito dell'antico Foro Romano; l'antico complesso episcopale di Parigi, dove oggi sorge Notre Dame; diversi importanti monasteri, tra cui uno nei campi della riva sinistra, che in seguito divenne l'Abbazia di Saint-Germain-des-Prés. Costruirono anche la Basilica di Saint-Denis, che divenne la necropoli dei re di Francia. Nessuno degli edifici originali merovingi è sopravvissuto ad oggi, tranne quattro colonne merovingie in marmo nella Chiesa di Saint-Pierre-de-Montmartre. Tutti i re della dinastia merovingia furono sepolti nell'abbazia di Saint-Germain-des Prés, tranne Dagoberto I, l'ultimo re della dinastia, che fu il primo re franco ad essere sepolto nella Basilica di Saint-Denis.

### I Carolingi

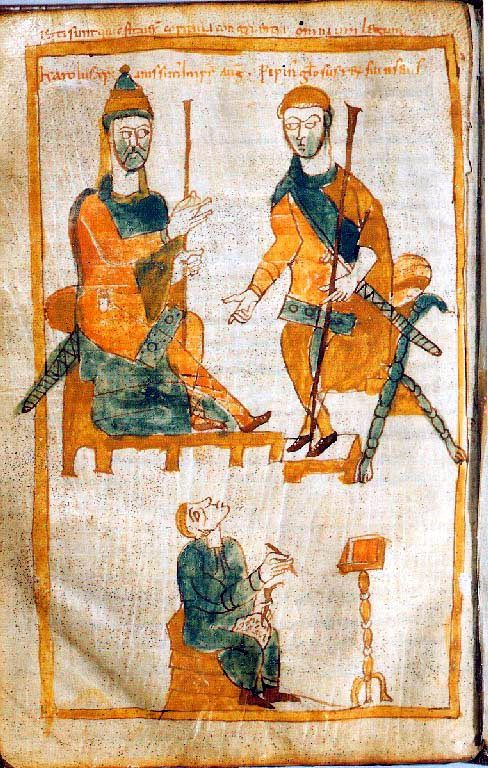
Carlo Magno e Pipino il Breve

I re della dinastia carolingia, saliti al potere nel 751, trasferirono la capitale franca ad Aquisgrana e prestarono poca attenzione a Parigi, sebbene il re Pipino il Breve fece costruire un nuovo imponente santuario a Saint-Denis, che fu consacrato alla presenza del figlio, Carlo Magno, il 24 febbraio 775.

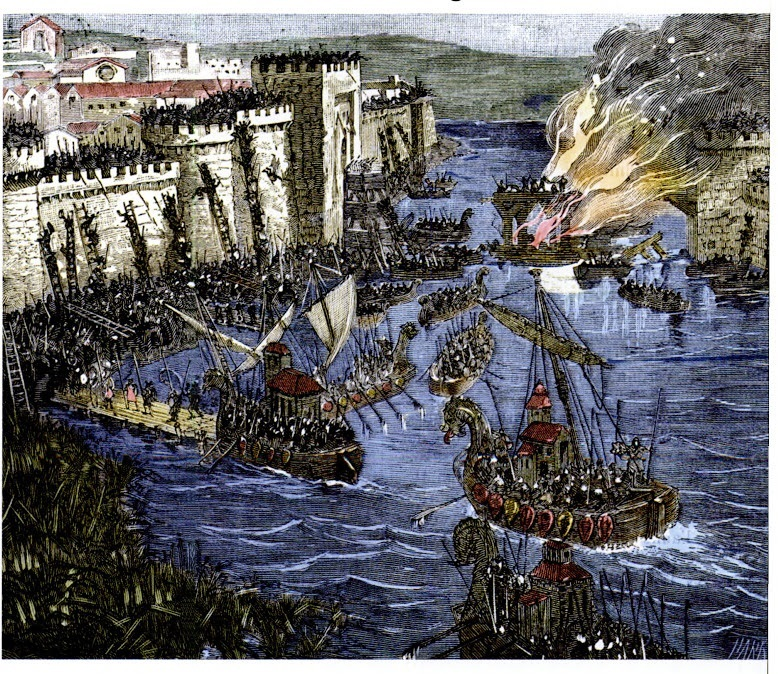
L'assedio dell'845.

Nel IX secolo la città fu ripetutamente attaccata dai Vichinghi, che risalirono la Senna su grandi flotte di navi: Nell'845 ci fu il primo assedio, nel quale la città venne saccheggiato; nell'856, guidati Björn Ragnarsson, quasi distrussero la città; nell'885–886 assediarono Parigi per un anno, ma non riuscirono a conquistare la città, protetta dalla Senna e dalle mura dell'Île de la Cité. Il Petit-Pont ed il Grand-Pont, i due ponti vitali per la città, erano inoltre protetti da due massicce fortezze in pietra, il Grand Châtelet sulla Rive Gauche e il Petit Châtelet sulla Rive Gauche, costruite su iniziativa di Joscelin, il vescovo di Parigi. Il Grand Châtelet ha dato il nome alla moderna Place du Châtelet nello stesso sito.

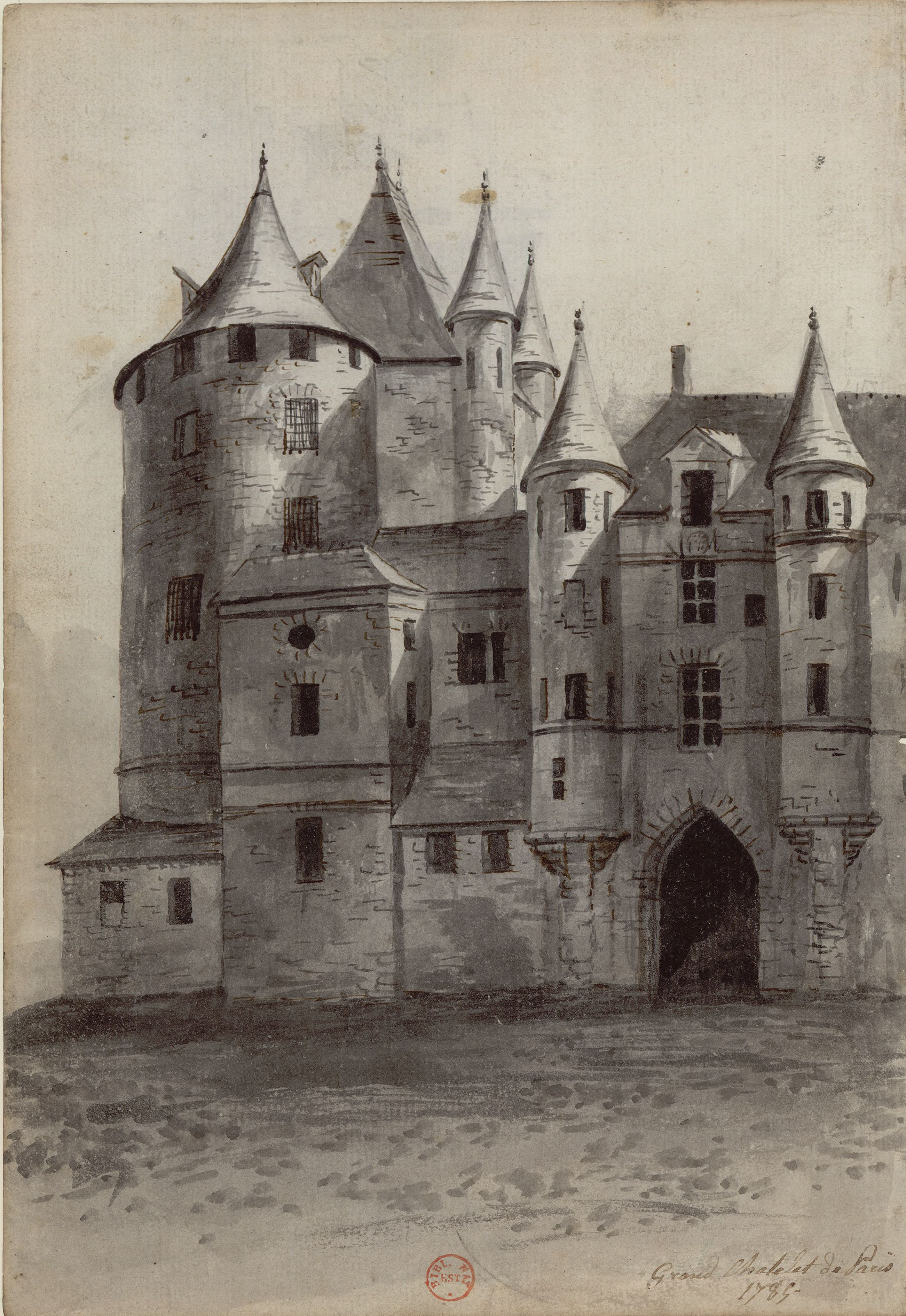
Le Grand Châtelet di Parigi.

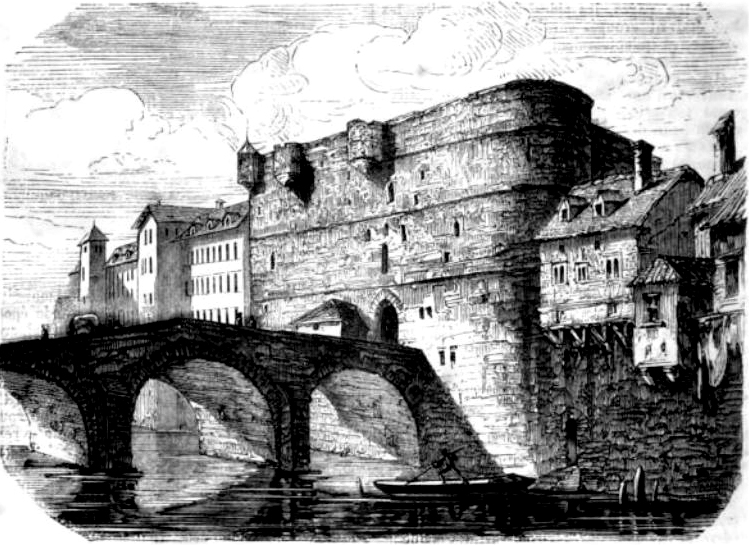
Il Petit Châtelet di Parigi.

Nell'autunno del 978, Parigi fu assediata dall'imperatore Ottone II durante la guerra franco-tedesca del 978-980.

### I Capetingi
Nel 987, in seguito alla morte dell'ultimo sovrano carolingio, Luigi V, salì al potere una nuova dinastia reale, i Capetingi, fondata da Ugo Capeto, Conte di Parigi. Sebbene i sovrani di questa dinastia trascorsero poco tempo in città, essi restaurarono il palazzo reale e costruirono una chiesa dove oggi si trova la Sainte-Chapelle, completata nel 1248. La prosperità tornò gradualmente in città e la riva destra iniziò a popolarsi, 
mentre sulla riva sinistra ricostruirono l'Abbazia di Saint-Germain-des-Prés, distrutta dai saccheggi normanni.
Tra il 1021 e il 1040 ci fu un periodo di carestia cronica, che colpì tutte le fasce di popolazione, arrivando a verificarsi casi di antropofagia. Questo periodo fu accompagnato anche da un grande incendio nel 1037, che devastò molti quartieri.
All'inizio del XII secolo i re Capetingi controllavano poco più di Parigi e della regione circostante, ma fecero del loro meglio per trasformare Parigi in una capitale politica, economica, religiosa e culturale, imponendosi su Orléans, che le conteneva la posizione. Il carattere distintivo dei quartieri della città emerse in questo periodo: L'Île de la Cité era il sito del palazzo reale e del complesso episcopale. La Rive Gauche (a sud della Senna) era la sede della nuova Università di Parigi, istituita dalla Chiesa e dalla corte reale per formare studiosi di teologia, matematica e diritto, e dei due grandi monasteri di Parigi: l'Abbazia di Saint-Germain-des-Prés e l'Abbazia di Sainte-Geneviève. La Rive droite (a nord della Senna) divenne il centro del commercio e della finanza, poiché qui si trovavano il porto, il mercato centrale, le officine e le abitazioni dei mercanti. Fu inoltre istituita una lega dei mercanti, la Hanse parisienne, che divenne rapidamente una forza predominante negli affari della città.

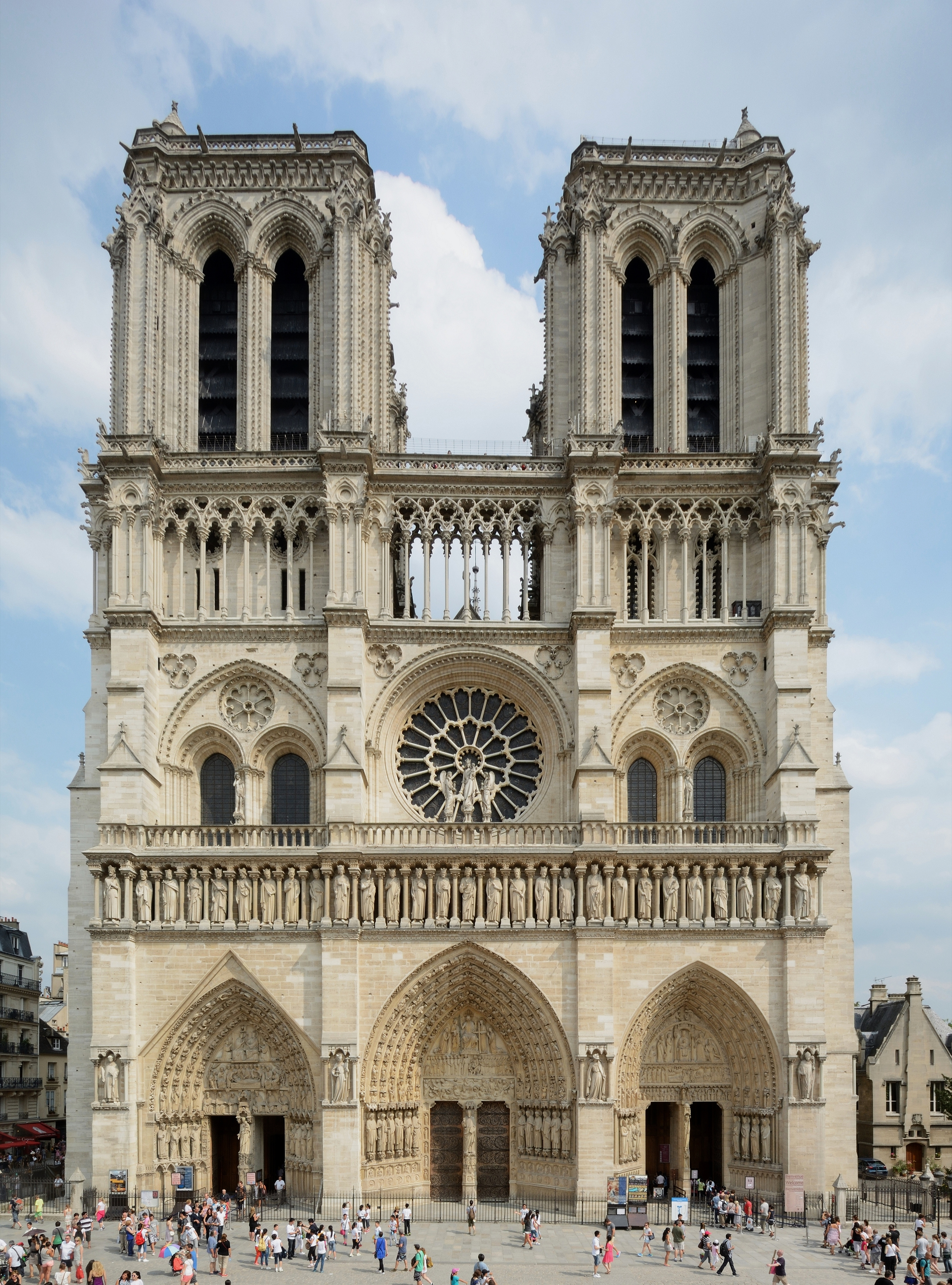
La cattedrale di Notre-Dame.

Il fiorire dell'architettura religiosa a Parigi fu in gran parte opera di Sugerio, abate di Saint-Denis dal 1122 al 1151 e consigliere dei re Luigi VI e Luigi VII. Egli ricostruì la facciata dell'antica basilica di Saint Denis, mentre dal 1140 al 1144 si occupò del retro della chiesa con un maestoso muro di vetrate colorate che inondava di luce la chiesa. Questo stile, che in seguito fu chiamato gotico, fu copiato da altre chiese parigine: il Priorato di Saint-Martin-des-Champs, Saint-Pierre-de-Montmartre, e Saint-Germain-des-Prés, e si diffuse rapidamente in Inghilterra e Germania. Ma l'abate aveva un progetto ancora più ambizioso: una nuova cattedrale per Parigi. La costruzione della Cattedrale di Notre-Dame de Paris fu approvata dal vescovo Maurice de Sully intorno al 1160 e la prima pietra del coro fu posta nel 1163, l'opera fu completata nel 1346. Era per l'epoca una struttura immensa, lunga 125 metri, con torri alte 63 metri e posti a sedere per 1300 fedeli. La pianta della cattedrale è stata copiata in scala ridotta sulla riva sinistra della Senna per la chiesa di Saint-Julien-le-Pauvre.
Tra il 1180 ed il 1182 re Filippo II prima fa arrestare e condannare al pagamento di una multa di 15.000 marchi d'argento i capi della comunità ebraica di Parigi, e infine espelle tutti i membri della comunità dalla città,  trasformando la loro sinagoga nella Chiesa della Madeleine. La comunità sarà riammessa in città nel 1198 solo dietro pagamento di pesanti tasse.

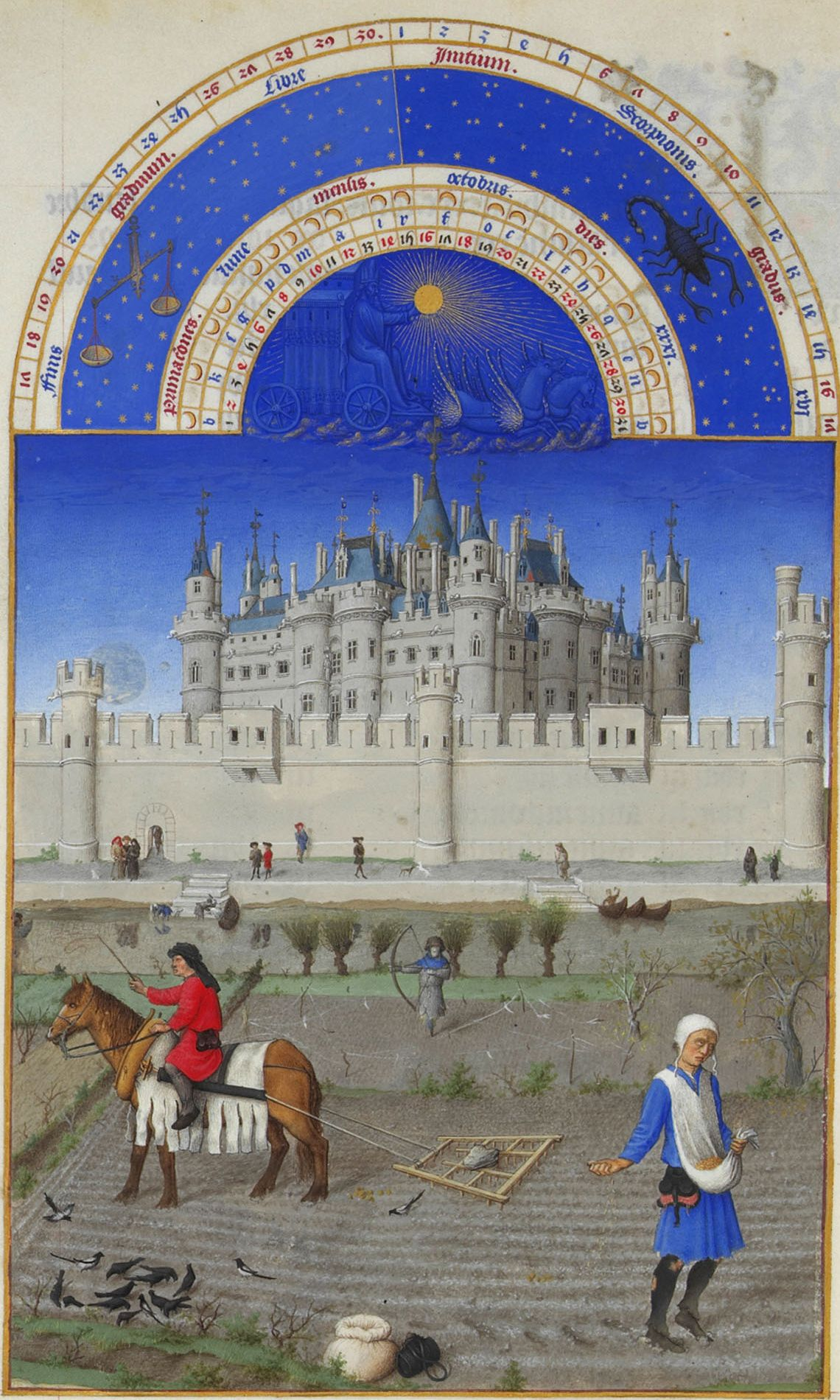
La fortezza del Louvre nel XIII secolo, nel manoscritto Les Très Riches Heures du Duc de Berry.

Tra il 1190 e il 1202 re Filippo costruì la massiccia fortezza del Louvre, progettata per proteggere la riva destra da un attacco inglese dalla Normandia. Il castello fortificato era un grande rettangolo di 72 metri per 78 con quattro torri, circondato da un fossato ed al centro c'era una torre circolare alta 30 metri. Le fondamenta medievali possono essere viste oggi nel seminterrato del Museo del Louvre.

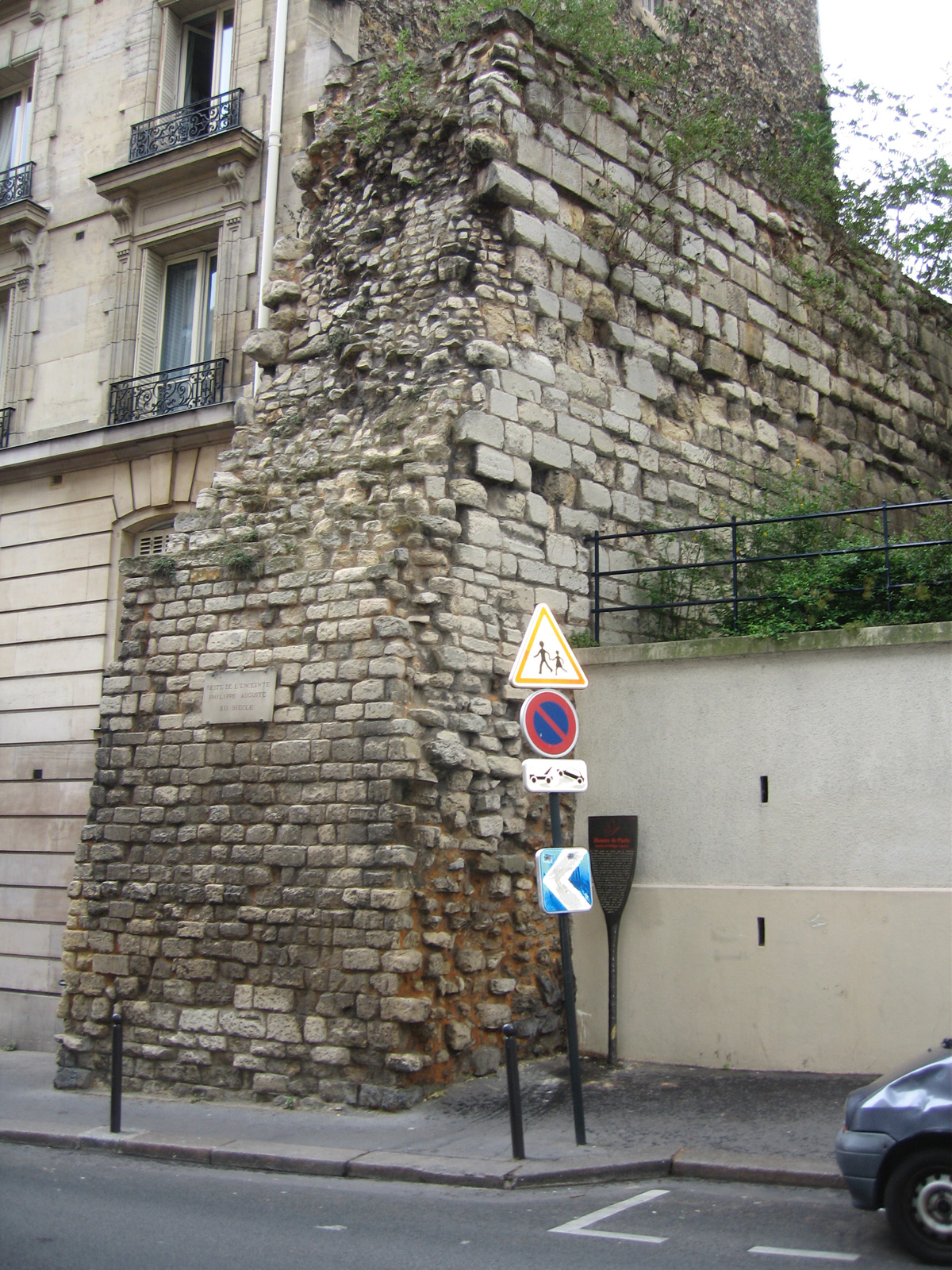
Porzione di cortina delle mura in rue Clovis.

Prima di partire per la terza crociata, Filippo II iniziò la costruzione di nuove opere per la città: Costruì una cinta muraria in pietra sulla riva sinistra, con trenta torri tondeggianti, sulla riva destra il muro si estendeva per 2,8 chilometri, con quaranta torri a protezione dei nuovi quartieri della nascente città medievale. Molti pezzi del muro sono ancora visibili oggi, in particolare nel quartiere del Le Marais. Il suo terzo grande progetto, molto apprezzato dai parigini, fu quello di pavimentare le strade di fango maleodoranti. Sulla Senna ricostruì in pietra il Petit-Pont e il Grand-Pont, precedentemente in legno, ed iniziò la costruzione sulla riva destra di un mercato coperto, il mercato Aux Champeaux, successivamente Les Halles.

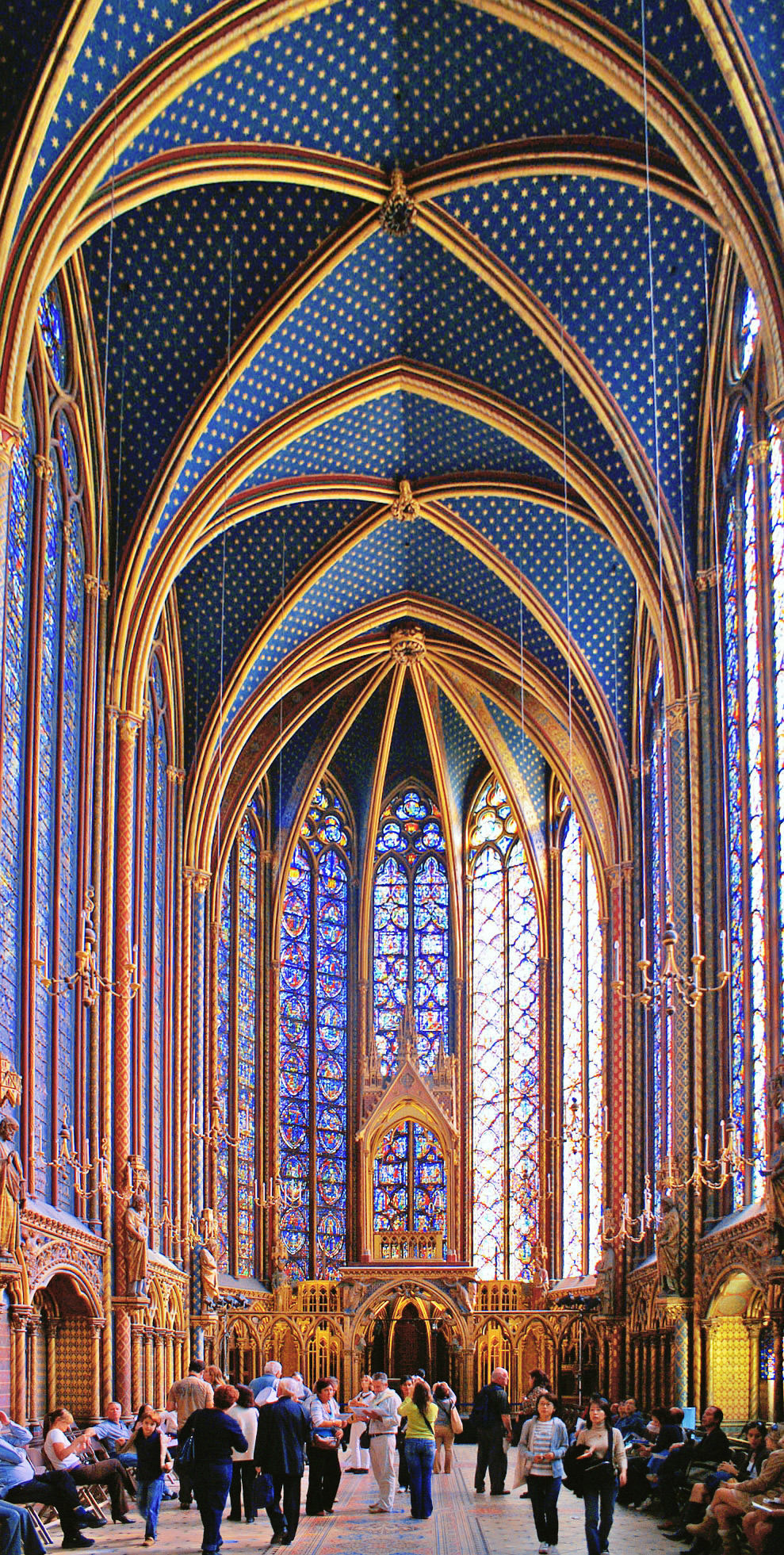
La Sainte-Chapelle, la cappella del vecchio palazzo reale sull' Île de la Cité, capolavoro dello stile Gotico.

Tra il 1241 ed il 1248, re Luigi IX costruì la Sainte-Chapelle, un capolavoro dell'architettura gotica, volta ad ospitare le reliquie della crocifissione di Cristo. Essa possiede le più antiche vetrate conservate a Parigi. Egli creò inoltre il primo consiglio municipale di Parigi, composto da 24 membri.	
A partire dall'XI secolo, Parigi era governata da un prevosto reale, nominato dal re, che viveva nel Grand Châtelet. Luigi IX creò un'altra carica, il prevosto dei mercanti, per condividere l'autorità con il primo e riconoscere il crescente potere e ricchezza dei mercanti. L'importanza delle corporazioni degli artigiani e dei mercanti, in particolare dei battellieri della Senna, si denota nel gesto del governo cittadino di adottare una nave come simbolo cittadino.
Nel 1257 venne fondato dal teologo Robert de Sorbon, il collegio della Sorbona, che darà poi il nome all'intera università.

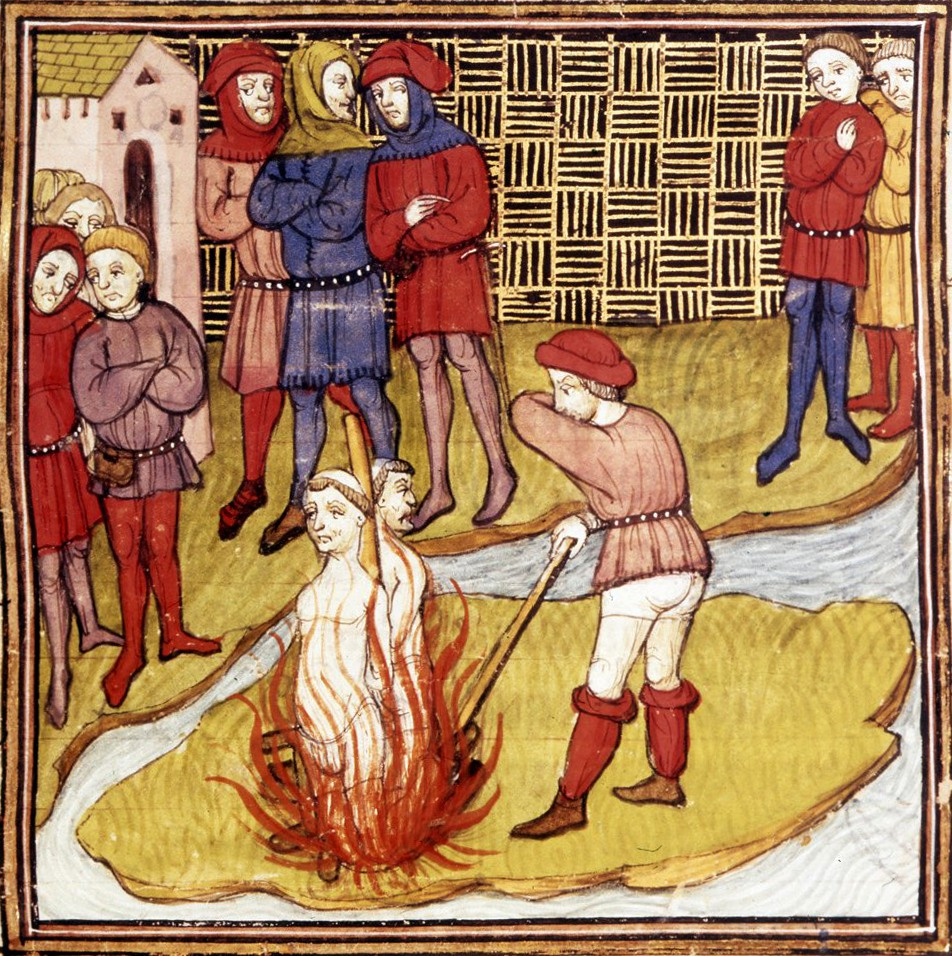
Geoffrey de Charnay e Jacques de Molay al rogo.

Re Filippo IV ricostruì il Palais de la Cité, trasformandolo in un sontuoso palazzo con all'interno grandi sale cerimoniali, due di esse rimangono ancora all'interno della struttura dell'attuale Palazzo di Giustizia. Egli costruì anche una struttura alquanto sinistra, il Gibet de Montfaucon, situato vicino all'attuale Place du Colonel Fabien e al Parc des Buttes Chaumont, dove venivano esposti i cadaveri dei giustiziati. Il 13 ottobre 1307 il re usò il potere reale per arrestare i membri dei Cavalieri Templari, che erano diventati eccessivamente potenti, e il 18 marzo 1314 mise al rogo il Gran maestro dell'Ordine, Jacques de Molay.
Nel 1313 venne costruito il primo lungosenna della città, tra il convento degli Agostiniani e l'Hôtel de Nesle. E nel 1323 Jean de Jandun pubblicò la prima Guida di Parigi.

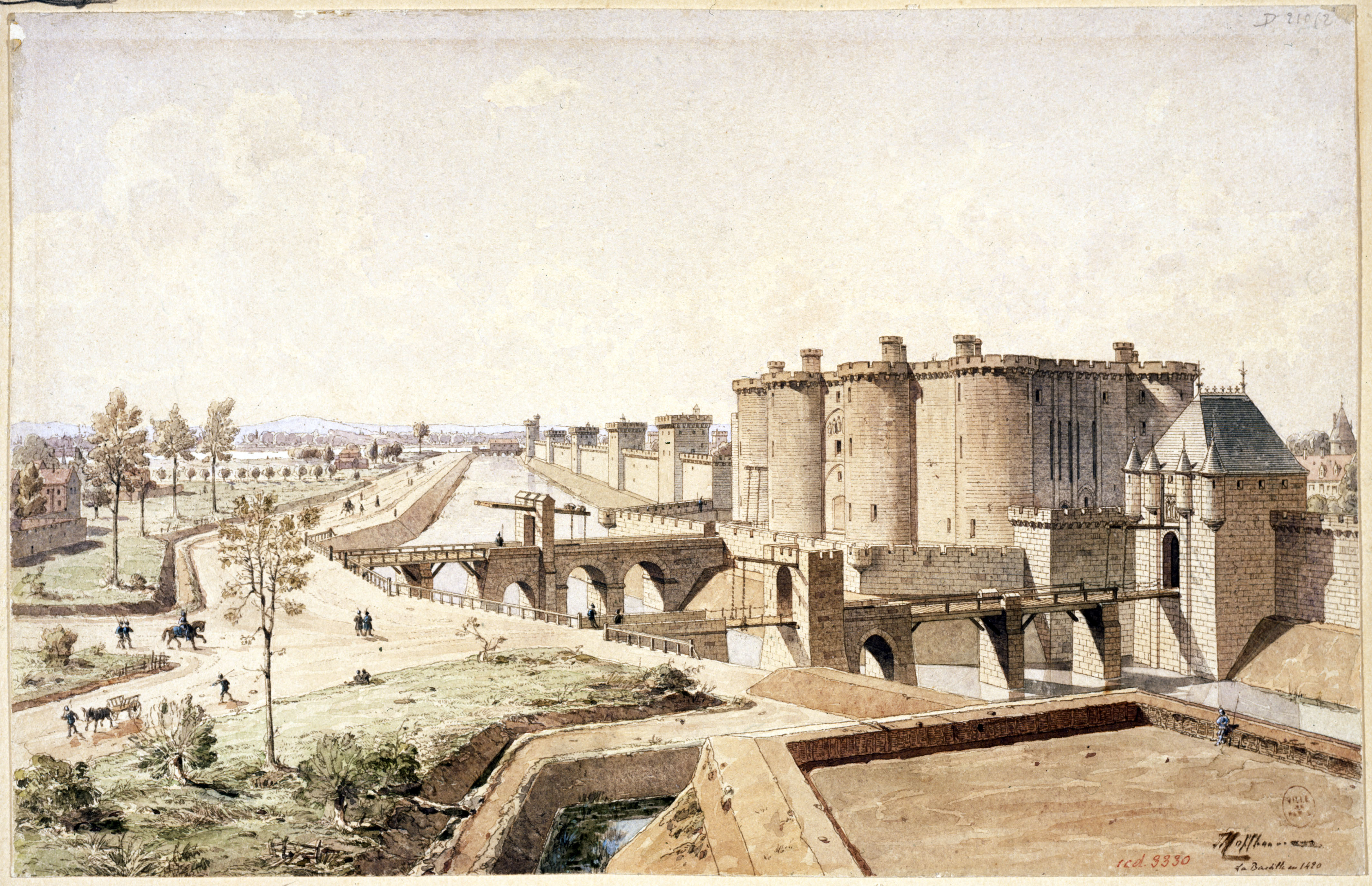
La Bastiglia nel XV secolo.

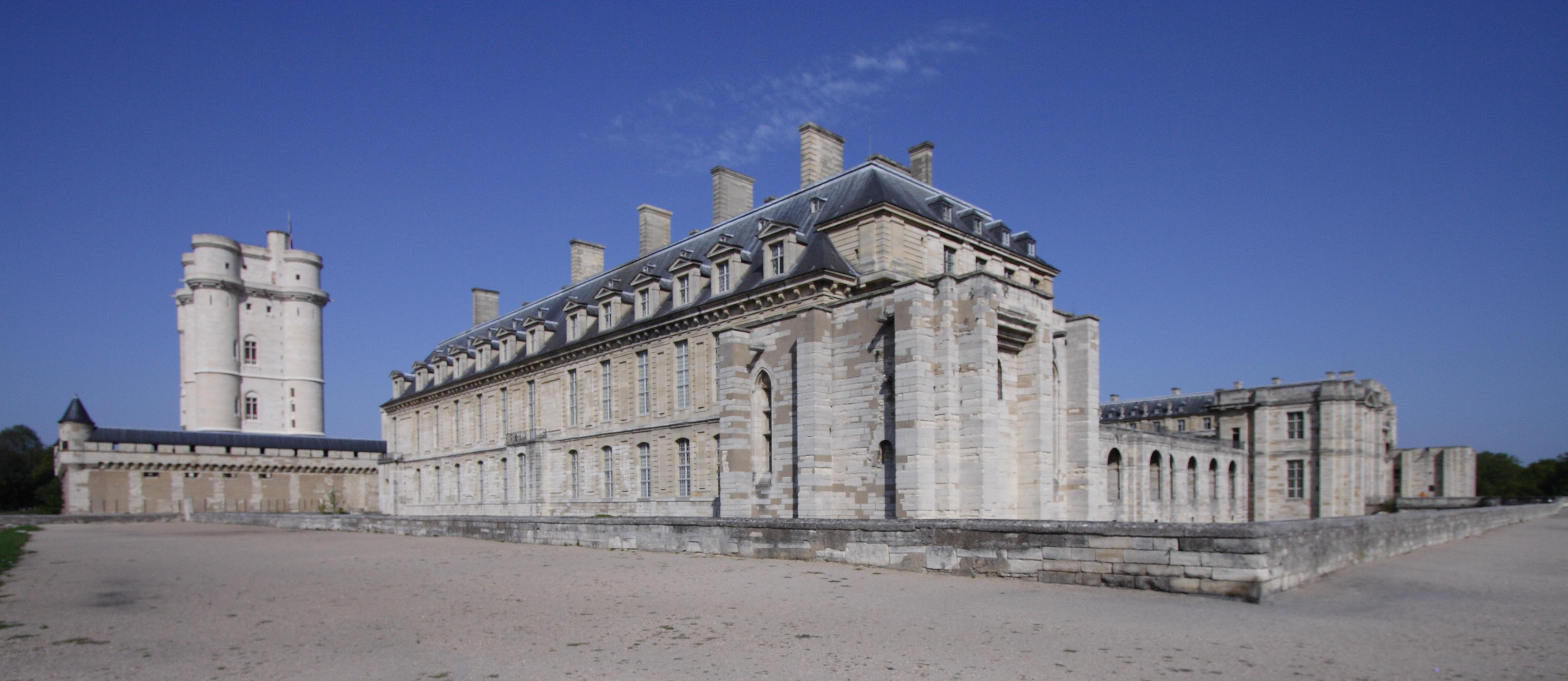
Il castello di Vincennes.

Tra il 1356 e il 1383, re Carlo V costruì delle nuove mura, un'importante porzione di esse fu scoperta durante gli scavi archeologici del 1991-1992 ed è visibile all'interno del complesso del Louvre, sotto Place du Carrousel. Egli costruì anche la Bastiglia, una grande fortezza a guardia della Porte Saint-Antoine, all'estremità orientale di Parigi, e una nuova imponente fortezza a Vincennes, a est della città. Infine, Nonostante Carlo V spostò la residenza ufficiale dall'Île de la Cité al Louvre, preferì comunque vivere all'Hôtel Saint-Pol, sua amata residenza.
Nel 1328 la popolazione di Parigi contava circa 200.000 abitanti, il che la rese la città più popolosa d'Europa. Con la crescita della popolazione arrivarono crescenti tensioni sociali: i primi tumulti avvennero nel dicembre 1306 contro il prevosto dei mercanti, accusato di aver alzato gli affitti, le case di molti mercanti furono bruciate e 28 rivoltosi furono impiccati. Nel 1357 ci fu una rivolta popolare, guidata da Étienne Marcel, prevosto dei mercanti e sindaco di Parigi, con l'obiettivo di conquistare l'autonomia della città da re Carlo V. Dopo le prime concessioni della corona la città fu riconquistata dalle forze monarchiche nel 1358, Marcel fu ucciso ed i suoi seguaci furono dispersi, alcuni dei quali furono poi messi a morte.

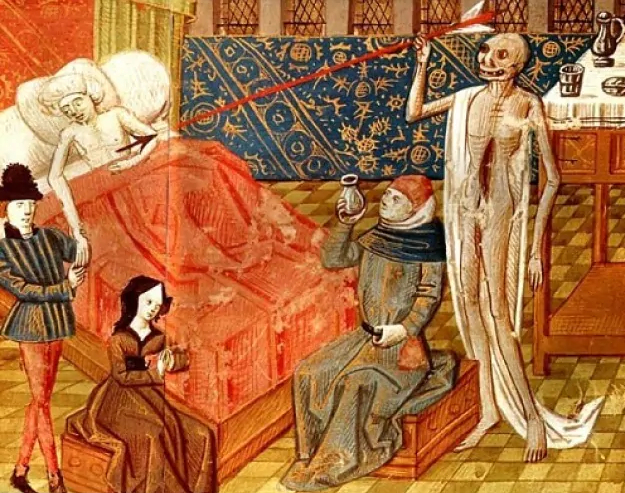
Malato di peste nera in una miniatura del XV secolo.

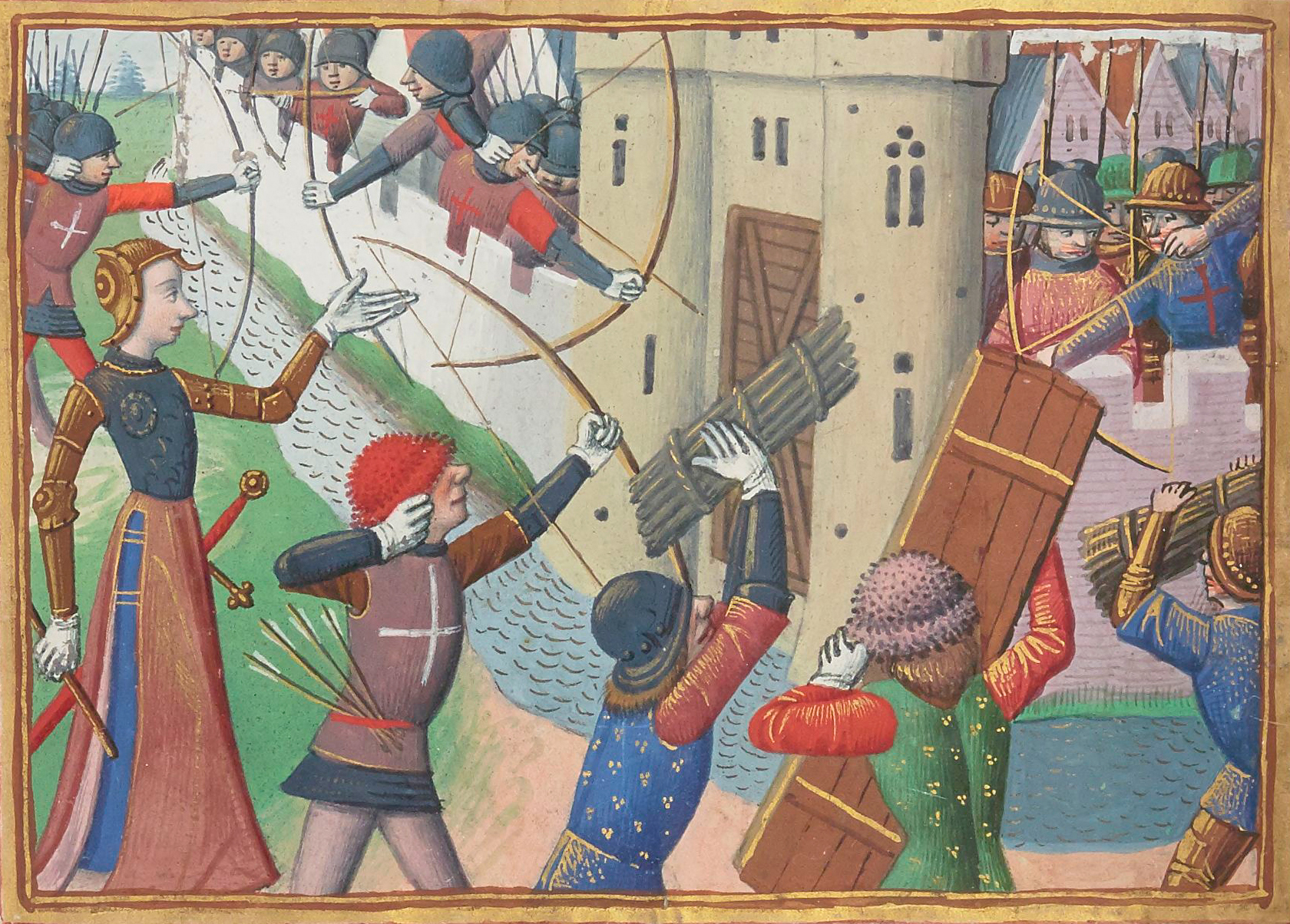
Giovanna d'Arco tenta di liberare Parigi nel 1429.

A metà del XIV secolo Parigi fu colpita da due grandi catastrofi: la peste nera e la guerra dei cent'anni. Nella prima epidemia di peste nel 1348-1349 morirono tra I 40 e i 50.000 parigini, un quarto della popolazione. La peste tornò nel 1360–61, 1363 e 1366–1368. La guerra fu ancora più catastrofica: a partire dal 1346 l'esercito inglese del re Edoardo III saccheggiò le campagne fuori città. Dieci anni dopo, quando re Giovanni II fu catturato dagli inglesi nella battaglia di Poitiers, gruppi sciolti dI mercenari saccheggiarono e devastarono i dintorni di Parigi. Nel 1418 l'esercito inglese e dell'alleato Ducato di Borgogna invasero Parigi. A partire dal 1422 il nord della Francia fu governato da Giovanni Plantageneto, reggente del neonato re Enrico VI, che risiedeva a Parigi, mentre re Carlo VII governava solo la Francia a sud della Loira. Durante il tentativo fallito di conquistare Parigi l'8 settembre 1429, Giovanna d'Arco fu ferita appena fuori la Porte Saint-Honoré.
A causa delle guerre di Enrico V contro la Francia, Parigi cadde in mano agli inglesi tra il 1420 e il 1436, nella quale il piccolo Enrico VI vi fu incoronato re di Francia nel 1431. Quando gli inglesi lasciarono Parigi nel 1436, Carlo VII fu finalmente in grado di tornare, molte zone della capitale, però, erano in rovina e 100.000 dei suoi abitanti, metà della popolazione, avevano lasciato la città.
Quando Parigi fu di nuovo capitale della Francia, I monarchi successivi scelsero di vivere nella Valle della Loira e visitarono Parigi solo in occasioni speciali, fino a quando Francesco I riportò finalmente la residenza reale a Parigi nel 1528.

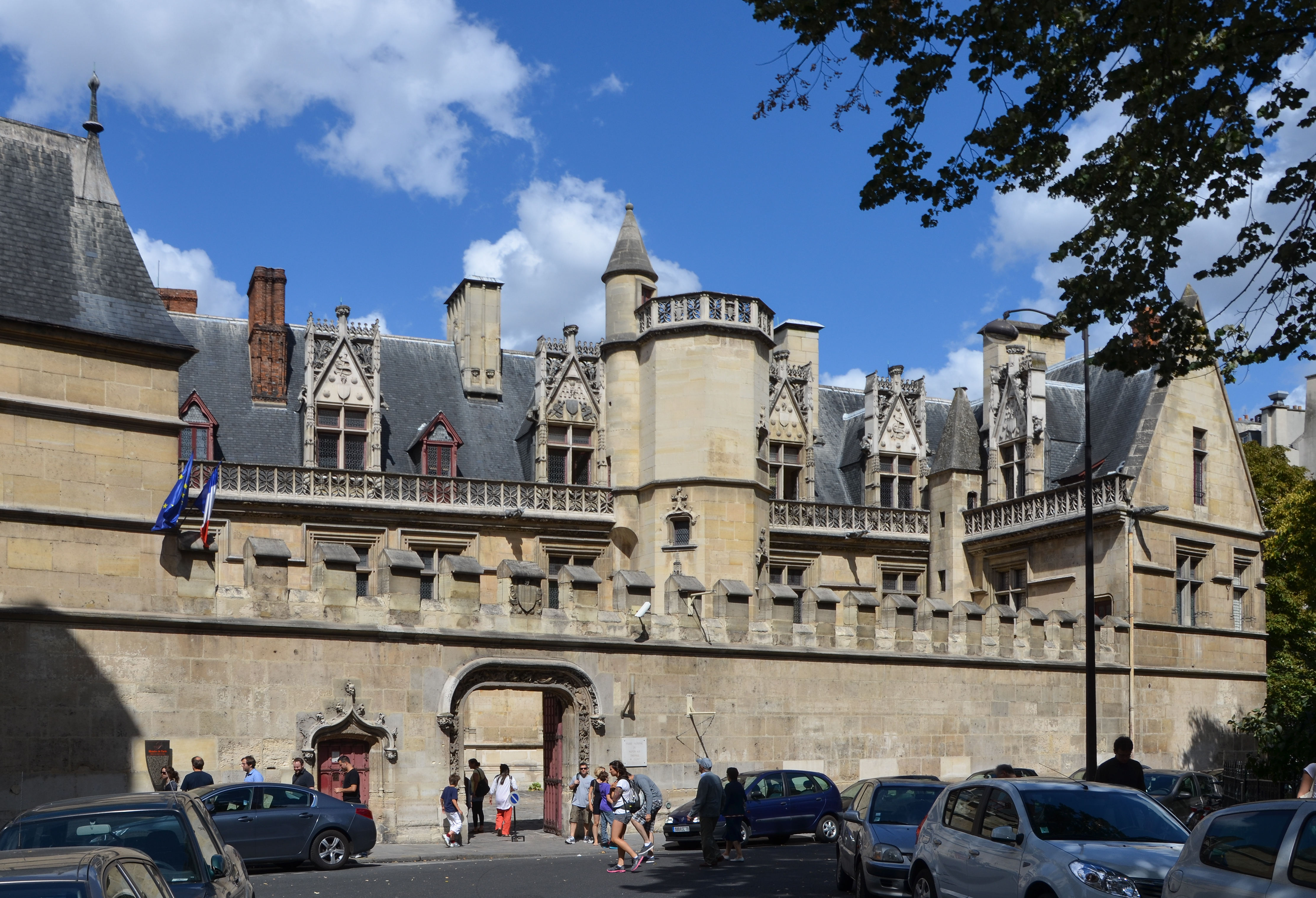
L'Hôtel de Cluny.

Oltre al Louvre, Notre-Dame e diverse chiese, a Parigi si possono ancora vedere due grandi residenze medievali: l'Hôtel de Sens, costruito alla fine del XV secolo come residenza dell'arcivescovo di Sens, e l'Hôtel de Cluny, costruito tra il 1485 ed il 1510, che era l'ex residenza dell'abate del monastero di Cluny, ed ora ospita il Museo del Medioevo. Mentre l'abitazione più antica sopravvissuta a Parigi è la casa di Nicolas Flamel costruita nel 1407, che si trova al 51 di Rue de Montmorency.

## Il Rinascimento

### Ripresa economica e culturale

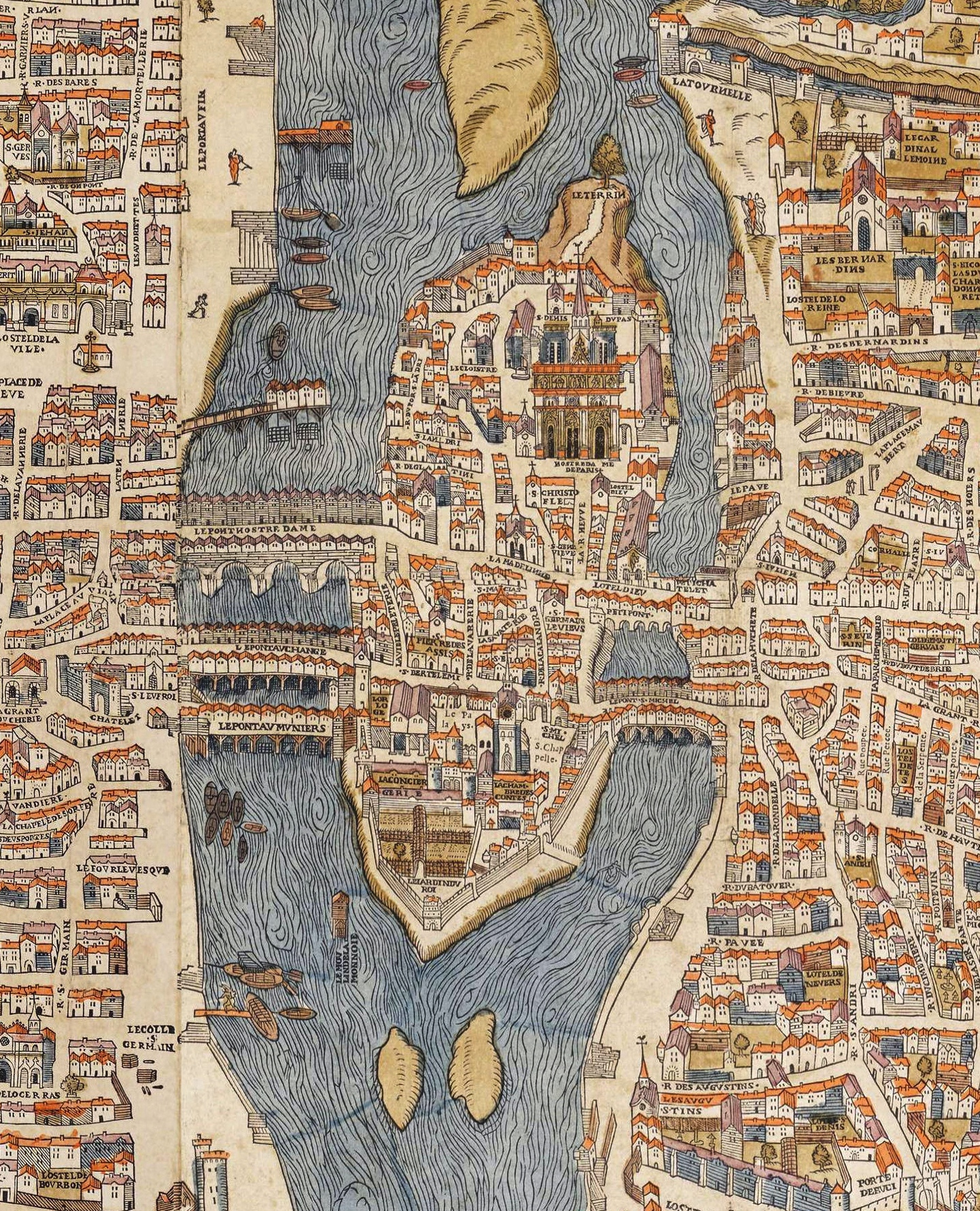
Parigi nel 1550, di Olivier Truschet e Germain Hoyau.

Nel 1500 Parigi aveva riacquistato la sua precedente prosperità e la popolazione raggiunse i 250.000 abitanti. Ogni re aggiunse edifici, ponti e fontane per abbellire la capitale, la maggior parte dei quali nel nuovo stile rinascimentale importato dall'Italia.

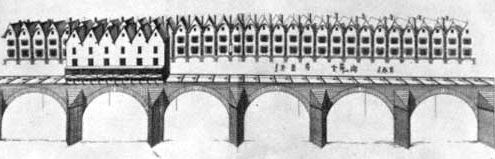
Il Pont Notre-Dame, primo ponte rinascimentale di Parigi.

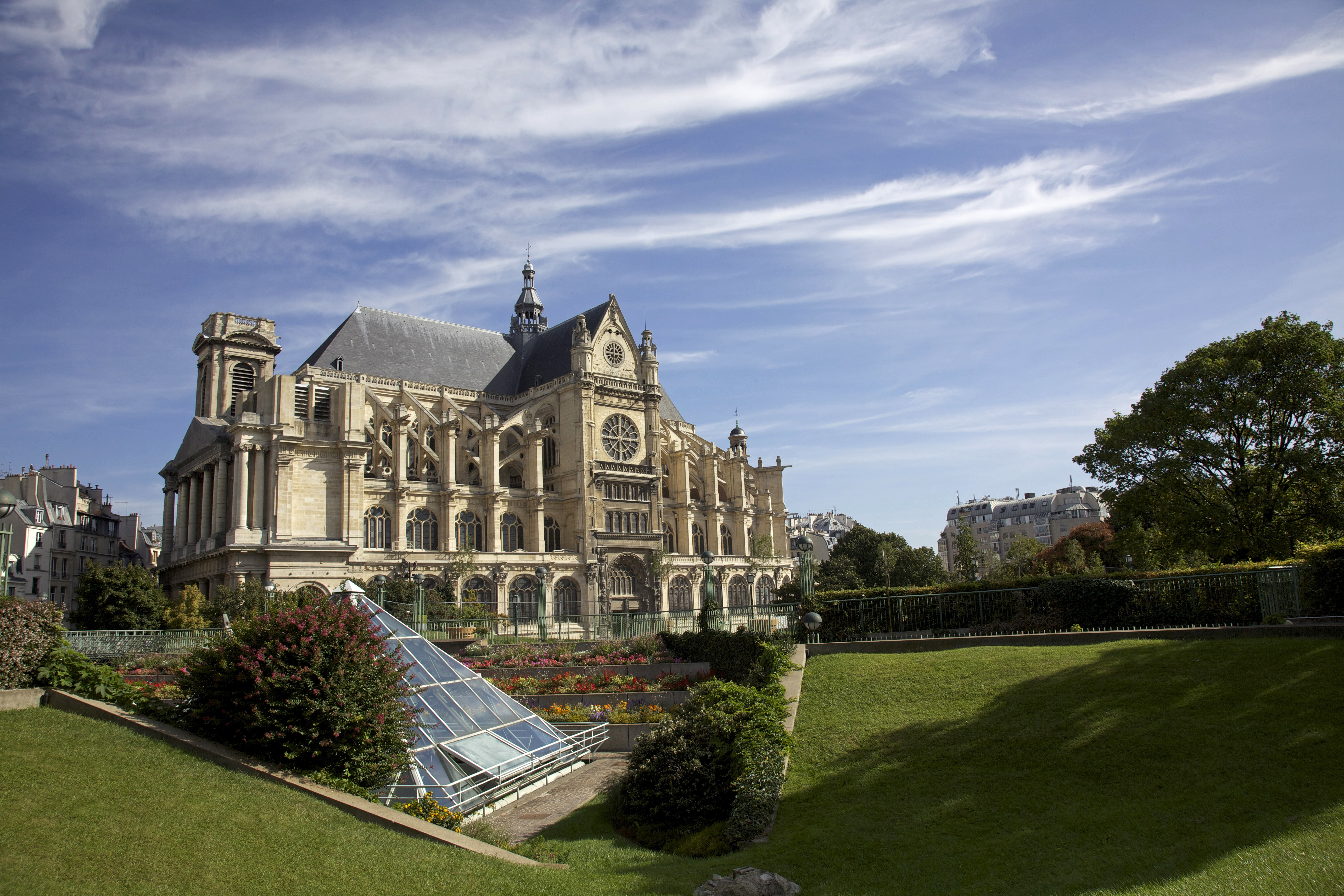
La chiesa di Saint-Eustache, prima chiesa rinascimentale della città.

Re Luigi XII visitò raramente Parigi ma ricostruì il vecchio Pont Notre-Dame in legno, che era crollato nel 1499, il nuovo ponte, inaugurato nel 1512, era fatto di pietra, pavimentato e fiancheggiato da 68 case e negozi. Il 15 luglio 1533 re Francesco I pose la prima pietra del nuovo Hôtel de Ville, il municipio di Parigi. Esso fu progettato dal suo architetto italiano di fiducia, Domenico da Cortona, progettatore, inoltre, del castello di Chambord. Cortona progettò anche la prima chiesa rinascimentale di Parigi, la chiesa di Saint-Eustache, nel 1532, ricoprendo una struttura gotica con dettagli e decorazioni rinascimentali. La prima residenza nobiliare di stile rinascimentale a Parigi fu l'Hôtel Carnavalet, adesso Museo Carnavalet, iniziato nel 1545. Fu modellato sul Grand Ferrare, un palazzo a Fontainebleau progettato dall'architetto italiano Sebastiano Serlio.

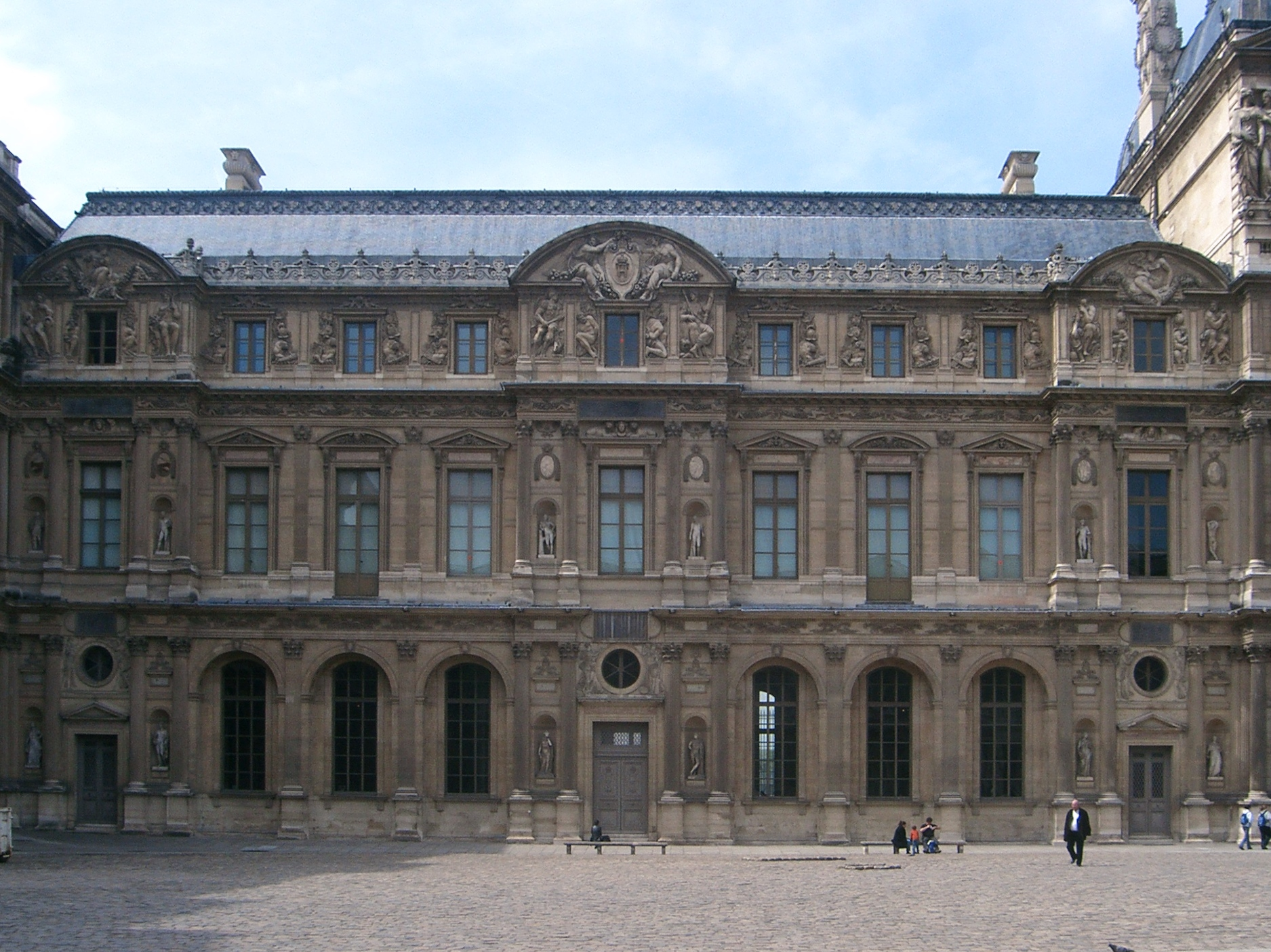
L'ala Lescot del Louvre.

Nel 1534 Francesco I divenne il primo re francese a fare del Louvre la sua residenza, del quale demolì la massiccia torre centrale per creare un cortile aperto. Verso la fine del suo regno egli decise di costruire una nuova ala con facciata rinascimentale al posto di un'ala costruita dal re Filippo II. La nuova ala fu progettata da Pierre Lescot e divenne un modello per altre facciate rinascimentali in Francia. Il re rafforzò inoltre la posizione di Parigi come centro culturale e di studio: nel 1500 c'erano 75 tipografie a Parigi, seconde solo a Venezia, e col tempo Parigi divenne la città nella quale venivano pubblicati più libri in Europa. Nel 1530 Francesco creò una nuova facoltà all'università con la missione di insegnare ebraico, greco e matematica, che divenne il Collegio di Francia. Nel 1548 viene inaugurato il primo teatro permanente, all'Hôtel de Bourgogne.

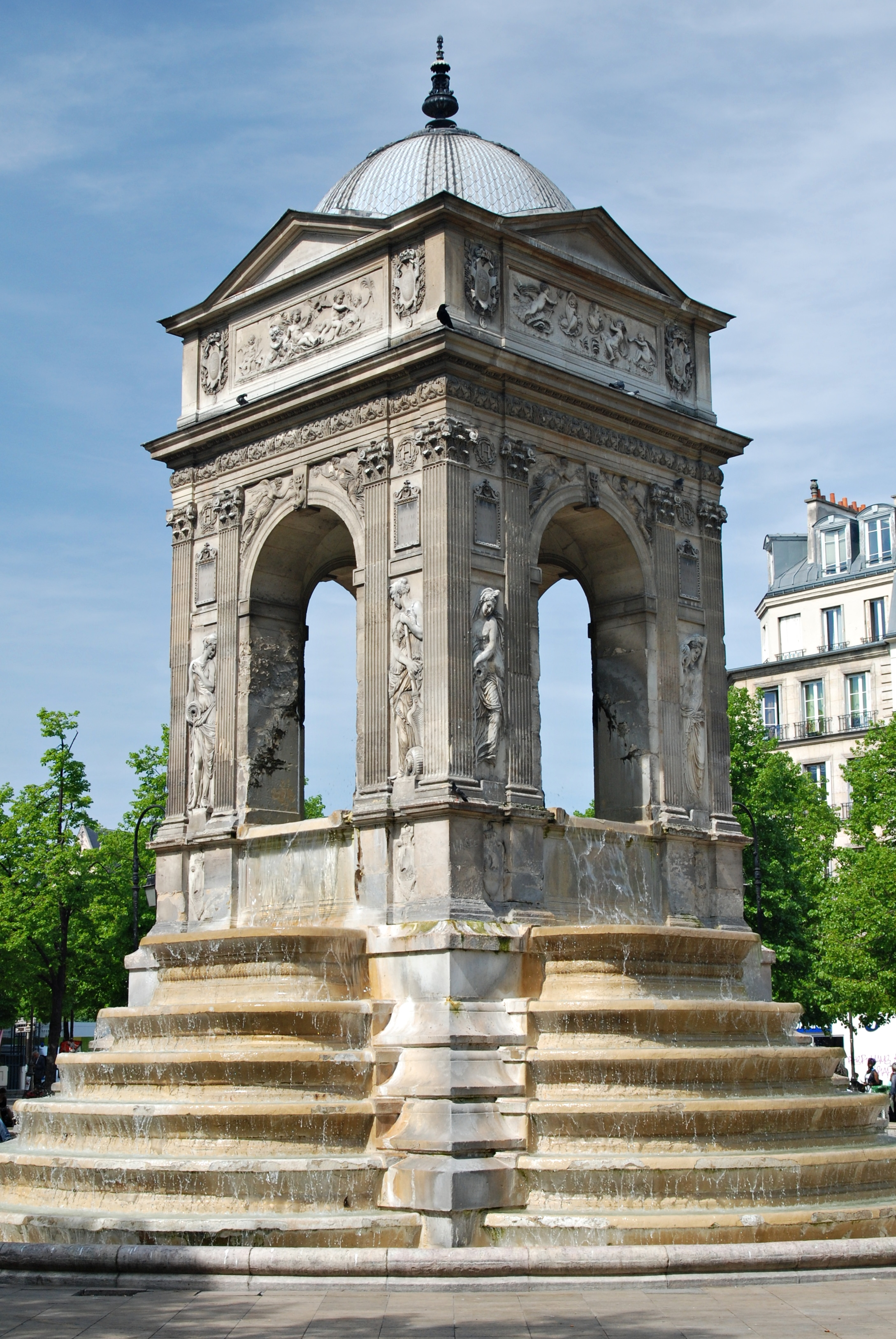
La Fontana degli Innocenti, di Pierre Lescot e Jean Goujon, accanto al mercato.

Francesco I morì nel 1547 e suo figlio, Enrico II, continuò a decorare Parigi in stile rinascimentale: la più bella fontana, di questo stile, della città, la Fontana degli Innocenti, fu costruita per celebrare l'ingresso ufficiale di Enrico a Parigi nel 1549. Enrico II aggiunse anche una nuova ala al Louvre, il Pavillon du Roi, a sud lungo la Senna, nella quale era situata la camera del re. Egli fece costruire inoltre una magnifica sala per feste e cerimonie, la Salle des Cariatides, nell'ala Lescot.

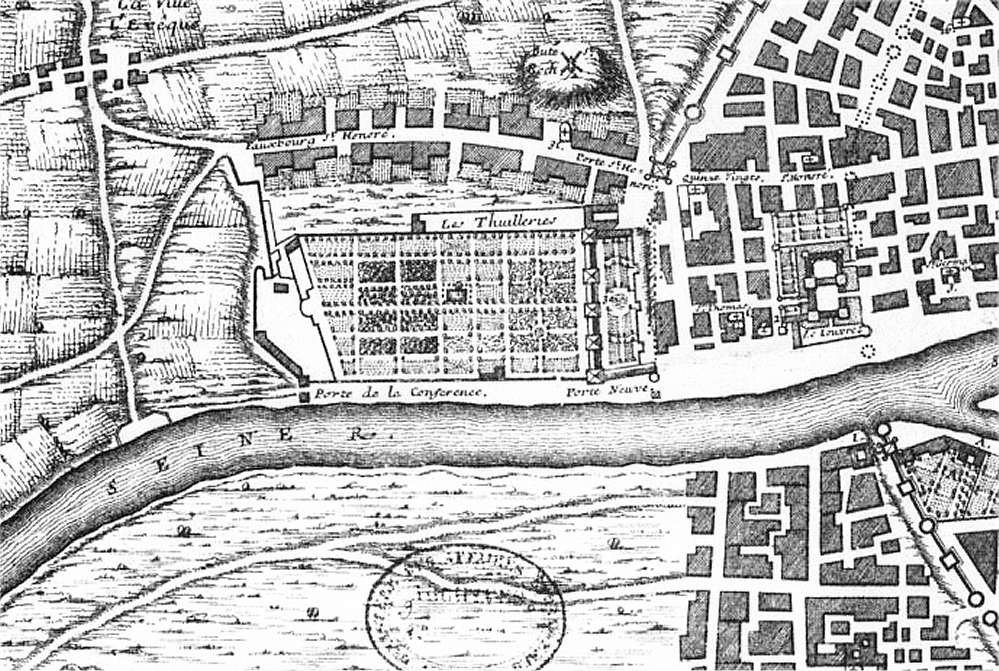
Pianta del palazzo e del giardino delle Tuileries nel 1589. Il Louvre è sulla destra.

Enrico II morì nel 1559 per le ferite subite durante una giostra nella sua residenza all'Hôtel des Tournelles. La sua vedova, Caterina de' Medici, fece demolire la vecchia residenza nel 1563, e tra il 1564 e il 1572 costruì una nuova residenza reale, il Palazzo delle Tuileries perpendicolare alla Senna, appena fuori le mura di Carlo V. Mentre a ovest del palazzo fece creare un grande giardino all'italiana, il Giardino delle Tuileries.

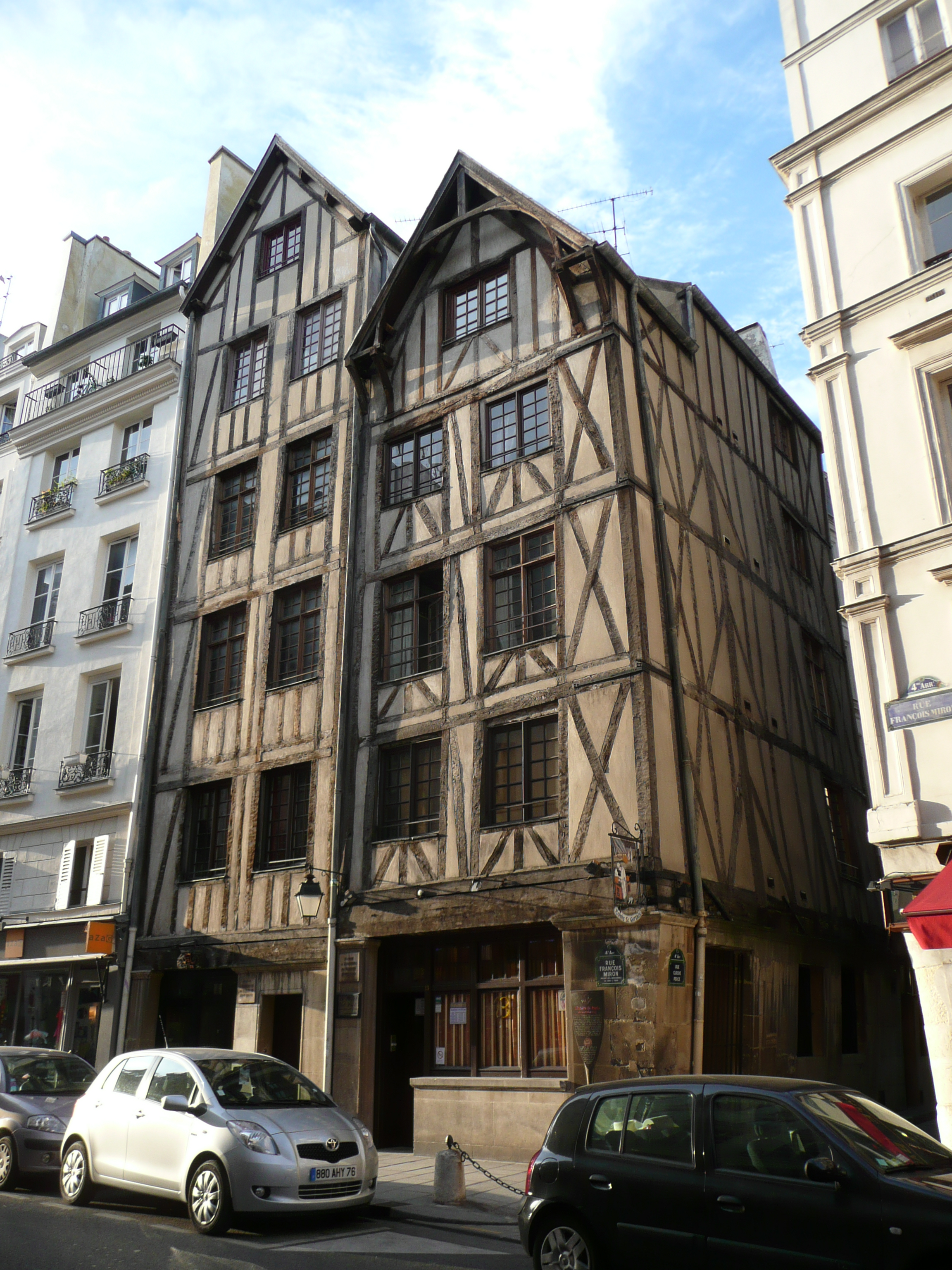
Abitazioni del XVI secolo a Parigi. 11 e 13 rue François-Miron, Le Marais.

### Le guerre di religione
Nel XVI secolo a Parigi stava crescendo una minacciosa tensione tra i seguaci della chiesa cattolica e quelli del calvinismo protestante. La Sorbona e in generale l'Università di Parigi, le maggiori fortezze dell'ortodossia cattolica, attaccarono con forza le dottrine protestanti e umaniste, e lo studioso Étienne Dolet fu bruciato sul rogo, insieme ai suoi libri, in Place Maubert nel 1532 per ordine della facoltà di teologia della Sorbona, tuttavia, le nuove dottrine continuarono a crescere in popolarità, in particolare tra le classi superiori francesi. A partire dal 1562 la repressione e i massacri dei protestanti a Parigi si alternarono a periodi di tolleranza e calma, durante quelle che divennero note come le guerre di religione francesi, nelle quali Parigi fungeva una roccaforte della Lega cattolica.

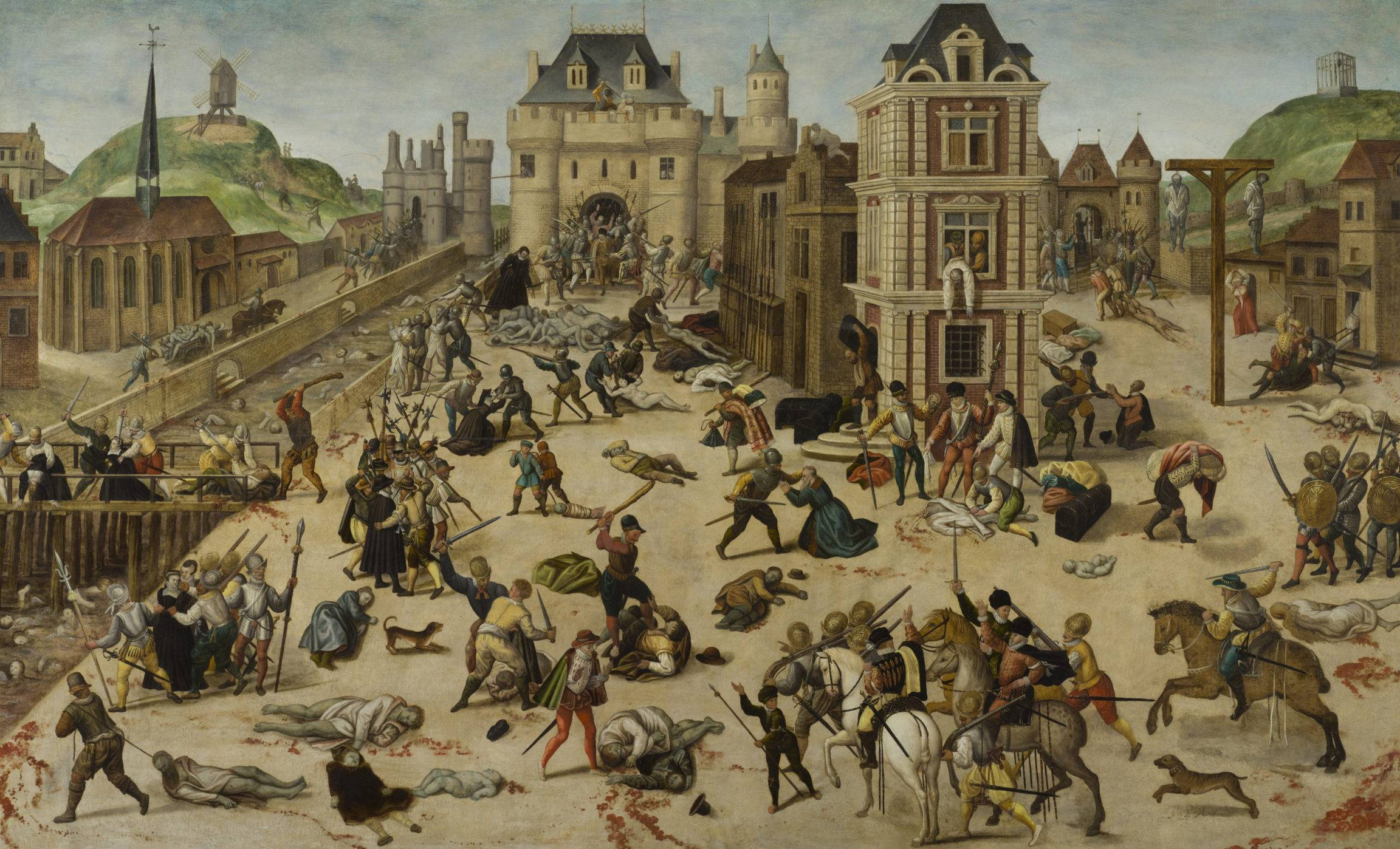
Il massacro di San Bartolomeo.

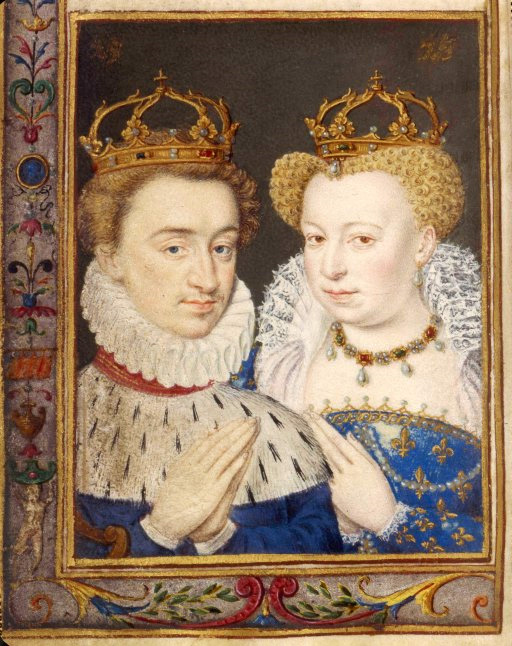
Enrico IV e Margherita di Valois.

Nella notte tra il 23 e il 24 agosto 1572, mentre molti eminenti protestanti provenienti da tutta la Francia si trovavano a Parigi in occasione del matrimonio di Enrico di Navarra, futuro re Enrico IV, con Margherita di Valois, sorella di Carlo IX, il consiglio regnante decise di far assassinare i capi protestanti. Le uccisioni mirate si trasformarono rapidamente in un massacro generale di protestanti da parte di folle cattoliche, noto come massacro della notte di San Bartolomeo, che continuò per tutto agosto e settembre, diffondendosi da Parigi al resto del paese. Circa tremila protestanti furono massacrati a Parigi e da cinque a diecimila altrove in Francia.

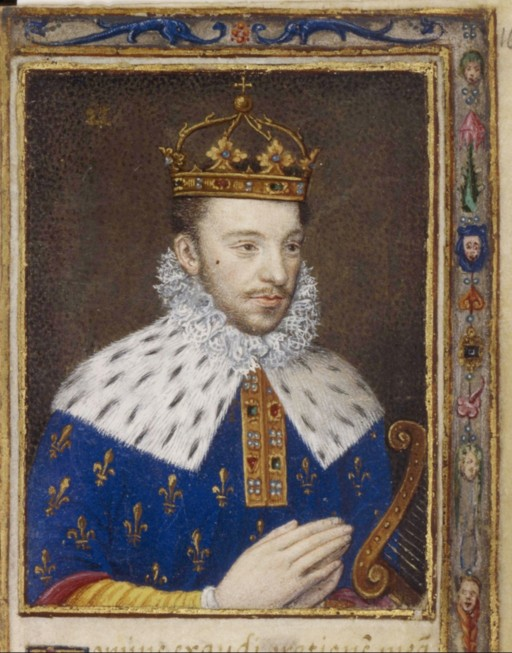
Enrico III di Francia.

Re Enrico III tentò di trovare una soluzione pacifica ai conflitti religiosi, ma il duca di Guisa e i suoi seguaci nella capitale lo costrinsero a fuggire il 12 maggio 1588, il cosiddetto giorno delle barricate. Il 1 ° agosto 1589, Enrico III fu assassinato nel castello di Saint-Cloud da un frate domenicano, Jacques Clément. Con la morte di Enrico III la stirpe dei Valois ebbe fine.
Parigi, insieme alle altre città della lega, resistette fino al 1590 contro Enrico IV, succeduto a Enrico III, quando dopo la vittoria nella battaglia di Ivry il 14 marzo 1590, Enrico IV assediò Parigi, l'assedio fu lungo e infruttuoso ed Enrico accettò di convertirsi al cattolicesimo per avere salva la vita. Il 14 marzo 1594 Enrico IV entrò a Parigi, dopo essere stato incoronato re di Francia nella cattedrale di Chartres il 27 febbraio 1594.

## XVII secolo

### Tra Enrico IV e Luigi XIII
Parigi soffrì molto durante le guerre di religione del XVI secolo, infatti un terzo dei parigini fuggì, molte case furono distrutte e i grandiosi progetti del Louvre, dell'Hôtel de Ville e del Palazzo delle Tuileries rimasero incompiuti. Enrico IV tolse l'indipendenza al governo della città e governò Parigi direttamente attraverso gli ufficiali reali. Rilanciò i progetti edilizi e costruì una nuova ala del Louvre lungo la Senna, la Galerie du bord de l'eau, che collegava il vecchio Louvre con il nuovo Palazzo delle Tuileries.
I progetti di costruzione di Enrico IV per Parigi furono gestiti da un protestante, il duca di Sully, suo energico sovrintendente agli edifici e ministro delle finanze che fu nominato Gran Maestro dell'Artiglieria nel 1599. Enrico IV ricominciò la costruzione del Pont Neuf, iniziata da Enrico III nel 1578, ma lasciato incompiuto durante le guerre di religione. Fu terminato tra il 1600 e il 1607 e fu il primo ponte di Parigi costruito senza abitazioni. Vicino al ponte costruì La Samaritaine, una grande stazione di pompaggio che forniva acqua potabile e per i giardini del Louvre e delle Tuileries.

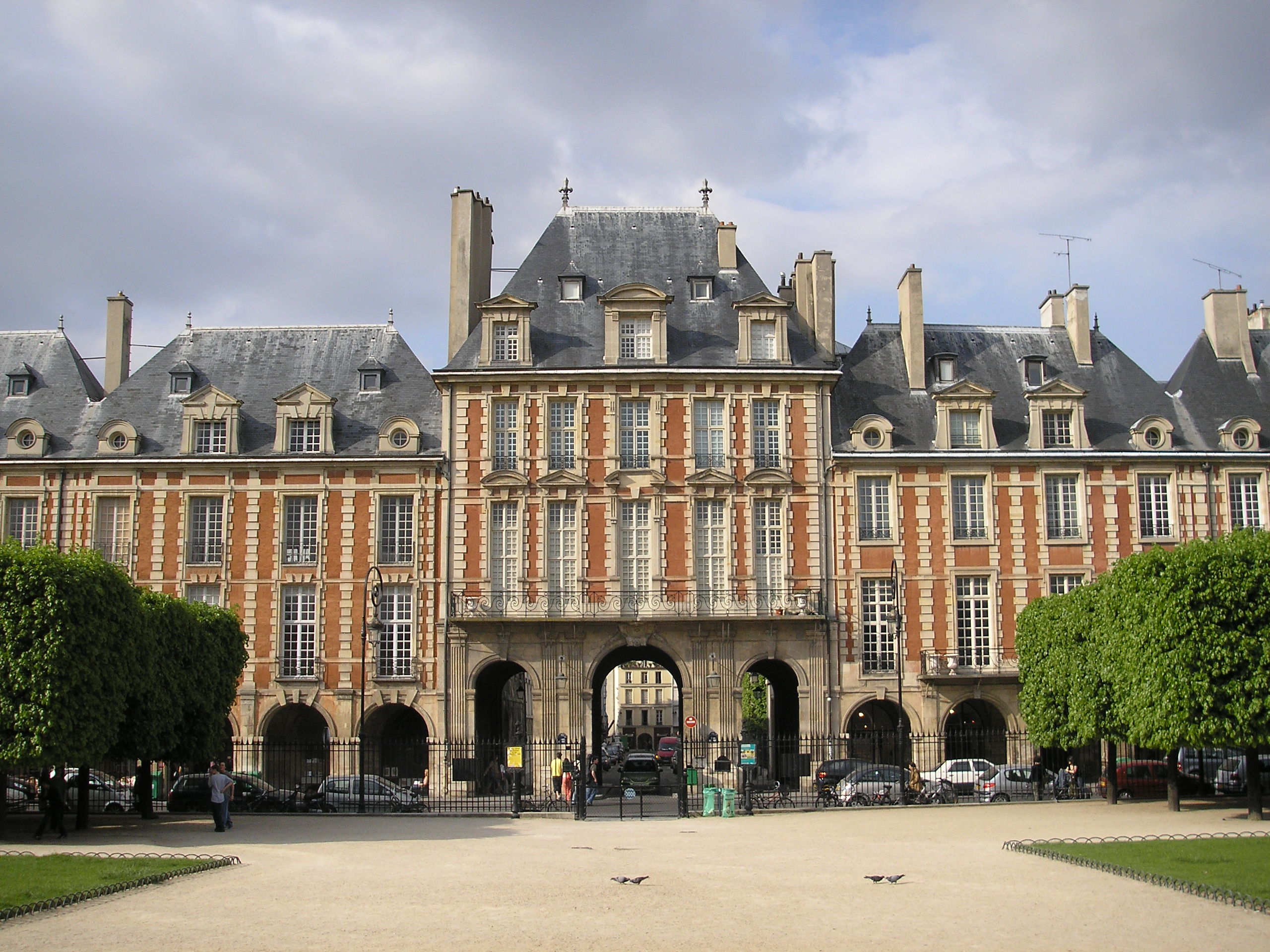
Place des Vosges, originariamente Place Royale, fu la prima piazza residenziale di prestigio della città.

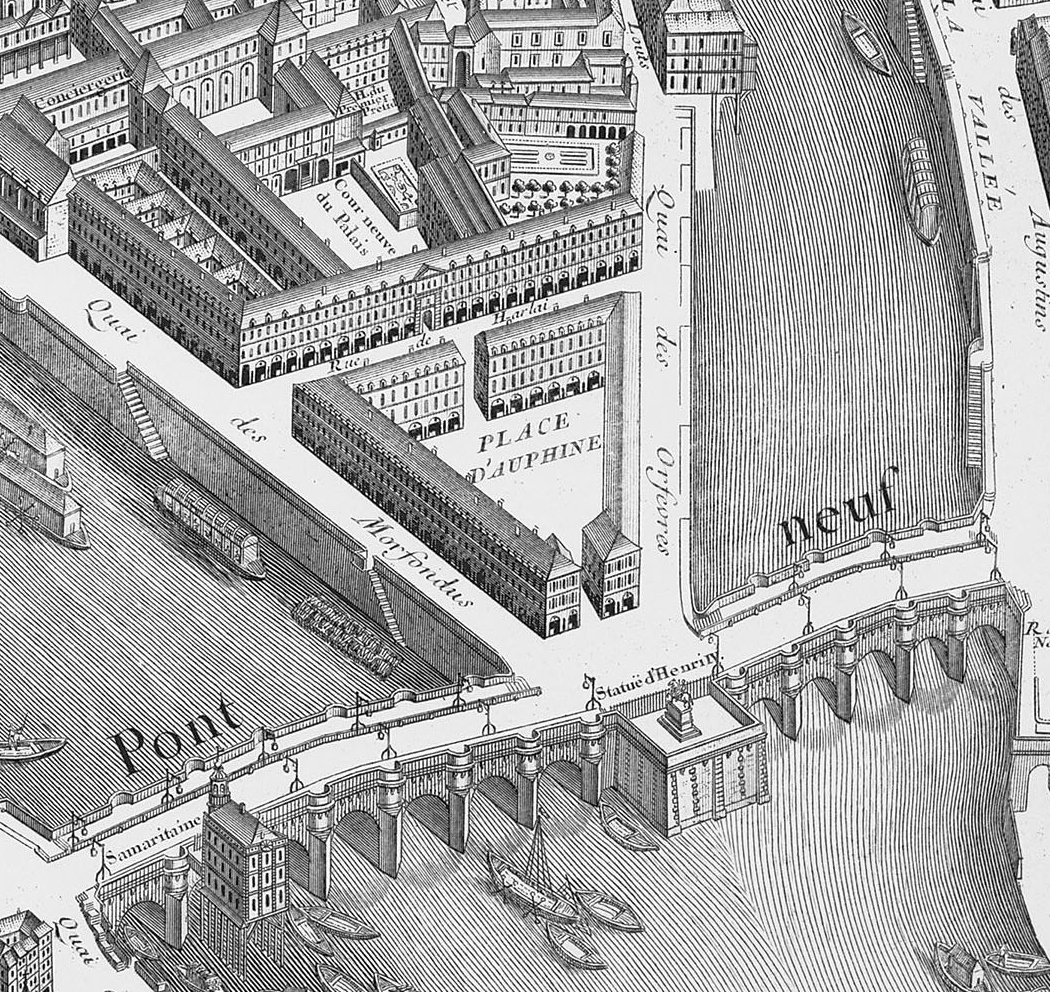
Place Dauphine in una stampa del XVIII secolo.

A sud del sito dell'ex residenza reale di Enrico II, l'Hôtel des Tournelles, costruì un'elegante nuova piazza residenziale circondata da case in mattoni e un porticato. Fu costruita tra il 1605 e il 1612 e chiamata Place Royale, nel 1800 ribattezzata Place des Vosges. Nel 1607 il re iniziò a lavorare su un nuovo triangolo residenziale, la Place Dauphine, fiancheggiata da trentadue case in mattoni e pietra, all'estremità occidentale dell'Île de la Cité. Esso fu il suo ultimo progetto per la città, poiché fu assassinato il 14 maggio 1610 da François Ravaillac, un fanatico cattolico. Quattro anni dopo, una statua equestre in bronzo del re fu eretta sul Pont Neuf di fronte a Place Dauphine.

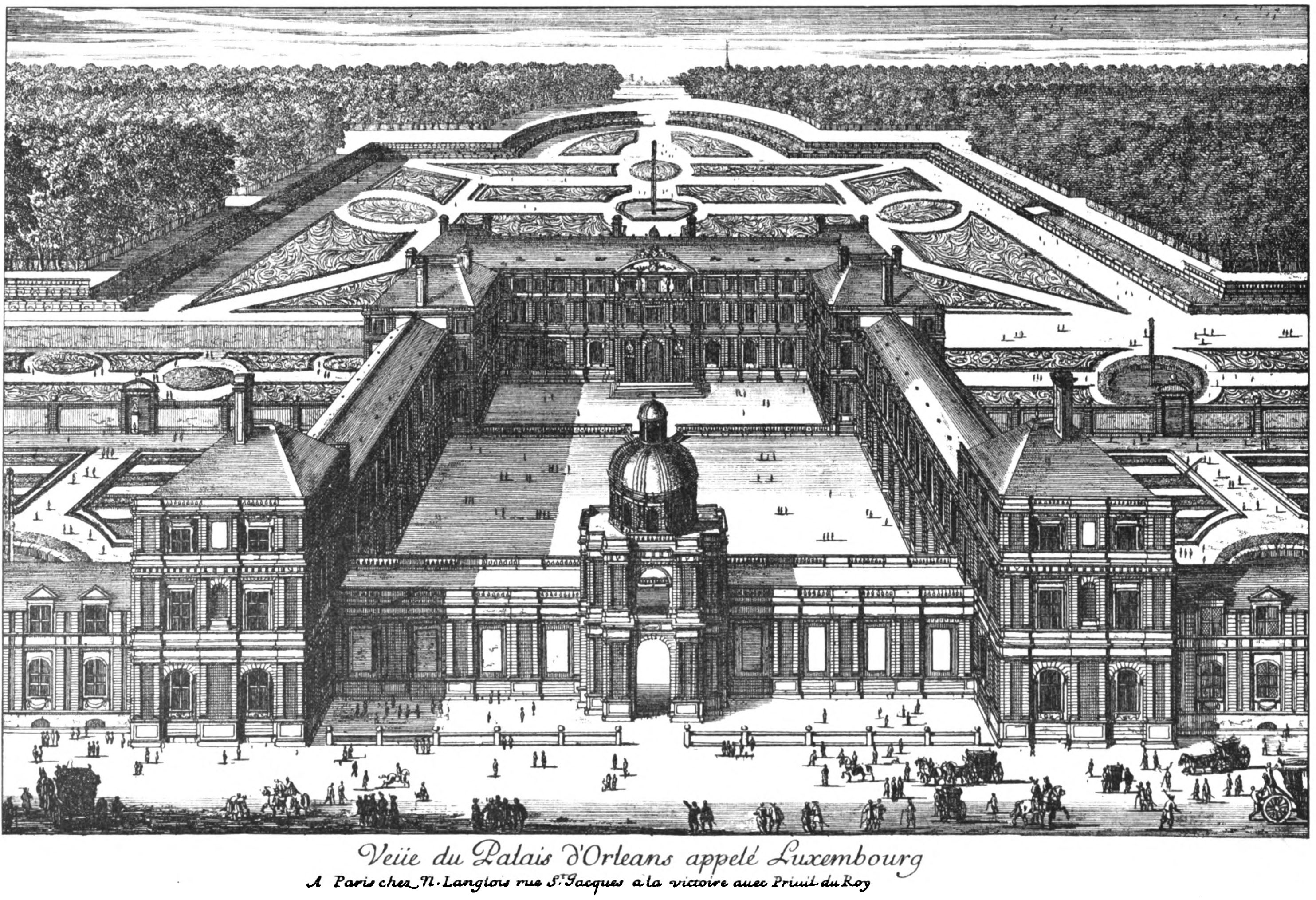
Il Palazzo del Lussemburgo in una stampa del XVII secolo.

La vedova di Enrico IV, Maria de' Medici, decise di costruire la propria residenza, il Palazzo del Lussemburgo, sul modello di Palazzo Pitti, situato nella sua nativa Firenze. Nei giardini all'italiana del suo palazzo, commissionò a un fontaniere fiorentino, Tommaso Francini, la creazione della Fontana de' Medici. L'acqua era scarsa nella Rive Gauche, uno dei motivi per cui era cresciuta più lentamente rispetto alla Rive Gauche, motivo per cui per fornire acqua ai suoi giardini e alle sue fontane, Maria de Medici fece ricostruire l'antico acquedotto romano di Rungis. Nel 1616 fece realizzare anche il Cours-la-Reine a ovest dei giardini delle Tuileries, lungo la Senna. Anch'essa in ricordo di Firenze, era una lunga passeggiata alberata, fiancheggiata da 1.800 olmi.

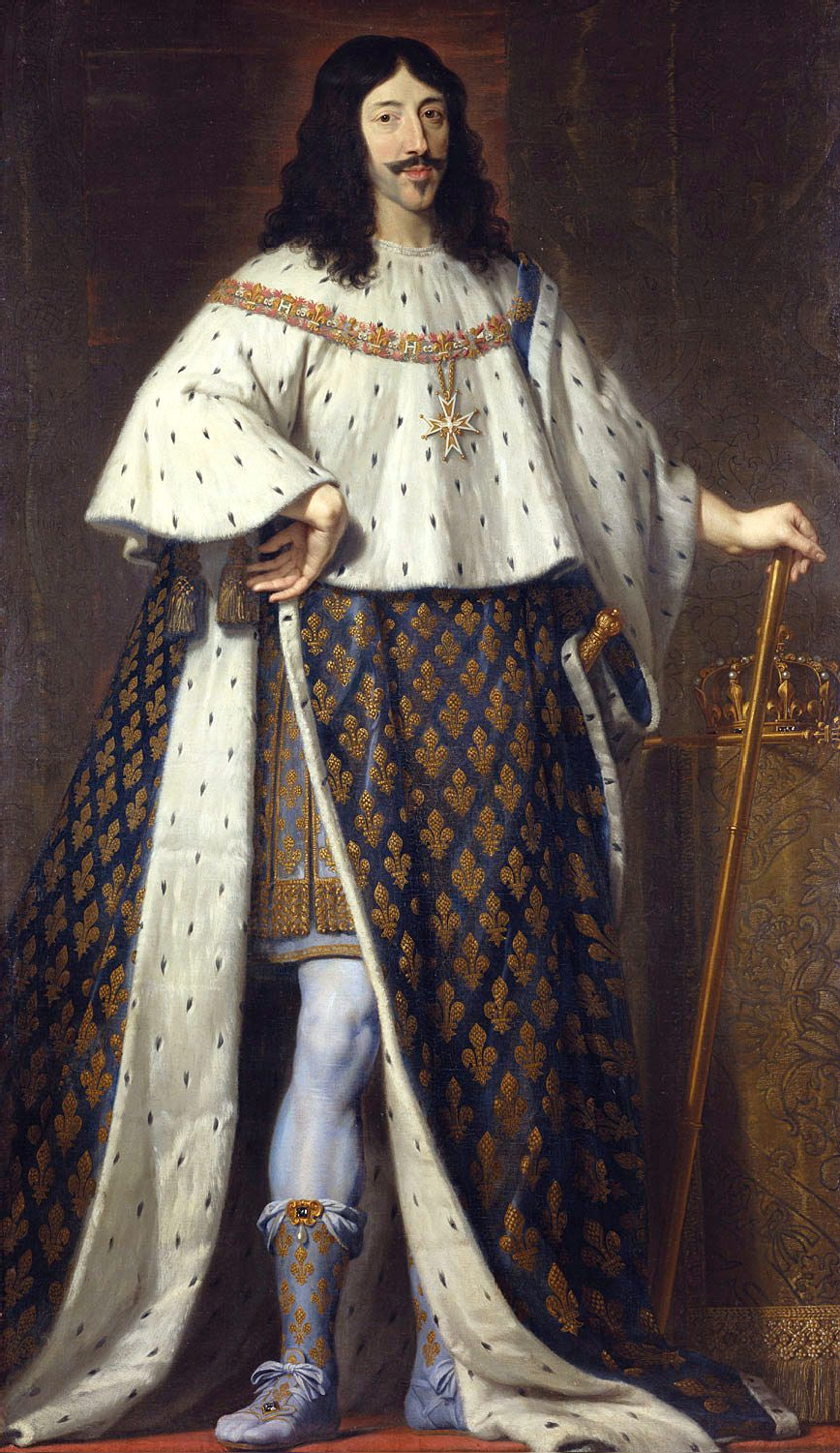
Luigi XIII in un dipinto di Philippe de Champaigne.

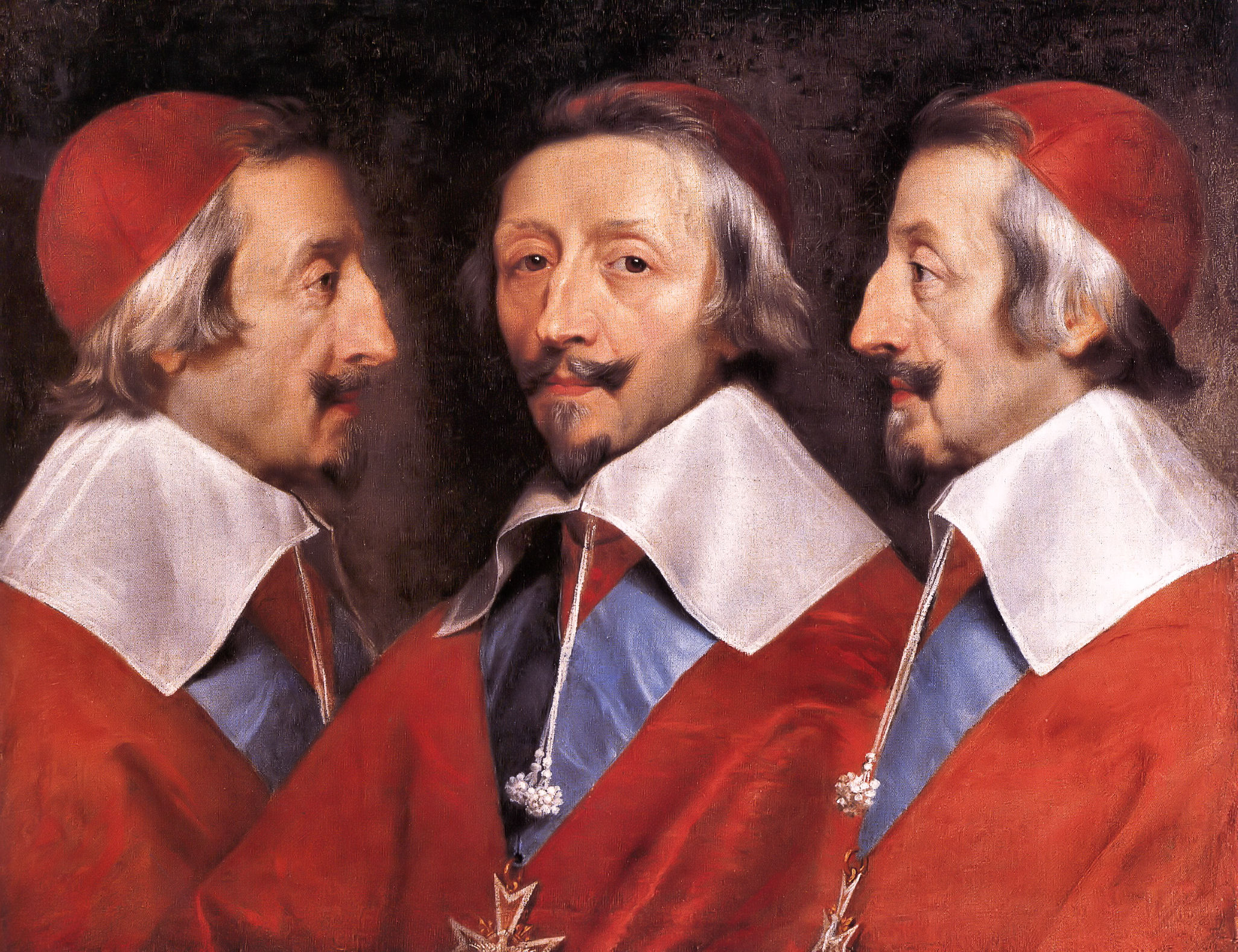
Triplo ritratto del cardinale de Richelieu, di Philippe de Champaigne.

Luigi XIII continuò il progetto del Louvre iniziato dal padre Enrico IV creando l'armoniosa cour carrée, o cortile quadrato, nel cuore del Louvre. Il primo ministro, il cardinale de Richelieu, aggiunse un altro importante edificio nel centro di Parigi: Nel 1624 iniziò la costruzione di una nuova grande residenza per sé, il "Palais-Cardinal", ora noto come Palais-Royal. Iniziò acquistando diversi grandi palazzi situati in Rue Saint-Honoré, l'Hôtel de Rambouillet e l'adiacente Hôtel d'Armagnac, ampliando l'edificio con un enorme giardino (tre volte più grande dell'attuale giardino), con una fontana al centro e lunghi filari di alberi ai lati. 
Nella prima parte del XVII secolo Richelieu contribuì a introdurre a Parigi un nuovo stile architettonico religioso ispirato alle famose chiese di Roma, in particolare alla Chiesa del Gesù e alla Basilica di San Pietro. La prima facciata realizzata in stile gesuita fu quella della chiesa di Saint-Gervais, del 1616, mentre la prima chiesa interamente costruita nel nuovo stile fu quella di Saint-Paul-Saint-Louis, tra il 1627 e il 1647. Essa non era interamente in stile gesuita, poiché gli architetti vollero comunque caricarlo di ornamenti, ciononostante fu apprezzato dai re Luigi XIII e Luigi XIV; i cuori di entrambi i re furono sepolti lì. La cupola di San Pietro a Roma ispirò la cupola della cappella della Sorbona, commissionata da Richelieu, che era il capo del collegio, e anche la pianta fu presa da una chiesa romana, San Carlo ai Catinari. Il grande capolavoro del nuovo stile, a volte chiamato gotico fiammeggiante o barocco francese, fu la Chiesa del Val-de-Grâce, costruito da Anna d'Austria, vedova di Luigi XIII, modellato sull'Escorial in Spagna, combinava un convento, una chiesa e appartamenti reali per la regina vedova. Uno degli architetti dell'opera fu François Mansart, famoso per l'invenzione della mansarda, che divenne la caratteristica distintiva degli edifici del XVII e XVIII secolo.

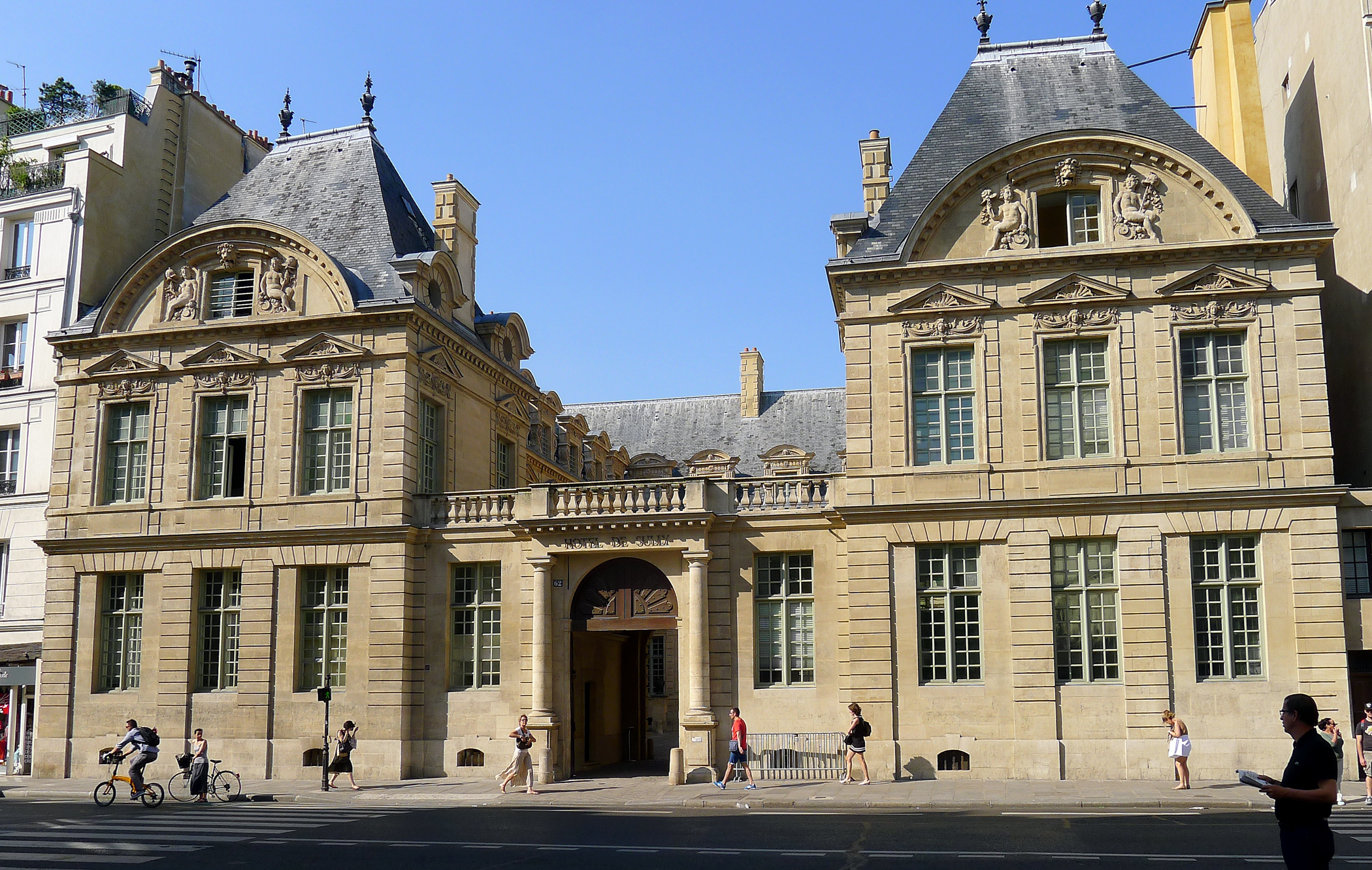
L'Hôtel de Sully.

Durante la prima metà del XVII secolo la popolazione di Parigi quasi raddoppiò, raggiungendo i 400.000 abitanti alla fine del regno di Luigi XIII nel 1643. Per facilitare la comunicazione tra le rive destra e sinistra, il re costruì cinque nuovi ponti sulla Senna, raddoppiando il numero esistente. La nobiltà, i funzionari governativi e i ricchi costruirono eleganti hôtel particulier sulla riva destra nel nuovo Faubourg Saint-Honoré, nel Faubourg Saint-Jacques e le Marais vicino a Place des Vosges. Un buon esempio nella sua forma originale è l'Hôtel de Sully, tra Place des Vosges e Rue Saint-Antoine. Il vecchio traghetto tra il Louvre e Rue de Bac, sulla Rive Gauche, fu sostituito da un ponte di legno e poi di pietra, il Pont Royal, terminato da Luigi XIV. All'estremità del nuovo ponte, sulla riva sinistra, si sviluppò un nuovo quartiere alla moda, il Faubourg Saint-Germain. Il re, inoltre, fece unire le due piccole isole della Senna, l'Île Notre-Dame e l'Île-aux-vaches, che venivano utilizzate per il pascolo del bestiame e lo stoccaggio della legna da ardere, per formare l'Île Saint-Louis, che divenne il sito delle splendide residenze dei finanzieri parigini. Egli fu infine fu fautore del rinforzamento dla cinta muraria preesistente, che aveva sostituito le mura di Carlo V.
Sotto Luigi XIII Parigi consolidò la sua reputazione di capitale culturale d'Europa: nel 1609 aprì la Galleria del Louvre, dove pittori, scultori e artigiani vivevano e stabilivano le loro botteghe; nel 1635 venne fondata, da Richelieu, l'Académie Française, sul modello delle accademie dei principi italiani; l'Académie des beaux-arts, fu fondata nel 1648; il primo giardino botanico in Francia, il Jardin du Roy, (ribattezzato Jardin des Plantes nel 1793 dopo l'abolizione della monarchia), fu fondato nel 1633, sia come giardino pubblico, che come magazzino di piante medicinali, che per ricerche botaniche. Nel 1635 fu creato da Richelieu un teatro permanente, all'interno del suo Palais-Cardinal.

### Il Re Sole

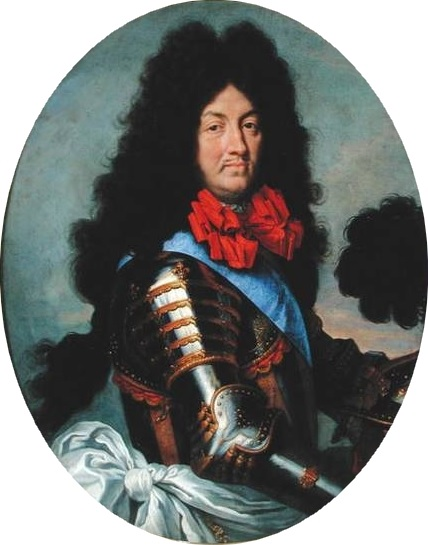
Luigi XIV nel 1684

Richelieu morì nel 1642 e Luigi XIII nel 1643, alla morte di suo padre, Luigi XIV aveva solo cinque anni e sua madre Anna d'Austria divenne reggente. Il successore di Richelieu, il cardinale Mazzarino, cercò di imporre una nuova tassa al Parlamento di Parigi, che consisteva in un gruppo di importanti nobili della città. Quando essi si rifiutarono di pagare, Mazzarino ne ordinò l'arresto, questo segnò l'inizio di una lunga rivolta, nota come la Fronda, che contrappose la nobiltà parigina all'autorità reale, e durò dal 1648 al 1653.
Costringendo a volte il piccolo Luigi XIV ad essere richiuso nel Palais-Royal per evitare i rischi dell'esterno, inoltre lui e sua madre furono costretti a fuggire dalla città due volte, nel 1649 e nel 1651, nel castello di Saint-Germain-en-Laye, fino a quando l'esercito non riprese il controllo di Parigi. Come risultato della Fronda Luigi XIV nutriva per tutta la vita una profonda sfiducia nei confronti della capitale, motivo per cui trasferì la residenza parigina dal Palais-Royal al più sicuro Louvre e infine, nel 1671, fuori città a Versailles, dando inizio ai lavori dell'immensa reggia, cercando di venire a Parigi il più raramente possibile.

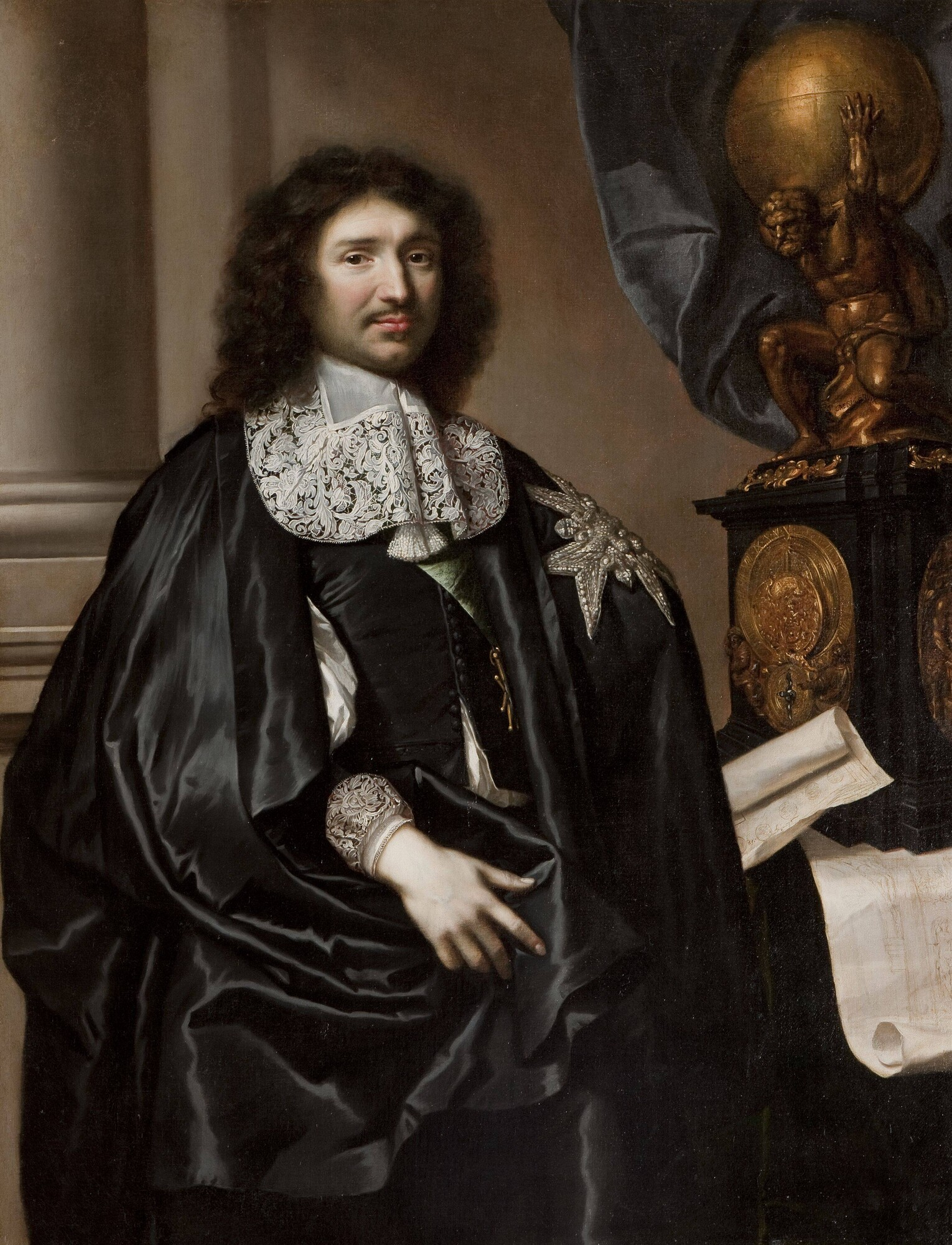
Ritratto di Jean-Baptiste Colbert.

Nonostante la diffidenza del re, Parigi continuò a crescere e prosperare, raggiungendo una popolazione compresa tra i 400.000 e i 500.000 abitanti. Il re nominò Jean-Baptiste Colbert come suo nuovo sovrintendente agli edifici e quest'ultimo iniziò un ambizioso programma di costruzione per fare di Parigi l'erede dell'antica Roma. Per esaltare il progetto il re organizzò una festa nella giostra delle Tuileries nel gennaio 1661, nella quale apparve a cavallo in abito da imperatore romano, seguito dalla nobiltà parigina.

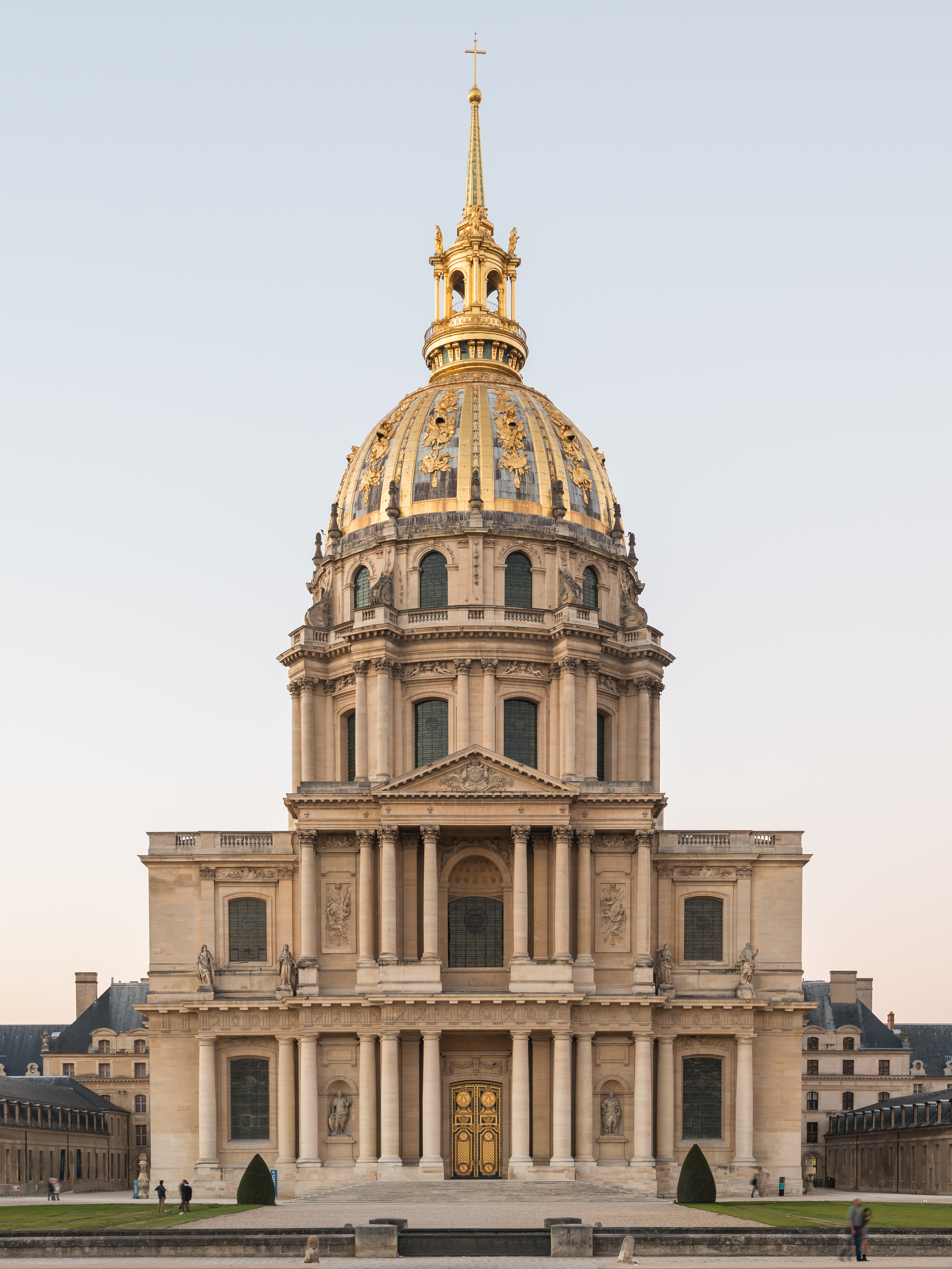
Cattedrale di San Luigi degli Invalidi.

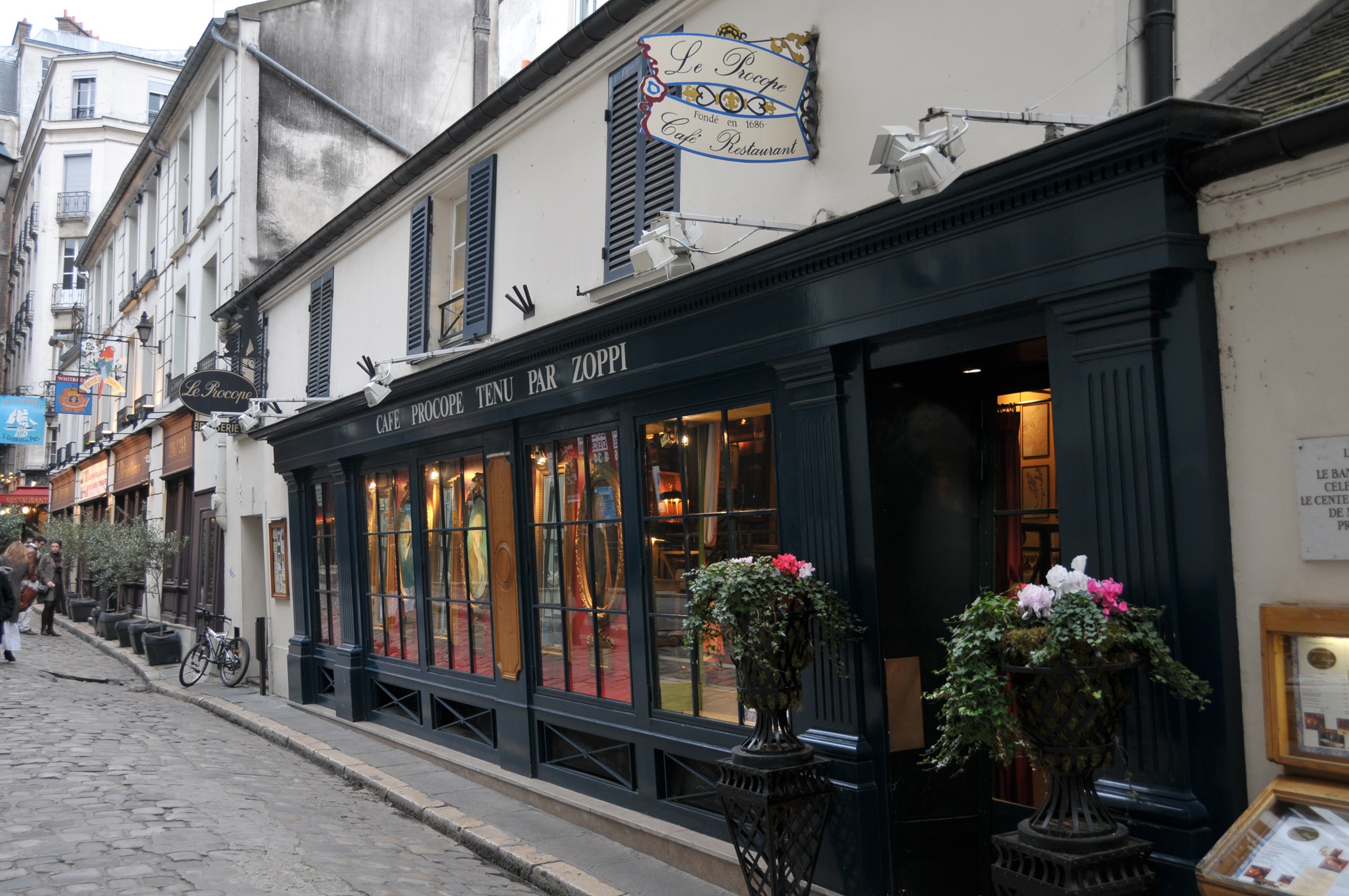
Il Café Procope.

Nel 1670 Luigi XIV completò la cour carrée del Louvre e fece costruire una maestosa fila di colonne lungo la facciata est. All'interno del Louvre il suo architetto Louis Le Vau e il suo decoratore Charles Le Brun realizzarono la Galleria di Apollo, il cui soffitto presentava una figura allegorica del giovane re che guidava il carro del sole attraverso il cielo. Il sovrano Ampliò il Palazzo delle Tuileries con un nuovo padiglione a nord e fece rimodellare i giardini da André Le Nôtre, il giardiniere reale. Dall'altra parte della Senna Luigi XIV fece costruire il Collège des Quatre-Nations, un insieme di quattro palazzi barocchi e una chiesa a cupola, che attualmente è l'Institut de France. Inoltre fece realizzare un nuovo ospedale, la Salpêtrière, e per i soldati feriti, un nuovo complesso ospedaliero, dotato di chiesa: Les Invalides. Nel centro di Parigi costruì, invece, due nuove piazze monumentali, Place des Victoires e Place Vendôme. Egli dichiarò che Parigi era al sicuro da qualsiasi attacco e non aveva più bisogno delle sue mura,  e fece demolire le principali mura della città, creando lo spazio che alla fine divenne i Grands Boulevards. Per celebrare la distruzione delle vecchie mura, fece costruire due piccoli archi di trionfo, la Porte Saint-Denis e la Porte Saint-Martin. Fiorì anche la vita culturale della città: il futuro teatro più famoso della città, la Comédie Française, fu creato nel 1681 su un ex campo da pallacorda; il primo caffè della città, il Café Procope, fu aperto nel 1686 dall'italiano Francesco Procopio dei Coltelli.
Per i poveri di Parigi, invece, la vita era molto diversa, essi erano ammassati in edifici alti e stretti, di cinque o sei piani, che fiancheggiavano le strade tortuose dell'Île de la Cité e di altri quartieri medievali della città, dove la criminalità era un problema serio. Motivo per cui furono appese lanterne di metallo per favorire l'illuminazione notturna, Colbert aumentò a quattrocento il numero degli arcieri che fungevano da guardiani notturni, e Gabriel Nicolas de la Reynie fu nominato primo tenente generale della polizia di Parigi nel 1667, carica che mantenne per trent'anni.

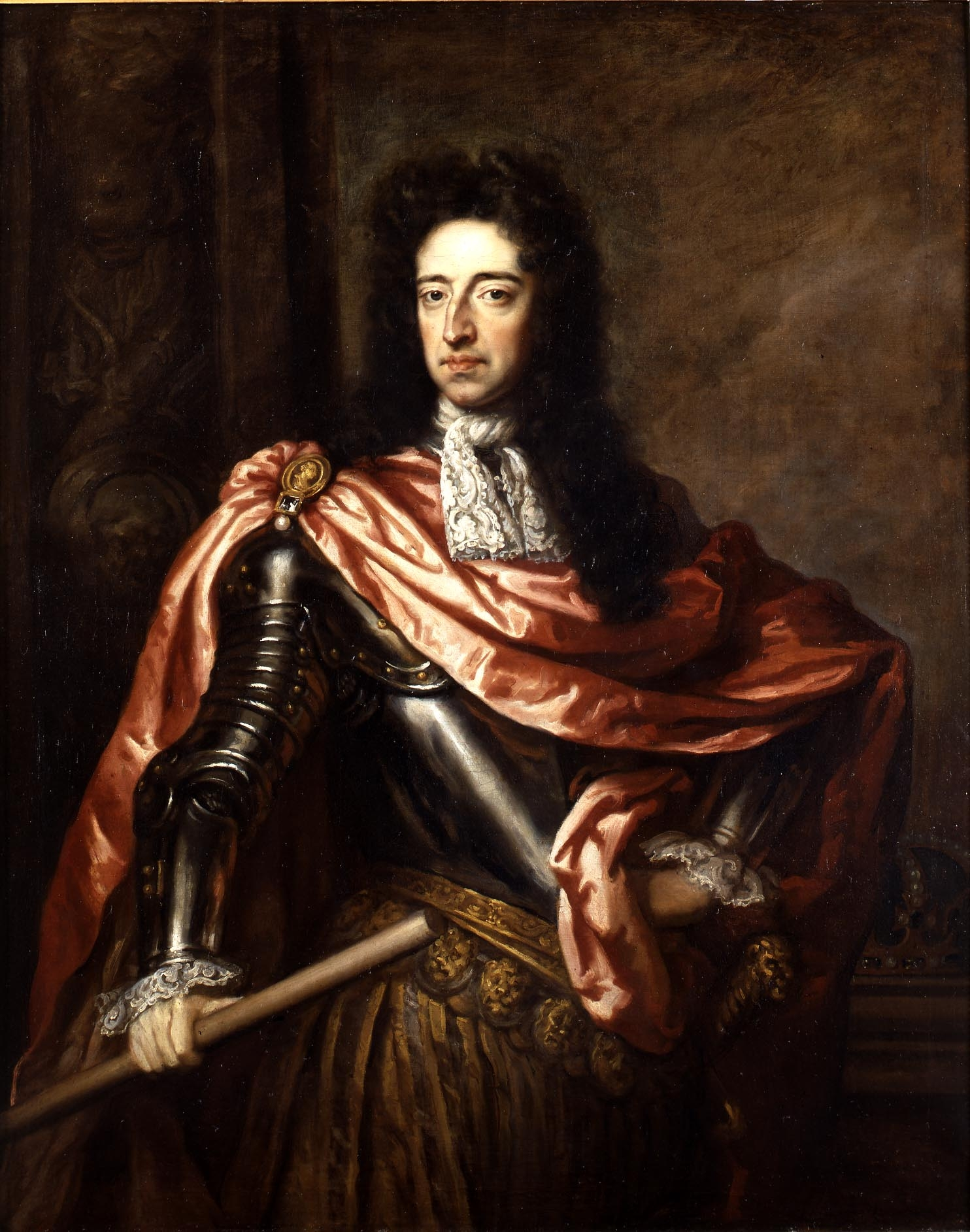
Guglielmo III d'Inghilterra.

Gli ultimi anni del secolo furono i più infelici per i parigini: Nel 1688 il grande progetto del re di dominare l'Europa, fu contrastato dal nuovo re protestante d'Inghilterra, Guglielmo III, e da una nuova coalizione di paesi europei, questa situazione sfociò nella Guerra d'Olanda. Tale conflitto portò ad una condizione disastrosa la Francia e Parigi: tasse più elevati per i parigini; campagne colpite da scarsi raccolti tra il 1692 ed il 1693, che portò ad una diffusa carestia in città, motivo per cui, nell'ottobre 1693, La Reynie costruì trenta forni per cuocere il pane per i poveri della città. Il pane veniva venduto per due soldi a pagnotta al Louvre, in Place des Tuileries, alla Bastiglia, al Palazzo del Lussemburgo e in rue d'Enfer, dove la folla spingeva e combatteva per avere la possibilità di comprare il pane. Le terribili condizioni continuarono nell'inverno 1693-94. Un diarista, Robert Challes, scrisse che, al culmine della carestia tra le 1.400 e le 1.500 persone di entrambi i sessi e di tutte le età morivano ogni giorno di fame e malattie all'Hôtel Dieu e per le strade. Alla fine di marzo 1694 Madame de Sévigné scrisse di dover lasciare la città:"non c'è più modo di vivere in mezzo all'aria e alla miseria che abbiamo qui."

## XVIII secolo

### La rinascita settecentesca

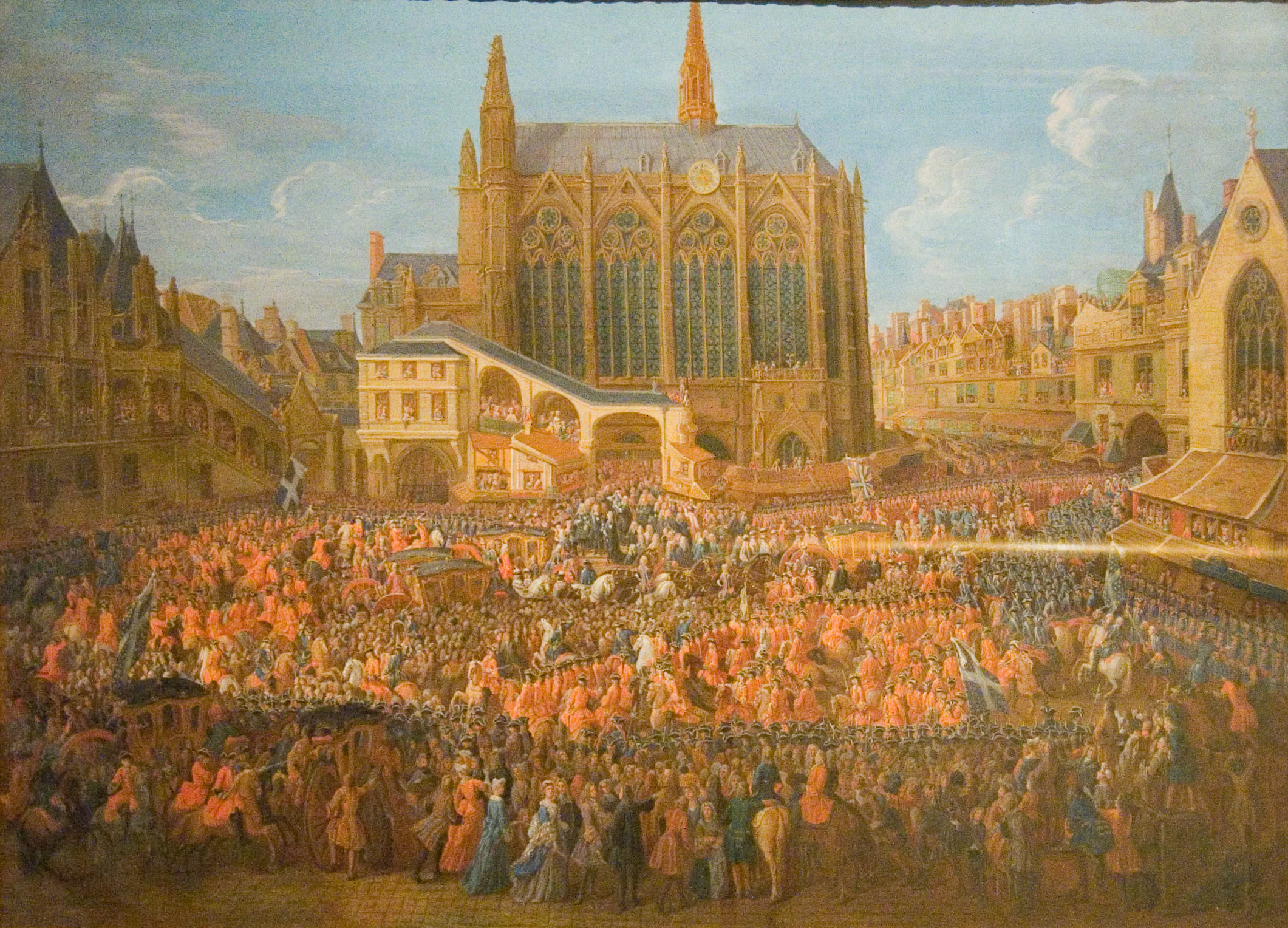
Luigi XV, nuovo re di Francia a soli 5 anni, in uscita dal Palais de la Cité nel 1715, di Pierre-Denis Martin, Museo Carnavalet.

Luigi XIV morì nel 1715, suo nipote, Filippo II d'Orléans, reggente del piccolo re Luigi XV, riportò la residenza reale ed il governo a Parigi, dove rimase per sette anni. Il re viveva nel Palazzo delle Tuileries, mentre il reggente viveva nella lussuosa residenza parigina della famiglia, il Palais-Royal (l'ex Palais-Cardinal di Richelieu).
Il reggente dedicò la sua attenzione alla cultura e al divertimento: teatro, opera, balli in costume e cortigiane. Egli diede un importante contributo alla vita intellettuale di Parigi: Nel 1719 trasferì la biblioteca reale all'Hôtel de Nevers vicino al Palais-Royal, che in seguito divenne parte della Biblioteca nazionale di Francia. Il 15 giugno 1722, intimorito dalle turbolenze parigine, il reggente riportò la corte a Versailles.

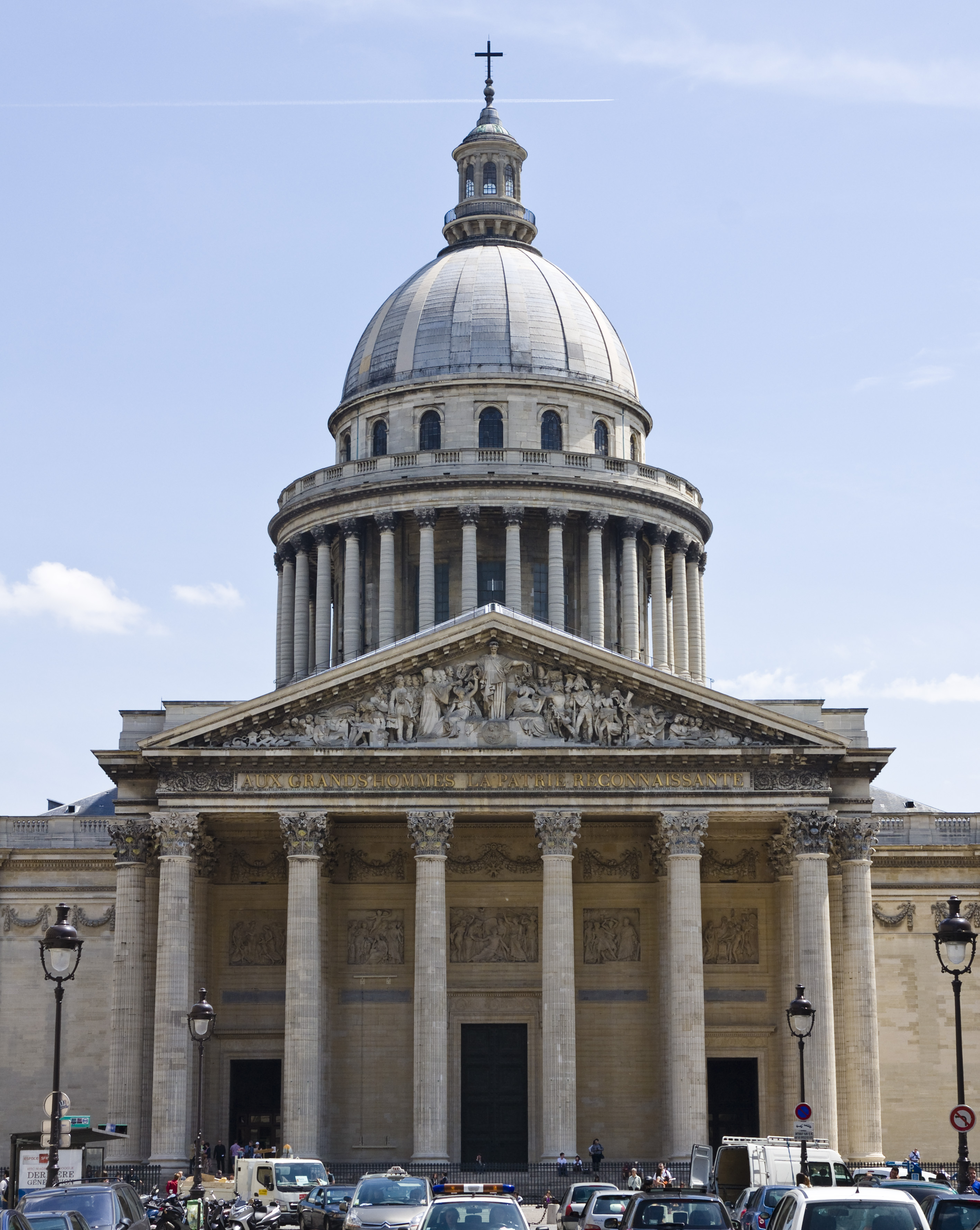
Il Panthéon.

Uno dei maggiori progetti edilizi di Luigi XV, continuato da Luigi XVI, fu la nuova chiesa di Sainte Geneviève, in cima alla Montagne Sainte-Geneviève sulla Rive Gauche, il futuro Panthéon. I piani furono approvati dal re nel 1757 e i lavori continuarono fino alla Rivoluzione francese. Il re costruì anche una nuova ed elegante scuola militare, l'École Militaire, una nuova scuola di medicina, l'École de Chirurgie, e una nuova zecca, l'Hôtel des Monnaies, tutti sulla riva sinistra. Sotto Luigi XV la città si espanse verso ovest: Un nuovo viale, gli Champs-Élysées, fu tracciato dal Giardino delle Tuileries alla Butte (ora Place de l'Étoile) e poi alla Senna per creare una linea retta di viali e monumenti nota come Axe historique. All'inizio del viale, tra il Cours-la-Reine e i giardini delle Tuileries, tra il 1766 e il 1775 fu realizzata una grande piazza, con al centro una statua equestre di Luigi XV, Place Louis XV, divenuta Place de la Révolution nel 1792 e infine Place de la Concorde nel 1795. 

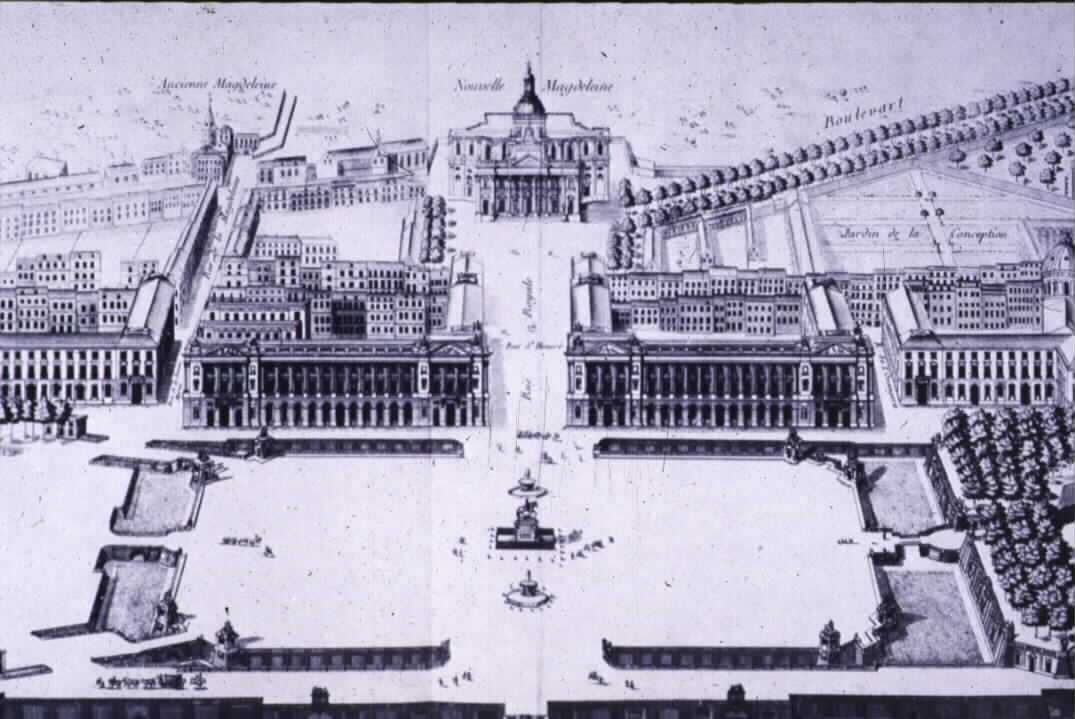
Progetto di Ange-Jacques Gabriel per la Place Louis XV, ora Place de la Concorde

Tra il 1640 e il 1789 la popolazione di Parigi crebbe da 400.000 a 600.000 unità. Non era più la città più grande d'Europa, essendo stata sorpassata da Londra intorno al 1700, ma essa stava comunque crescendo ad un ritmo molto rapido, dovuto in gran parte alla migrazione dal bacino parigino, dal nord e dall'est della Francia. Il centro della città divenne quindi sempre più affollato, i lotti edificabili divennero sempre più piccoli e gli edifici più alti, fino a quattro, cinque e persino sei piani. Nel 1784 l'altezza degli edifici fu finalmente limitata a nove tese, ovvero circa 18 metri.
Nel XVIII secolo Parigi fu il centro di attività filosofiche e scientifiche in un periodo noto come Età dell'Illuminismo. Denis Diderot e Jean le Rond d'Alembert pubblicarono la loro Encyclopédie tra il 1751 ed il 1752, fornendo agli intellettuali di tutta Europa un'indagine di alta qualità sulla conoscenza umana. I fratelli Montgolfier lanciarono il primo volo con equipaggio in mongolfiera il 21 novembre 1783, dal castello della Muette, vicino al Bois de Boulogne. Parigi era la capitale finanziaria della Francia e dell'Europa continentale, il principale centro europeo dell'editoria libraria, della moda e della produzione di mobili pregiati e beni di lusso, i banchieri parigini finanziavano nuove invenzioni, teatri, giardini e opere d'arte. Il commediografo parigino di successo Pierre de Beaumarchais, autore de Il barbiere di Siviglia, fu anche finanziatore dela Rivoluzione americana.
Nel 1720 c'erano già circa 400 caffè in città, essi divennero luoghi di ritrovo per gli intellettuali e gli studiosi della città, come Voltaire, Jean-Jacques Rousseau, Diderot e d'Alembert. Essi divennero importanti centri di scambio di notizie, voci e idee, spesso più attendibili dei giornali dell'epoca.
Nel 1763 il Faubourg Saint-Germain aveva sostituito Le Marais come quartiere residenziale più alla moda per l'aristocrazia e i ricchi, che costruirono magnifici palazzi privati, la maggior parte dei quali in seguito divennero residenze o istituzioni governative: l'Hôtel d'Évreux divenne il Palazzo dell'Eliseo, residenza dei presidenti della Repubblica francese; l'Hôtel Matignon divenne la residenza del primo ministro; il Palais Bourbon la sede dell'Assemblea nazionale; l'Hôtel de Salm divenne il Palais de la Légion d'honneur; e l'Hôtel Biron alla fine divenne il Museo Rodin.
Lo stile architettonico predominante a Parigi dalla metà del XVII secolo fino al regime di Luigi XV fu il neoclassicismo, basato sul modello dell'architettura greco-romana; l'esempio più noto fu la nuova chiesa della Madeleine, la cui costruzione iniziò nel 1764. Poco prima della Rivoluzione il giornalista Louis-Sébastien Mercier commentava così: "Com'è monotono il genio dei nostri architetti! Come vivono di copie, di eterna ripetizione! Non sanno fare il più piccolo edificio senza colonne... Assomigliano tutti più o meno a templi."

### L'altra faccia della medaglia
Lo storico Daniel Roche ha stimato che nel 1700 c'erano tra i 150.000 e i 200.000 indigenti a Parigi, ovvero circa un terzo della popolazione. Ciò includeva solo coloro che erano ufficialmente riconosciuti e assistiti dalle chiese e dalla città.
Parigi nella prima metà del XVIII secolo contava molti palazzi di grande pregio, ma molti visitatori non la consideravano una bella città. Il filosofo Jean-Jacques Rousseau descrisse la sua delusione quando arrivò per la prima volta a Parigi da Lione nel 1742: "Mi aspettavo una città tanto bella quanto grandiosa, dall'aspetto imponente, dove si vedevano solo strade superbe, e palazzi di marmo e d'oro. Invece, quando sono entrato dal Faubourg Saint-Marceau, ho visto solo strade strette, sporche e strade maleodoranti e case nere e malvagie, con un'aria malsana; mendicanti, povertà; carrettieri, riparatori di vecchi vestiti; e venditori di tè e vecchi cappelli. 
Nel 1749, nei suoi Embellissements de Paris, Voltaire osservava così: "Arrossiamo di vergogna nel vedere i mercati pubblici, allestiti in strade anguste, ostentando la loro sporcizia, diffondendo infezioni e provocando continui disordini... I quartieri immensi hanno bisogno di luoghi pubblici Il centro della città è oscuro, angusto, orribile, qualcosa del tempo della più vergognosa barbarie».
Il principale quartiere operaio era il vecchio Faubourg Saint-Antoine nella parte orientale della città, un centro per la lavorazione del legno e la produzione di mobili sin dal Medioevo. Lì si trovavano molte delle botteghe degli artigiani ed era la casa di circa il 10% della popolazione parigina. In questo periodo la città continuò a espandersi verso l'esterno, soprattutto verso l'ovest semi-rurale e il nord-ovest, dove le case in pietra e legno, a uno e due piani, si mescolavano a orti, baracche e laboratori.
La città non aveva un sindaco o un governo cittadino unico, il capo della polizia riferiva al re, i due prevosti rappresentavano il popolo e gli artigiani e il Parlamento di Parigi, composto da nobili, era in gran parte cerimoniale e aveva poca autorità.
Nel XVIII secolo per la prima volta furono affisse targhe di metallo o di pietra per indicare i nomi delle strade, e ad ogni edificio fu assegnato un numero. Norme per l'igiene, la sicurezza e la circolazione del traffico furono, invece, codificate dal Tenente Generale di Polizia. Le prime lampade a olio furono installate per le strade alla fine del secolo. Grandi pompe a vapore furono costruite a Gros-Caillaux e Chaillot per distribuire l'acqua ai quartieri che potevano permettersela. Non c'erano ancora fogne adeguate, infatti il fiume Bièvre, affluente della Senna, fungeva da fogna a cielo aperto, scaricando le acque reflue nella Senna. I primi vigili del fuoco furono organizzati tra il 1729 e il 1801, in particolare dopo che un grande incendio distrusse il teatro dell'opera del Palais-Royal nel 1781. Per le strade di Parigi sedili in cui gli aristocratici e i ricchi borghesi erano trasportati dai loro servitori scomparvero gradualmente e furono sostituiti da carrozze trainate da cavalli, sia private che a noleggio, arrivando a più di diecimila carrozze a noleggio a Parigi nel 1750, i primi taxi parigini.

### La crisi e la vigilia della rivoluzione
Luigi XVI salì al trono di Francia nel 1774 e il nuovo governo a Versailles aveva un disperato bisogno di denaro. Il tesoro era stato prosciugato dalla guerra dei sette anni e l'intervento francese nella rivoluzione americana avrebbe creato problemi finanziari ancora più seri dopo il 1776.
Per stabilire migliori rapporti con Parigi nel 1774 il re restaurò lo storico parlamento, la più antica e alta corte di nobili francesi. Per risparmiare denaro abolì le due compagnie di moschettieri della guarnigione cittadina, ridusse il numero delle guardie reali da sei a quattro battaglioni e licenziò o retrocesse molti dei comandanti. Ciò ridusse notevolmente il numero di soldati e poliziotti disponibili a Parigi per difendere il governo. Tra il 1784 e il 1791 la frivolezza della corte e le spese stravaganti di Maria Antonietta fecero scomparire le simpatie del popolo di cui avevano inizialmente goduto, cominciarono, così, a circolare dozzine di opuscoli clandestini che condannavano l'immoralità della regina e della nobiltà.

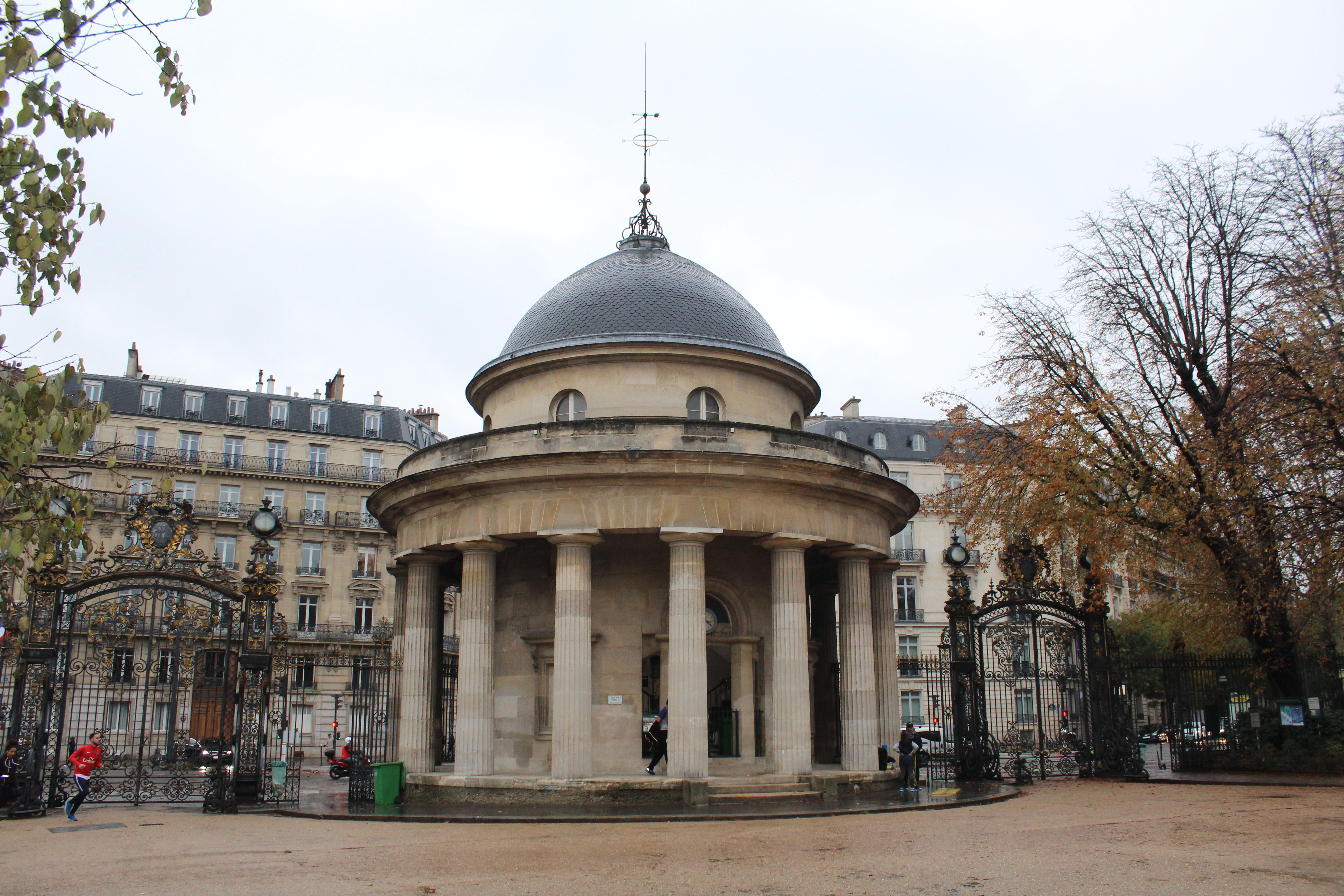
La rotonda di Parc Monceau che fungeva da casello daziario.

Inoltre per aumentare le entrate, imponendo tasse sulle merci in entrata in città, Parigi fu circondata, tra il 1784 e il 1791, da una cinta daziaria che bloccava i mercanti che desideravano entrare in città. Essa era lunga 25 chilometri, alta da 4 a 5 metri e aveva 56 porte. Parti del muro sono ancora visibili in Place Denfert-Rochereau e Place de la Nation, e uno dei caselli è ancora in piedi nel Parc Monceau. La cinta e le tasse in aumento erano altamente impopolari e, insieme alla scarsità di pane, alimentarono il crescente malcontento che alla fine esplose nella Rivoluzione francese.
Il ministro delle finanze del re, Turgot, cercò, quindi, di ripristinare le finanze dello stato, riducendo le spese del governo e liberando i prezzi del grano dal controllo statale. La speculazione sui prezzi del grano fece aumentare il prezzo del pane, portando a rivolte per il pane a Parigi il 3 maggio 1775. Pur avendo sostenuto Turgot, nel 1776 il re lo licenziò e si rifiutò di apportare ulteriori importanti riforme fiscali, perdendo anche gran parte del suo sostegno all'interno dell'esercito. Nell'agosto 1788 il governo aveva esaurito il denaro, dando a soldati, impiegati governativi e appaltatori la promessa di una retribuzione, in realtà non avvenuta, ciò portò allo scoppio di disordini, e alla distruzione di tutte le dogane di Parigi. Il re cedette e nominò il banchiere e riformista svizzero, Jacques Necker, come suo nuovo ministro delle finanze.

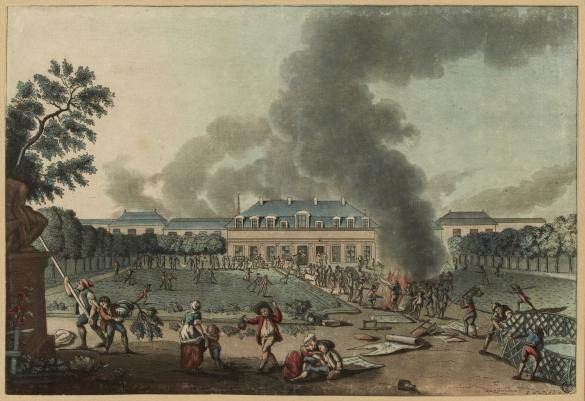
I lavoratori in rivolta attaccano la casa di Jean-Baptiste Réveillon.

Tuttavia la crisi economica continuò a peggiorare: un accordo commerciale con l'Inghilterra nel 1786 consentì ai manufatti britannici di entrare in Francia con tariffe basse, di conseguenza molti lavoratori parigini, in particolare della nuova industria tessile, persero il lavoro. Ad aprile scoppiarono rivolte, nelle quali i lavoratori disoccupati assaltarono una fabbrica tessile e la casa di Jean-Baptiste Réveillon, il più importante imprenditore nel settore tessile parigino. Venticinque rivoltosi e dodici membri della guardia reale morirono, i semplici soldati, allora, scontenti del loro ruolo, iniziarono a disobbedire ai loro ufficiali.
Anche la situazione climatica contribuì al declino economico: l'inverno del 1788-1789 fu eccezionalmente freddo, con 96 giorni di temperature gelide che raggiungevano tra i -20° e i -30°. Ciò portò ad un esponenziale aumento del prezzo del pane, infatti il prezzo di una pagnotta di 4 libbre, alimento standard dei parigini, passò dai 9 soldi del 17 agosto 1788, ai 14 soldi e 6 denari del 1º febbraio 1789.
Il re, alla disperata ricerca di fondi, decise di convocare gli Stati generali, un'assemblea di rappresentanti della nobiltà, del clero e del terzo stato (la classe borghese), allo scopo di raccogliere fondi per il governo. Il 12 maggio, una settimana dopo l'inizio dell'assemblea, Parigi elesse i rappresentanti del Terzo Stato, guidati dall'illustre astronomo Jean Sylvain Bailly. L'incontro si svolse nel campo da pallacorda della Reggia di Versailles. Il 23 giugno il re, scontento dell'opposizione di Bailly e dei deputati del Terzo Stato, cercò di farli espellere dalla riunione, ma Bailly rifiutò, dichiarando che "una nazione riunita non può ricevere ordini", e ottenendo l'appoggio di gran parte del clero e di quarantasette nobili, guidati dal duca d'Orleans. Il 24 giugno il re fu costretto a cedere e accolse con favore la nuova assemblea, ma subito dopo, pressato dalla corte, cercò di riprendere il controllo e ordinò a venti reggimenti dell'esercito di marciare verso Parigi. Infine l'11 luglio sfidò gli Stati Generali licenziando il ministro delle finanze Necker, questo evento fu la goccia che fece traboccare il vaso.

## La rivoluzione

### Lo scoppio dei disordini
Nell'estate del 1789 Parigi divenne il palcoscenico centrale della Rivoluzione francese e degli eventi che cambiarono la storia della Francia e dell'Europa. Nel 1789, la popolazione di Parigi era compresa tra le 600.000 e le 640.000 unità. Allora come oggi i parigini più ricchi vivevano nella parte occidentale della città, i mercanti nel centro e gli operai e gli artigiani nelle parti meridionale e orientale. La popolazione comprendeva circa 100.000 persone estremamente povere e disoccupate, molte delle quali si erano recentemente trasferite a Parigi per sfuggire alla fame nelle campagne. Conosciuti come sans-culottes, costituivano fino a un terzo della popolazione nei quartieri orientali e furono personaggi fondamentali nella rivoluzione.

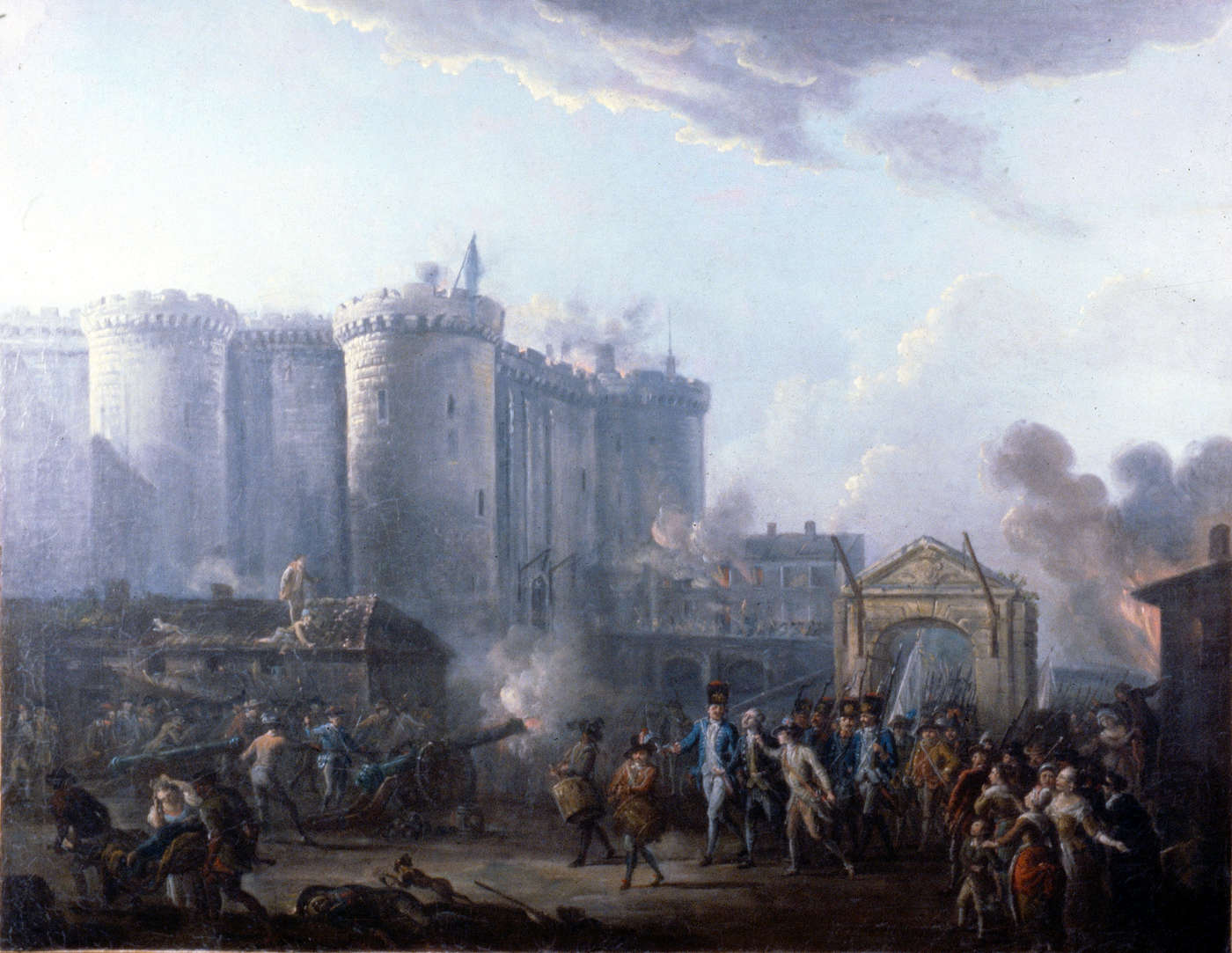
La presa della bastiglia.

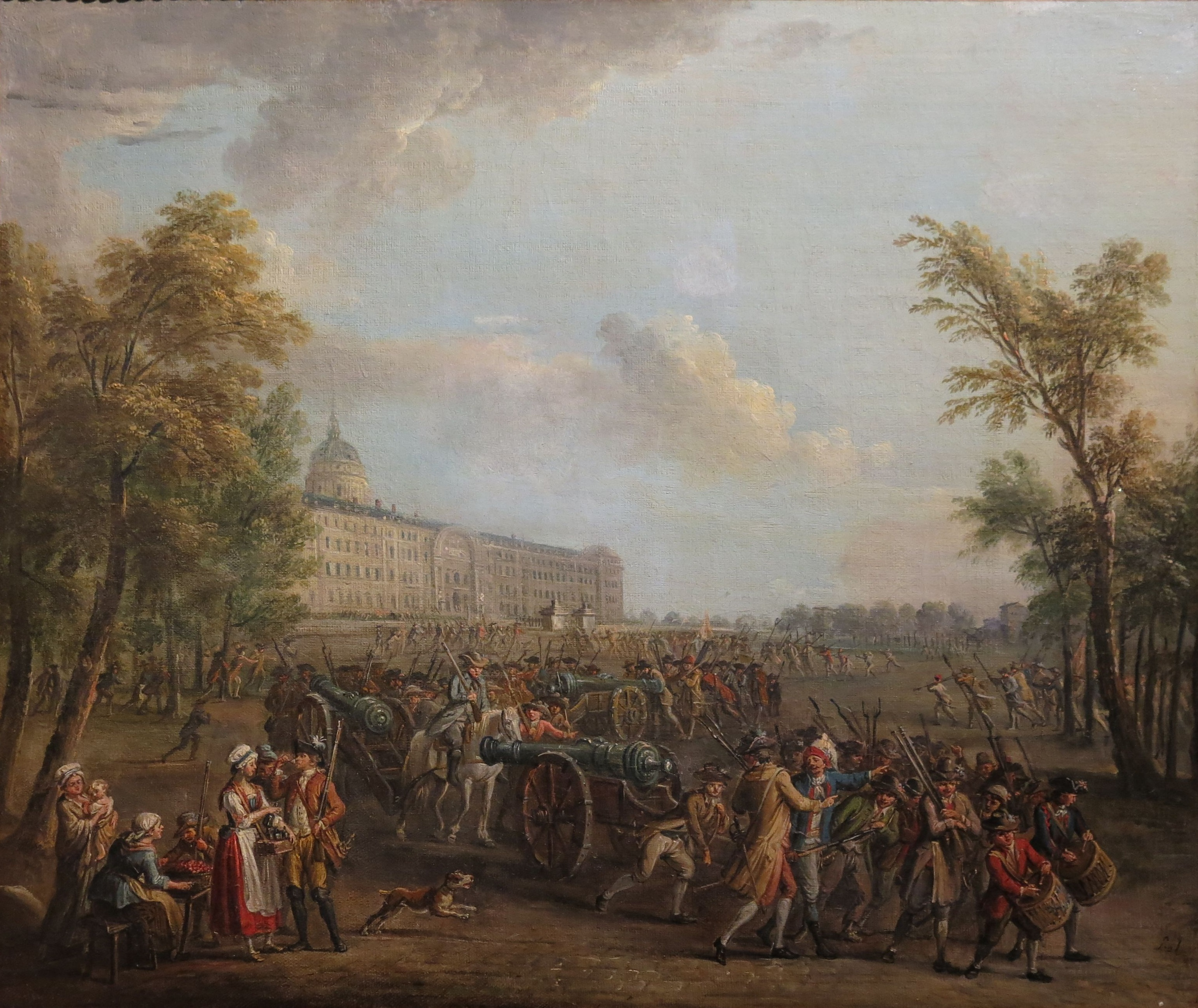
Sequestro e depredazione degli Invalides

L'11 luglio 1789 i soldati del reggimento Royal-Allemand attaccarono una grande, ma pacifica, manifestazione in Place Louis XV, organizzata per protestare contro il licenziamento del ministro delle finanze, il riformista Jacques Necker. La risposta si trasformò rapidamente in una rivoluzione: Il 13 luglio una folla di parigini occupò l'Hôtel de Ville, e il marchese de Lafayette organizzò la Guardia nazionale francese per difendere la città. Il 14 luglio una folla sequestrò l'arsenale militare degli Invalides, depredandolo, e si avviarono a prendere d'assalto la Bastiglia, prigione simbolo dell'autorità reale, che a quel tempo conteneva solo sette prigionieri. Il governatore della Bastiglia, il marchese de Launay, si arrese e fu poi ucciso e la sua testa messa su una picca e portata in giro per Parigi, la fortezza stessa fu poi completamente demolita entro novembre e le pietre trasformate in souvenir. Fu assassinato anche il prevosto dei mercanti, Jacques de Flesselles.
La prima Comune di Parigi indipendente, o consiglio comunale, si riunì all'Hôtel de Ville il 15 luglio e scelse come primo sindaco della città Jean Sylvain Bailly. Luigi XVI giunse a Parigi il 17 luglio, dove fu accolto dal nuovo sindaco indossando sul copricapo una coccarda tricolore: rosso e blu, i colori di Parigi, e bianco, il colore reale.
I prezzi del pane continuavano ad essere estremamente alti, 13 soldi e mezzo per una pagnotta di 4 libbre, poiché speculatori e commercianti trattenevano il grano per ottenere prezzi più alti o per assicurarsi riserve per un futuro incerto. Il 4 ottobre apparvero nuovi giornali infiammatori, tra cui l'"Ami de Peuple" di Marat e la “Chronique de Paris”, che accusavano l'aristocrazia di aver complottato per far morire di fame Parigi. Il 5 ottobre 1789 una grande folla di parigini marciò verso Versailles e, il giorno successivo, riportò a Parigi la famiglia reale e il governo come prigionieri. Il nuovo governo francese, l'Assemblea nazionale costituente, che aveva lo scopo di garantire una costituzione alla Francia, iniziò a riunirsi nella Salle du Manège (maneggio) del Palazzo delle Tuileries.

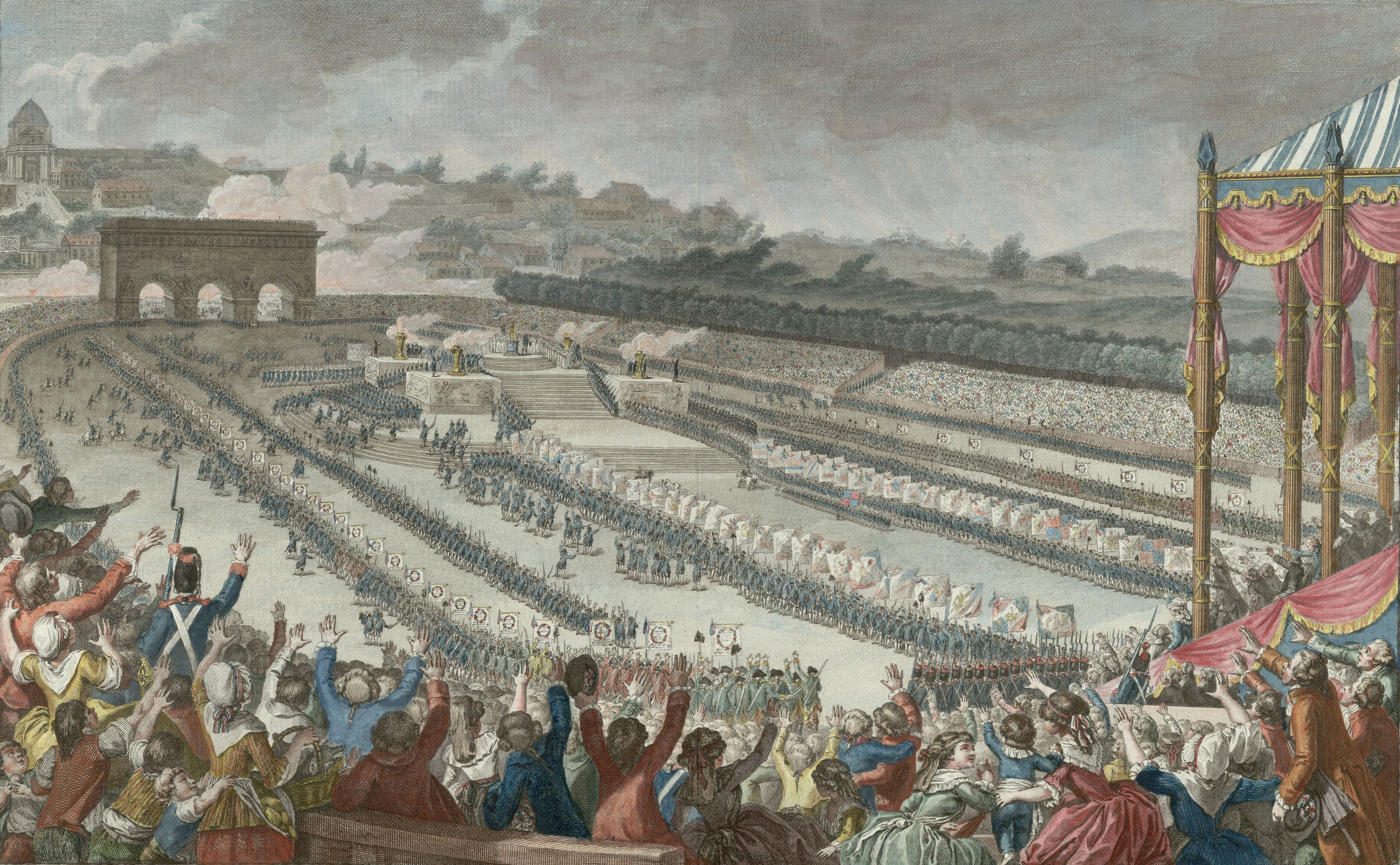
La Festa della Federazione al Campo di Marte.

Il 21 maggio 1790 fu adottata la Carta della Città di Parigi, che dichiarava la città indipendente dall'autorità reale: essa era divisa in 12 municipalità (in seguito conosciute come arrondissement) e 48 sezioni. Era retta da un sindaco, 16 amministratori e 32 consiglieri comunali. Una solenne cerimonia, la Festa della Federazione, si tenne al Campo di Marte il 14 luglio 1790, nella quale le unità della Guardia nazionale, guidate da Lafayette, prestarono giuramento, di fronte a 300.000 persone, per difendere "La Nazione, la Legge e il Re" e giurarono di sostenere una costituzione approvata dal re.
Tuttavia, le tensioni rimasero: dopo la presa della Bastiglia i parigini più ricchi iniziarono a prendere i loro averi e ad andare all'estero per la propria sicurezza. Ciò ebbe un effetto disastroso sull'economia parigina, portando alla disoccupazione sarte e sarti, mobilieri, cuochi, cameriere, servitori e negozianti nel settore dei beni di lusso.
La vita rivoluzionaria era incentrata sui circoli politici, detti club: il Club dei Giacobini, che aveva il quartier generale nell'omonimo ex convento domenicano di rue Saint-Honoré, vicino al maneggio delle Tuileries, ed il suo membro più influente era Maximilien de Robespierre. Il Club dei Foglianti, invece, aveva sede nell’omonimo ex convento cistercense, anch’esso nelle vicinanze delle Tuileries, i foglianti sostenevano la rivoluzione ma non volevano andare oltre una monarchia costituzionale, i membri più illustri includevano il sindaco Bailly, il marchese de Lafayette, il conte di Mirabeau e il duca di Talleyrand. Il Club degli Imparziali, realisti sostenitori del re e della monarchia, invece aveva sede nell'ex convento dei Grands-Augustins, anch'esso vicino alle Tuileries. Un ex convento francescano della riva sinistra, vicino al Teatro dell'Odéon, era la sede del Club dei Cordiglieri, del quale i membri principali erano Jean-Paul Marat, Georges Danton, Camille Desmoulins. Nella riva sinistra avevano sede anche gli stampatori che pubblicavano i giornali e gli opuscoli che infiammavano l'opinione pubblica.
Nel 1791 le tensioni tornarono a crescere quando l'Assemblea nazionale decise di pagare i debiti dello Stato nazionalizzando i beni della chiesa e imponendo ai sacerdoti di prestare giuramento di fedeltà al governo. Il 18 aprile 1791 la folla inferocita impedì al re di portare la sua famiglia dal palazzo delle Tuileries al castello di Saint-Cloud, nonostante l'intervento di Bailly e La Fayette. Luigi XVI e la sua famiglia decisero quindi di fuggire da Parigi il 21 giugno 1791, venendo però, riconosciuti e catturati a Varennes e riportati a Parigi il 25 giugno. Crebbe così l'ostilità tra gli aristocratici e i mercanti liberali, moderati, che volevano una monarchia costituzionale, e i sanculotti, radicali, che volevano una repubblica e l'abolizione della monarchia e delle classi privilegiate, ovvero aristocrazia e clero, che continuarono a lasciare Parigi per mettersi al sicuro in campagna o all'estero. Il 17 luglio 1791 la Guardia Nazionale sparò su un raduno di sanculotti al Campo di Marte, uccidendone a dozzine, venne quindi issata una bandiera rossa, simbolo della legge marziale, sull'Hotel de Ville, alcuni leader radicali vennero arrestati, il club dei Cordiglieri venne chiuso, ed i leader più radicali, tra cui Danton, Marat, Desmoulins e Santerre, fuggirono. Bailly e Lafayette persero ciò che restava della loro popolarità e scoppiò una guerra aperta tra i rivoluzionari più moderati e quelli più radicali.

### La caduta della monarchia
A partire dal 21 gennaio 1792 i sanculotti ei capi dei club radicali presero il controllo dei principali depositi di cibo nei sobborghi di Saint-Antoine, Saint-Denis e Saint-Martin, sequestrando grano e altri prodotti alimentari e vendendoli a prezzi che ritenevano adeguati. Inoltre, grazie alla rivolta degli schiavi e all'anarchia sull'isola francese di Saint-Domingue, le forniture di zucchero alla città si interruppero, aumentando il malcontento nei caffè di Parigi.
Il re, prigioniero nel palazzo delle Tuileries, sperava in un intervento militare dell'Austria e della Prussia per ripristinare il suo potere. Anche i radicali ed i giacobini appena eletti all'Assemblea nazionale legislativa, puntavano alla guerra, credendo che ciò avrebbe smascherato i traditori e unito i francesi contro il monarca ei loro nemici. L'esercito francese aveva però perso la maggior parte dei suoi ufficiali, in quanto membri della nobiltà, i parigini leggevano sui giornali che eserciti di emigrati ostili alla Rivoluzione, si stavano radunando alle frontiere settentrionali e orientali della Francia, e che gli aristocratici, ed i loro sostenitori a Parigi, si stavano segretamente preparando a prendere il potere. Il 20 aprile 1792 l'Assemblea votò a favore della guerra contro l'Impero asburgico, l'esercito francese, allora, senza ufficiali e con i suoi uomini in rivolta, perse ogni disciplina.
Nel frattempo i giacobini, i cordiglieri ei loro alleati ottenevano sempre più controllo dell’Assemblea: il 7 maggio 1792 venne autorizzata la deportazione di qualsiasi sacerdote che si rifiutasse di prestare giuramento al governo o fosse denunciato da un cittadino, il 29 maggio venne sciolto il reggimento che custodiva il re, mentre il 20 giugno i sanculotti invasero il palazzo delle Tuileries, dove costrinsero il re a indossare un berretto rosso ed a brindare alla nazione. Il generale Lafayette, disgustato da ciò, lasciò la guardia nazionale e si offrì di organizzare un colpo di Stato militare per salvare il re, ma Maria Antonietta rifiutò di permetterlo, dicendo: "meglio morire che essere salvata da Lafayette".

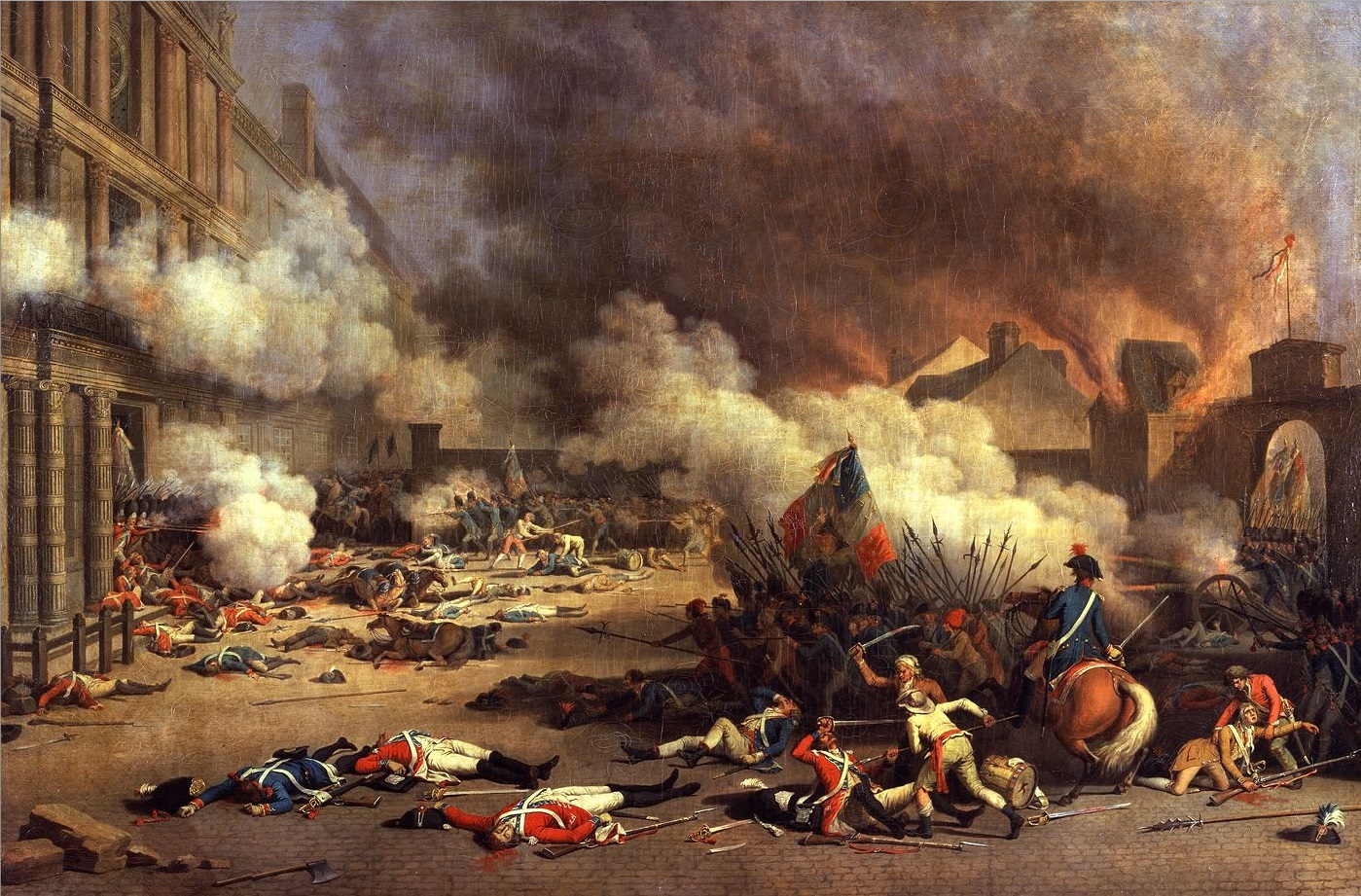
L’assalto al Palazzo delle Tuileries ed il massacro delle guardie svizzere.

Nel frattempo l’esercito austro-prussiano inizió a radunarsi alle frontiere settentrionali e orientali della Francia e il legislatore emise un avvertimento in riguardo al pericolo. Il 29 luglio, al Club dei Giacobini, Robespierre chiese la sospensione della monarchia e l'elezione di una Convenzione nazionale per scrivere una nuova costituzione. Il 1º agosto giunse a Parigi la notizia che il duca di Brunswick, comandante dell'esercito del re di Prussia, minacciava di distruggere Parigi a meno che i parigini non avessero accettato l'autorità del loro re. Poco prima della mezzanotte del 9 agosto, Danton suonò la campana della chiesa del club dei cordiglieri, segnalando un'insurrezione. I sanculotti presero il controllo dell'Hôtel de Ville, deposero il governo della città di Parigi, misero il secondo sindaco di Parigi, Jérôme Pétion de Villeneuve, agli arresti domiciliari, e istituirono un proprio governo, la Comune insurrezionale. Alle sei del mattino del 10 agosto, sanculotti armati delle sezioni più radicali, uniti ai volontari del nuovo esercito rivoluzionario appena arrivato da Brest e Marsiglia, attaccano il palazzo delle Tuileries: il palazzo era difeso da duemila guardie nazionali (la cui lealtà al re era incerta), una compagnia di 200 nobili volontari e 900 guardie svizzere. La mattina presto il comandante della guardia nazionale del palazzo fu invitato a un incontro urgente, dove fu sorpreso e assassinato, il re e la famiglia reale furono, quindi, persuasi a partire dal palazzo per rifugiarsi presso l'assemblea nazionale legislativa, nel maneggio poco distante. Avevano appena lasciato il palazzo quando i volontari dell’esercito rivoluzionario forzarono i cancelli e le guardie svizzere aprirono il fuoco, seguì, quindi, una sanguinosa battaglia, anche dopo che il re ordinò alle guardie svizzere di cessare il fuoco. La maggior parte dei nobili volontari e dei restanti membri della guardia nazionale riuscrono a fuggire, ma due terzi delle guardie svizzere, riconoscibili nelle loro uniformi rosse, furono massacrati. Minacciata dai sanculotti, l'Assemblea "sospese" il potere del re e, l'11 agosto, dichiarò che la Francia sarebbe stata governata da una Convenzione nazionale, infine il 13 agosto Luigi XVI e la sua famiglia furono imprigionati nella fortezza del Tempio. A seguito dell’assalto alle Tuileries venne istituito il Comitato di sicurezza generale.
La Comune insurrezionale era composta da 288 membri, per lo più cordiglieri e giacobini, provenienti dalla classe media e dalle professioni liberali, tra cui Robespierre e Danton, il nuovo ministro della giustizia. Con la consapevolezza che austriaci e prussiani avevano invaso la Francia e stavano avanzando verso Parigi, la Comune impose misure sempre più dure, compreso l'arresto dei figli e delle mogli di coloro che erano emigrati. Dal 2 al 6 settembre 1792 bande di sanculotti fecero irruzione nelle carceri e uccisero tra un terzo e la metà dei 3000 prigionieri presenti, compresi i sacerdoti che si erano rifiutati di prestare giuramento a sostegno del governo, le guardie svizzere sopravvissute e un gran numero di criminali comuni.
Nel frattempo, a inizio settembre, si svolsero le votazioni per i membri della Convenzione nazionale, sotto l'occhio intimidatorio dei sanculotti che riempirono i seggi elettorali di Parigi. 24 membri furono eletti da Parigi, tra cui Robespierre, Danton, Marat, Desmoulins e il pittore David. Il 20 settembre l'esercito rivoluzionario frettolosamente riunito ottenne una vittoria a Valmy, provocando il ritiro dei prussiani e salvando Parigi dagli attacchi dei realisti. Il 21 settembre, nella sua prima riunione, la Convenzione abolì la monarchia e il giorno successivo dichiarò la Francia una repubblica, che ottenne l’anno seguente, una seconda carta costituzionale, la prima della Francia repubblicana. Infine spostò il proprio luogo di riunione, sempre all’interno delle Tuileries, dal maneggio alla Salle de Machines, all'interno del teatro del palazzo.

### Convenzione nazionale ed il regno del Terrore

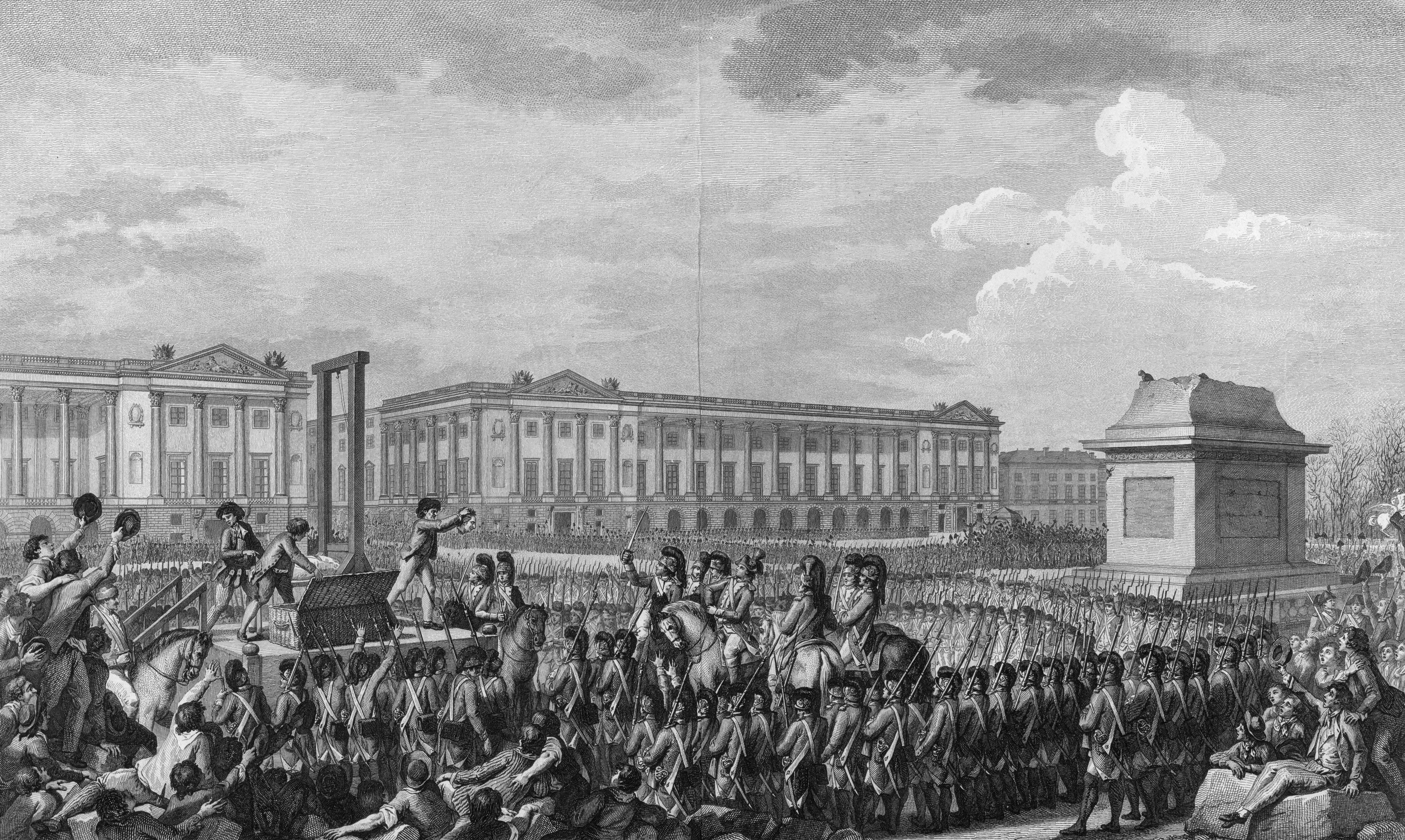
L’esecuzione di Luigi XVI a Place de la Révolution.

A inizio 1793 la Convenzione, guidata dai girondini, mise sotto processo il re e dopo due mesi, votata a maggioranza di un solo voto, ne indisse l’esecuzione. Il 21 gennaio 1793 Luigi XVI fu ghigliottinato in Place de la Révolution (ex Place Louis XV, ora Place de la Concorde), dando così inizio al regime del terrore. Dopo l'esecuzione del re scoppiarono ribellioni contro il governo in molte regioni del paese, in particolare in Bretagna e Angiò. Il ministro della Difesa della Comune, Dumouriez, tentò senza successo di persuadere i suoi soldati a marciare su Parigi per rovesciare il nuovo governo, e finì per allearsi con gli austriaci. Per far fronte a queste nuove minacce, reali o immaginarie, il 6 aprile 1793 la Convenzione istituì un Comitato di salute pubblica, per dare la caccia ai nemici della rivoluzione e vigilare sulle azioni del governo, stabilendo la propria sede nelle vicinanze del Pavillon de Flore del Louvre. Furono emanati, quindi, nuovi decreti per l'arresto delle famiglie di emigrati, aristocratici e preti refrattari, e fu tolta l'immunità dall'arresto ai membri della Convenzione. Il 10 marzo, inoltre, la Convenzione creò il Tribunal (tribunale rivoluzionario), che aveva sede all'interno dell'antico Palazzo Reale sull'Île de la Cité, quello che oggi è il Palazzo di Giustizia. I verdetti del tribunale non potevano essere appellati e le sentenze dovevano essere eseguite immediatamente. Maria Antonietta fu decapitata il 16 ottobre 1793 e Jean Sylvain Bailly, primo sindaco eletto di Parigi, fu giustiziato il 12 novembre. I beni dell'aristocrazia e della Chiesa furono confiscati e dichiarati Biens nationaux (bene nazionale) e le chiese vennero chiuse.
Il nuovo governo lottava strenuamente per mantenere l'approvvigionamento alimentare della città, in particolare la fornitura di pane. Ai fornai era permesso fare un solo tipo di pane, noto come pain de l'égalité, cioè "pane dell'uguaglianza". Fortunatamente per il governo ci fu un buon raccolto e il grano abbondava. La legna da ardere e il carbone, necessari per cucinare e riscaldarsi, tuttavia, scarseggiavano e folle di sanculotti invadevano frequentemente i depositi. Fu creato il calendario repubblicano francese, un nuovo calendario non cristiano, con l'anno 1793 che divenne "Anno uno". Molti nomi di strade furono cambiati, per esempio quelle intitolate ai santi avevano la parola "santo" cancellata con un martello, e sulle facciate degli edifici governativi fu inciso lo slogan rivoluzionario "Libertà, Uguaglianza, Fraternità". Furono richieste nuove forme di indirizzo: Monsieur e Madame furono sostituiti da Citoyen e Citoyenne (cittadino e cittadina), e il formale vous (voi) fu sostituito dal più proletario tu. La domenica venne vietato ai negozi di chiudere e le teste delle statue dei santi sulla facciata della cattedrale di Notre Dame furono decapitate. Infine il 10 novembre si celebrò in cattedrale la prima festa della Ragione e della Libertà.
Il 1 giugno 1793 i Montagnardi sottrassero il potere ai Girondini, poi sostituiti da Georges Danton e dai suoi seguaci.
Il 4 dicembre 1793 terminò la relativa indipendenza del governo cittadino di Parigi, di cui godeva dal 1789; i quartieri della città, corrispondenti all'incirca agli attuali arrondissement, furono posti sotto il controllo del Comitato di salute pubblica e di "Agenti Nazionali" posti in ogni quartiere per assicurare che si osservassero i decreti del governo nazionale. All'interno della Convenzione scoppiò una lotta per il potere tra i sostenitori di Robespierre e quelli di Danton, che portò all'arresto di Danton e dei suoi sostenitori il 30 marzo, al suo giudizio da parte del tribunale rivoluzionario e alla sua esecuzione il 5 aprile 1794, dando inizio alla parte più sanguinosa del terrore, detta Grande Terrore: il 10 giugno un nuovo decreto privò coloro che erano stati portati davanti al tribunale rivoluzionario di ogni diritto legale, tra il 6 aprile 1793 e il 10 giugno 1794, il tribuno rivoluzionario aveva pronunciato 1.250 condanne a morte in novanta giorni, tra l'11 giugno e il 27 luglio 1794 esso emise 1.376 condanne a morte in soli 47 giorni. I condannati venivano inviati dal Palazzo di Giustizia al luogo dell'esecuzione in convogli di carri. La ghigliottina fu spostata ai margini della città, presso la Barrière du Trône, più lontano dagli occhi del pubblico, e il ritmo delle esecuzioni accelerò fino a cinquanta al giorno, mentre i cadaveri venivano sepolti in fosse comuni in rue de Picpus. Tra i giustiziati nell'ultima grande ondata del regno del terrore ci furono il chimico Antoine Lavoisier e il poeta André Chénier, giustiziato il 25 luglio 1794, appena due giorni prima della fine del Terrore.

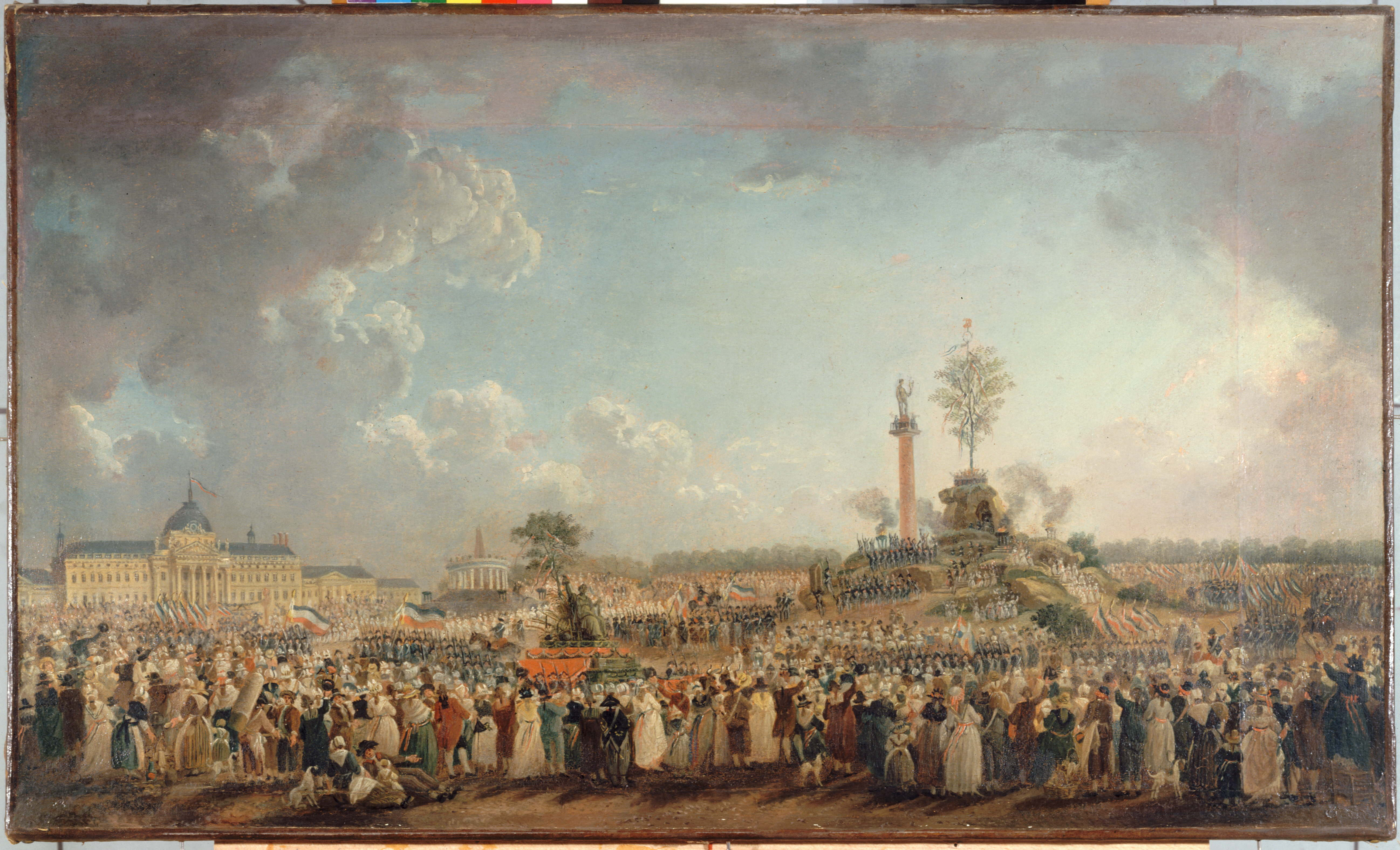
La Festa dell’Essere Supremo, rappresentata da Pierre-Antoine Demachy.

L'8 giugno 1794, all'esordio della nuova ondata di terrore, Robespierre presiedette la Festa dell'Essere Supremo nel grande anfiteatro del Campo di Marte, costruito nel 1790 per il primo anniversario della rivoluzione. La cerimonia funse da celebrazione ufficiale del Culto dell'Essere Supremo e fu ideata dal pittore David e prevedeva una parata di 10 ore, falò, una statua della saggezza e una montagna gigantesca con un albero della libertà in cima. Le pretese di Robespierre, però, infastidirono molti dei presenti, e ci fu chi gridò "dittatore!" e "tiranno!" tra la folla. Il numero crescente di nemici di Robespierre all'interno della Convenzione iniziò a tramare silenziosamente contro di lui e, il 26 luglio, Robespierre, intuendo quanto stava accadendo, tenne un lungo discorso alla Comune, denunciando "una cospirazione contro le libertà pubbliche" e chiedendo l'epurazione della Convenzione e l'arresto dei suoi nemici, tuttavia, invece di sostenerlo, i membri più moderati della Comune insorsero e andarono contro di lui. Il giorno seguente gli fu impedito di parlare al Comune e fu assalito da moderati, montagnardi e membri della guardia nazionale, convocati dalla Convenzione, che invasero l'Hôtel de Ville e arrestarono Robespierre ed i suoi 21 sostenitori rimasti, che furono ghigliottinati alle sette di sera del 28 luglio, davanti a una folla numerosa e approvante.

### Il Direttorio
In seguito all'esecuzione di Robespierre, le esecuzioni cessarono e le carceri si svuotarono gradualmente, ma la città rimase agitata e poco funzionante. L'ex governo cittadino, la Comune, era praticamente scomparso: dei 140 membri del suo Consiglio Generale, 87 erano stati ghigliottinati e 40 imprigionati. Dei 33 amministratori cittadini anziani, 20 erano stati giustiziati e 10 imprigionati. La situazione era tale che non si poteva avere un documento registrato per mancanza di dipendenti comunali in vita.
Il 24 agosto 1794, il nuovo governo di Francia, il Direttorio creò un governo cittadino completamente nuovo: le 48 sezioni, ciascuna governata da un comitato rivoluzionario, furono sostituite da 12 arrondissements, ed ogni arrondissement era governato da un comitato di 7 membri, nominati dal Direttorio, che ne aveva lo stretto controllo. La polizia era sotto il comando di una commissione nominata anch’essa dal Direttorio. L'11 ottobre 1795 la carica di sindaco di Parigi fu abolita e sostituita da un comitato di 5 amministratori del dipartimento della Senna, con sede in Place Vendôme. La persona più importante nella nuova struttura politica cittadina era il Commissario nominato dal Direttorio per sovrintendere all'amministrazione della città, carica che alla fine divenne nota come Prefetto della Senna. Venne stilata inoltre una terza costituzione che prevedeva, tra l’altro, la formazione di due assemblee legislative, il Consiglio dei Cinquecento ed il Consiglio degli Anziani.
La vita dei parigini di bassa classe sociale era estremamente difficile a causa dell’inverno 1794-1795, essi fu estremamente freddo e portò carenze di materie prime e lunghe file per pane, legna da ardere, carne alla brace, zucchero, caffè, verdure e vino. Il denaro, inoltre, diminuí drasticamente di valore: un assegnato, banconota originariamente emessa per cento livre, ne valeva 34 al momento della morte di Robespierre, 16 nel marzo 1795 e 4 a giugno. Si stima che 2.600 parigini morirono di fame nel gennaio 1795 e altri 2000 durante la primavera. La carestia portò a nuovi disordini: il 1 aprile 1795 una folla di parigini, tra cui molte donne e bambini, invase la sala delle riunioni della Convenzione, chiedendo pane e il ritorno del vecchio governo rivoluzionario. La città fu posta in stato d'assedio e 4 membri della precedente amministrazione, accusati dell'invasione, furono prontamente deportati in Madagascar e Guyana. Un'altra rivolta ebbe luogo il 20 maggio, con un'altra invasione della sala riunioni da parte dei sanculotti, che uccisero un deputato e ne fecero sfilare la testa, in seguiti un gruppo di deputati radicali, che controllava l'aula, votò per il ritorno al governo rivoluzionario e nel Faubourg Saint-Antoine furono suonate le campane che chiedevano la rivolta generale, ma non si andò oltre. Infatti la maggioranza dei deputati tornò in aula e ribaltò la decisione dei radicali, i soldati circondarono il Faubourg Saint-Antoine e disarmarono i sanculotti.

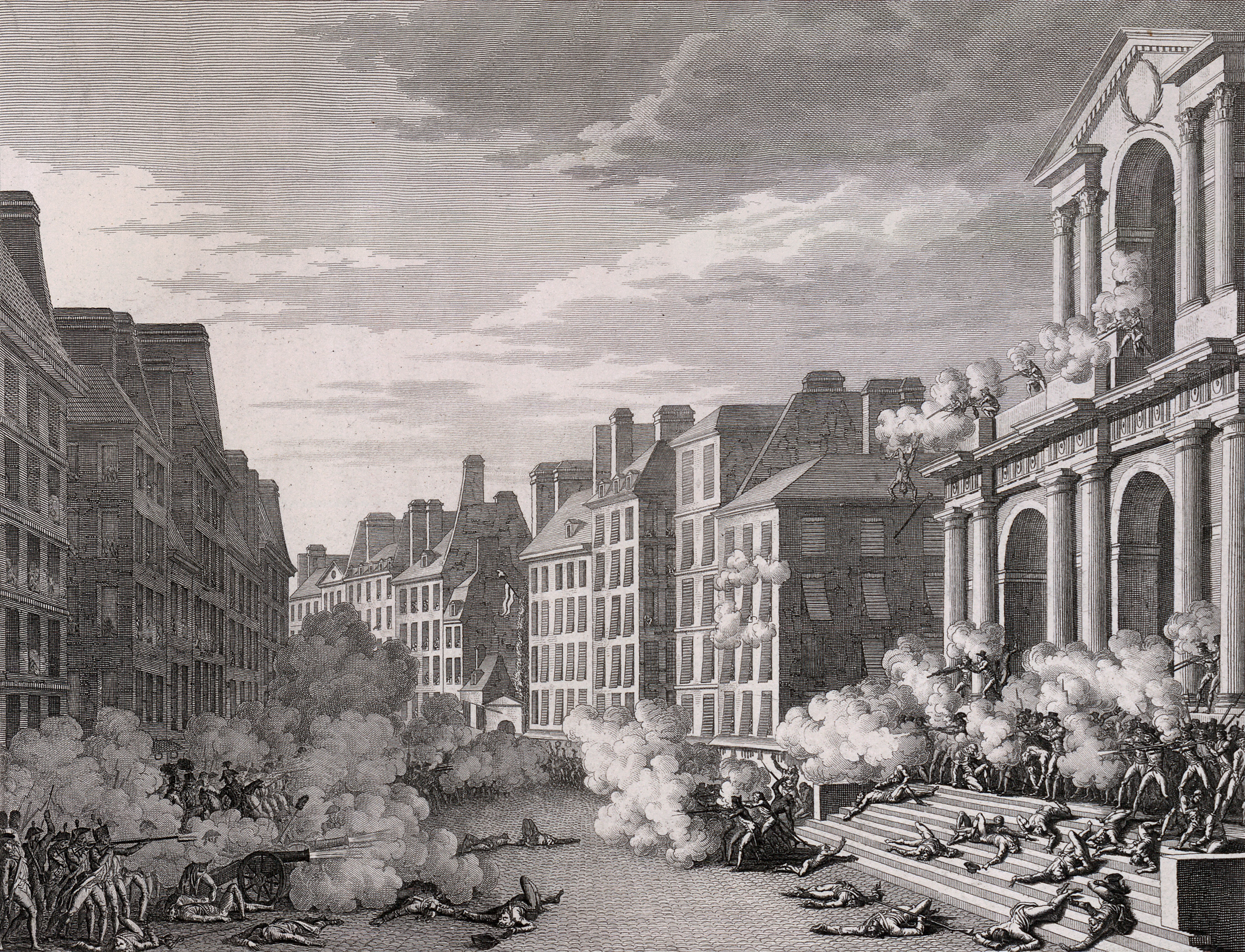
L’artiglieria di Napoleone libera rue Saint-Honoré dagli insorti realisti.

Il 3 ottobre 1795 una coalizione di realisti e monarchici costituzionali attuò un'insurrezione nel tentativo di sostituire il governo, disposti in 2 colonne, branderono le armi e marciarono verso il Palazzo delle Tuileries. La prima colonna fu accolta sul quai Voltaire da un giovane generale d'artiglieria, Napoleone Bonaparte, che aveva piazzato i cannoni sulla sponda opposta del fiume, alle porte del Louvre e alla testa del Pont de la Concorde. La seconda colonna avanzò su rue Saint-Honore, prese brevemente posizione al teatro della Comédie-Française e poi fece un'ultima resistenza sui gradini della chiesa di Saint-Roche, ma non riuscì a resistere al fuoco dell’artiglieria. La ribellione finì alle sei di sera, morirono circa 200 realisti e un eguale numero di sostenitori della Convenzione.
Delle nuove elezioni si tennero nell'ottobre 1795 e portarono al potere un governo dominato da repubblicani moderati, il contingente parigino di funzionari eletti comprendeva mercanti, banchieri, notai, avvocati, nonché rivoluzionari e monarchici più radicali.

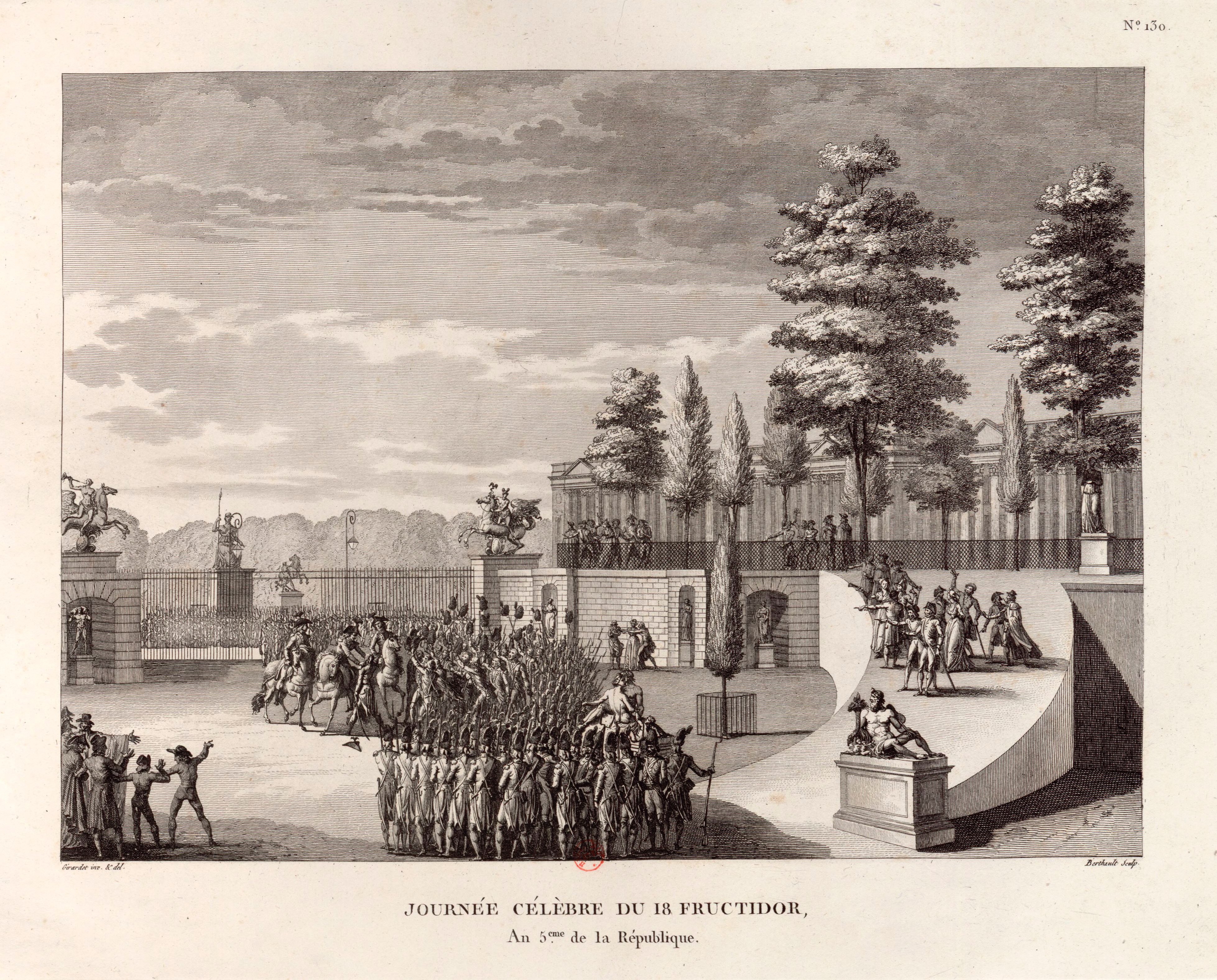
L’esercito guidato dal generale Augereau assalta le Tuileries e fa arrestare il generale realista Pichegru.

Complotti e rivolte si susseguirono, in particolare una, tentata da una cospirazione di monarchici, facenti parte del Consiglio dei Cinquecento e del Consiglio degli Anziani, il 4 settembre 1797. Essa vide lo scontro tra il triumvirato del Direttorio, Barras, Reubell e La Reveillière-Lépeaux ed i capi realisti, de Barthélemy, Carnot e D’Anglas. Essa fu rapidamente soppressa dall'esercito, grazie al generale Augereau, mandato da Napoleone, che arrestò il realista Pichegru, e dal governo che attuò colpo di Stato.
Nell’aprile 1799 i giacobini radicali vinsero le elezioni dei Consigli e si allearono con i loro acerrimi nemici, i monarchici, per opporsi al Direttorio, sembrava che la rivoluzione stesse per ricominciare, quando il 13 ottobre 1799 Napoleone Bonaparte tornò dalla sua campagna in Egitto e organizzò un colpo di Stato che rovesciò il Direttorio e lo sostituí con il Consolato, con Bonaparte Primo Console, ed introdusse una quarta nuova costituzione.

### Parigi a fine secolo

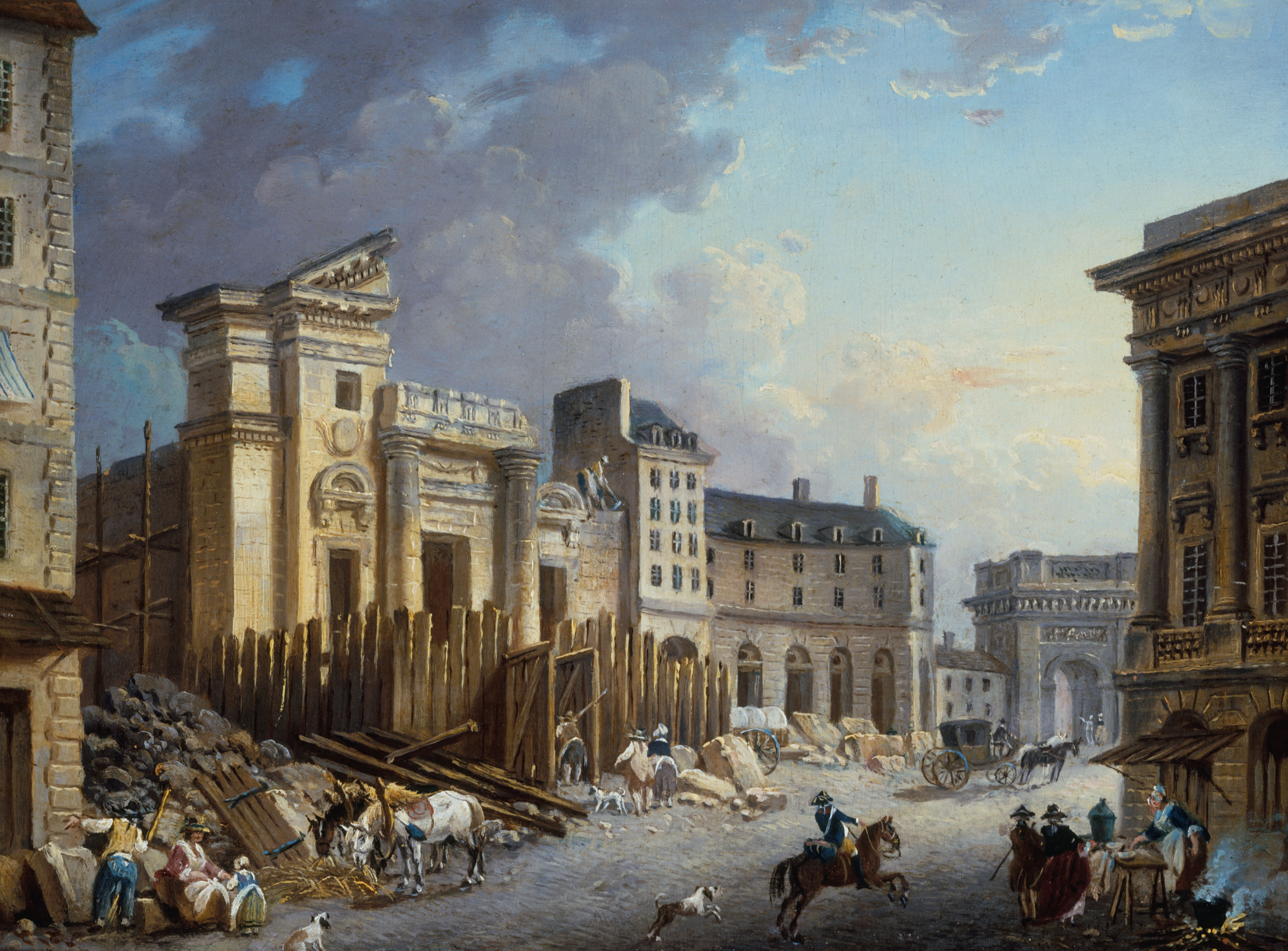
La Demolizione della Chiesa di Saint-Barthélemy, di Pierre-Antoine Demachy. La chiesa di Saint Barthélemy, sull’Île de la Cité, fu venduta e demolita, come molte altre chiese, per materiale edilizio, nel 1791.

Durante il regno del terrore 16.594 persone furono processate dal tribunale rivoluzionario e giustiziate con la ghigliottina, decine di migliaia di altri personaggi associati all'Ancien Régime furono arrestati e imprigionati. I beni dell'aristocrazia e della Chiesa furono confiscati e dichiarati proprietà nazionale e tutte le chiese vennero chiuse. Un decreto del 1º agosto 1793 fu emanato per commemorare il primo anniversario della caduta della monarchia, procedendo a distruggere le tombe della necropoli reale di Saint-Denis. Per ordine della Comune di Parigi, del 23 ottobre 1793, i sanculotti deturparono la facciata della cattedrale, distruggendo le figure dei re dell'Antico Testamento, essendo creduto che fossero statue dei re di Francia. Un certo numero di importanti edifici storici, tra cui il Tempio, l'Abbazia di Montmartre e la maggior parte dell'Abbazia di Saint-Germain-des-Prés, furono nazionalizzati e demoliti, molte chiese furono vendute come proprietà pubblica e furono demolite per la loro pietra e altro materiale da costruzione. Henri Grégoire, sacerdote e membro eletto della Convenzione, inventò in riferimento a questi eventi il termine "vandalismo". Un piccolo gruppo di studiosi e storici raccolse statue e dipinti dalle chiese demolite e fece un magazzino nel vecchio Convento dei Piccoli Agostiniani, al fine di preservarli, i dipinti andarono poi al Louvre, dove alla fine del 1793 fu aperto il Museo Centrale delle Arti. Nell'ottobre 1795 la collezione dei Piccoli Agostiniani divenne ufficialmente il Museo dei Monumenti Francesi.
Al termine della rivoluzione, Parigi era raccontata dai muri ricoperti di vecchi manifesti e proclami, fontane senz'acqua, animali abbandonati che vagano per le strade. Le chiese trasformate in depositi di vendita, dove venivano messi in vendita i beni della chiesa o dei nobili emigrati, e svuotate di quadri e oggetti d'arte, le croci sostituite da un berretti frigi rossi in cima a una picca e le parole "Beni Nazionali in vendita" dipinte sui muri. La Sainte-Chapelle fu trasformata in un negozio dove venivano venduti i documenti necessari per le udienze giudiziarie. Le statue e le opere d’arte rimosse dalla facciata e dall’interno della cattedrale, utilizzata come cantina per il vino. L'ospedale dell'Hôtel-Dieu ribattezzato "Ospizio dell'Umanità" e le 130 suore dell'ordine di Sant'Agostino, che si erano prese cura dei poveri, erano scomparse.
Migliaia di poveri dalle campagne vennero a cercare il guadagno sovvenzionato dalla Comune, migliaia di venditori di vino e liquori aprirono negozi per le strade, le banchine della Senna si trasformarono in vasti mercati all'aperto, dove la gente vendeva qualunque cianfrusaglia, gioiello o altri oggetti di valore che possedevano.

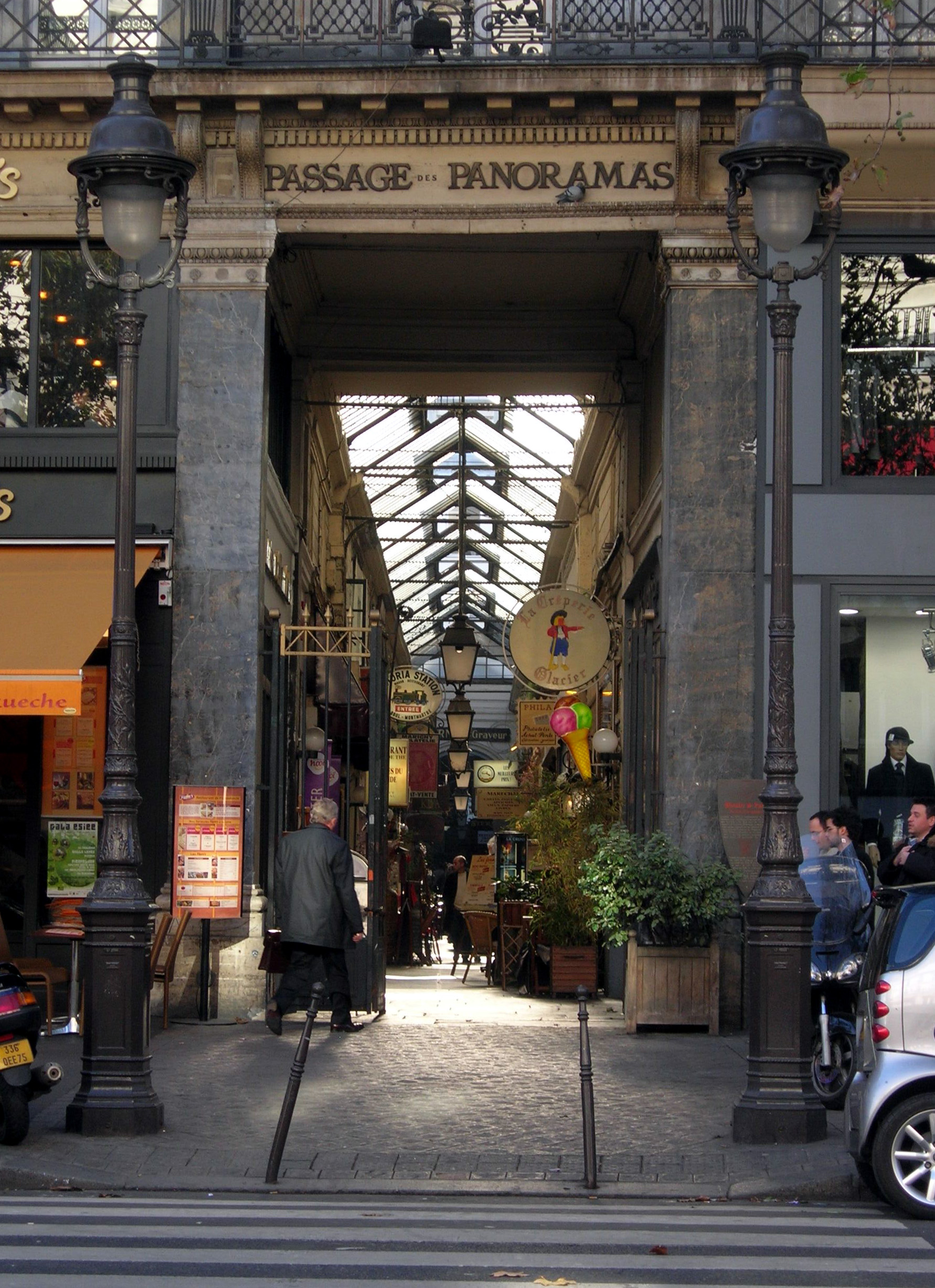
Il Passage des Panoramas, una delle prime vie coperte in Europa.

La popolazione di Parigi era scesa a 570.000 nel 1797, ma lo sviluppo urbano continuava ancora: un nuovo ponte sulla Senna, il moderno Pont de la Concorde, iniziato sotto Luigi XVI, fu completato nel 1792, il Pantheon fu trasformato da chiesa in mausoleo per personalità importanti, il Louvre divenne un museo e Palazzo Borbone, antica residenza della famiglia reale, divenne la sede dell'Assemblea nazionale. Le due prime strade commerciali coperte di Parigi, il Passage du Caire e il Passage des Panoramas, furono aperte nel 1799.

## Dalla Rivoluzione alla fine del II Impero
La Rivoluzione francese iniziò con la presa della Bastiglia il 14 luglio 1789. Molti dei conflitti degli anni successivi si svolsero tra Parigi e le zone rurali circostanti.
- 1789. (14 luglio) Presa della Bastiglia. 
la famiglia reale viene obbligata a tornare a Parigi, alle Tuileries, da Versailles.
- 1792. Il governo di Parigi passa alla Commune insurrectionnelle fino al 1794.
- 1793. Esecuzione di Luigi XVI e di Maria Antonietta.
- 1795. Tentata insurrezione monarchica a Parigi, repressa da Napoleone. 
La Costituzione dell'anno III (1795) sostituisce il Comune insurrezionale con dodici municipalità, coordinate da un ufficio centrale, per prevenire il rischio di una nuova dittatura popolare.
- 1804. Napoleone Bonaparte viene incoronato imperatore a Notre-Dame.

- 1806. Inaugurazione del Pont d'Austerlitz.
- 1814. Parigi occupata dall'esercito della "sesta coalizione" dopo la caduta di Napoleone.
- 1815. Parigi è ancora occupata, questa volta dalla "settima coalizione", al termine dei "cento giorni".
- 1824. Inaugurazione del primo grande magazzino di confezioni in serie: è La belle jardinière di Pierre Parissot.
- 1825. Illuminazione pubblica a gas: si comincia da Place Vendôme, nel 1829 toccherà a rue de la Paix. Nasce la fama della Ville Lumière.
Inaugurazione del Canal Saint-Martin.

- 1828. Prove di trasporto pubblico: prime linee di omnibus a cavalli.
- 1826. Nasce la libreria Hachette.
- 1830. La sommossa di Parigi determina la deposizione di Carlo X.
- 1832. Epidemia di colera che tra febbraio e ottobre fa più di 18.500 morti, a Parigi.
- 1836. Inaugurazione dell'Arc de Triomphe.
- 1837. Inaugurazione della prima ferrovia francese, tra Parigi e Saint-Germain-en-Laye.
- 1840. Inaugurazione della colonna di Place de la Bastille in memoria dei rivoluzionari del 1830. 
Le spoglie di Napoleone vengono tumulate nella cattedrale di Saint-Louis des Invalides.
- 1848. La sommossa di Parigi dà il colpo di grazia al regime monarchico. Proclamazione della Repubblica.
- 1851. Apertura del primo tronco ferroviario che diventerà la Petite Ceinture.
- 1853. Napoleone III nomina il Barone Haussmann prefetto di Parigi: viene ricostruito il centro della città, demolite le mura, esteso lo spazio metropolitano.
- 1855. Esposizione Universale
- 1858. Approvata la legge sui grandi lavori di Parigi, che saranno diretti da Haussmann. Il Secondo Impero crea la propria capitale.
- 1860. Annessione a Parigi di 11 comuni limitrofi: Auteuil, Passy, Les Batignolles, Montmartre, La Chapelle, La Villette, Belleville, Charonne, Bercy, Vaugirard e Grenelle.
- 1867. Esposizione Universale.
- 1870-1871. Assedio di Parigi da parte dei tedeschi.

- 1871. 26 marzo - 22 maggio: la Comune di Parigi. 
Tra il 23 maggio e giugno i versagliesi massacrano i comunardi.
- 1875. Posa della prima pietra del Sacré-Cœur, in ringraziamento dello scampato pericolo comunardo.
- Nel 1870 la Guerra Franco-Prussiana finì con l'assedio di Parigi e con la Comune di Parigi, che si arrenderà nel 1871, dopo un inverno di carestia e spargimenti di sangue.

## La Belle Époque e il Novecento
Conclusa la guerra con i prussiani e scampato il pericolo della Comune, la borghesia parigina fu protagonista di un nuovo momento di grande sviluppo della città, noto come La belle époque (L'epoca bella).
- 1878. Esposizione Universale
- 1881. Illuminazione elettrica dei grands boulevards.
- 1887-1889. Costruzione della Tour Eiffel.
- 1889. Esposizione Universale e inaugurazione della Tour Eiffel.
- 1891. Unificazione dell'ora francese su quella di Parigi.
- 1895. Inaugurazione delle Galeries Lafayette (Haussmann). 
Primo spettacolo cinematografico pubblico dei Fratelli Lumière.
- 1900. Esposizione Universale. Olimpiadi. Inaugurazione della prima linea del métro fra Vincennes et la Porte Maillot.
- 1913. Primo albero di Natale gigante agli Champs-Élysées.
- 1918. Bombardamenti tedeschi.
- 1924. Olimpiadi.
- 1925. Esposizione Internazionale delle Arti Decorative e Industriali Moderne
- 1928. Inaugurazione dello stadio del tennis Roland Garros. 
Installazione del primo sistema di semafori.
- 1931. Prima trasmissione televisiva.
Esposizione Coloniale Francese
- 1934. Sommossa contro la "corruzione parlamentare": 11 morti.
- 1937. Esposizione Universale.
- 1940. 13 giugno: le truppe tedesche entrano in Parigi dopo il bombardamento.
- 1942. 16-17 luglio: Deportazione di 13.000 ebrei parigini.

Alla fine di agosto del 1944, dopo la Battaglia di Normandia, Parigi venne liberata, quando il generale tedesco Dietrich von Choltitz si arrese dopo alcune schermaglie alla II divisione corazzata francese comandata da Philippe de Hauteclocque e appoggiata dagli Alleati.
- 1944. 24 agosto – gli Alleati liberano la città.
- 1947. Prima sfilata di alta moda da Christian Dior.
- 1968. Maggio francese a Parigi, combinati con una serie di scioperi di lavoratori in tutto il paese, minacciano di far cadere il governo di Charles de Gaulle
- 1973. Inaugurazione della Tour Montparnasse.
- 1977. Inaugurazione del Centre d'Art et de Culture Georges Pompidou (Beaubourg).
- 1979. Inaugurazione del Forum des Halles.
- 1998. Coppa del Mondo di calcio: Parigi ospita alcuni incontri nello stadio del "Parco dei Principi", mentre altri, fra cui la finale, furono disputati allo "Stade de France" nella periferia di Saint-Denis.
- 1999. Inaugurazione della Biblioteca nazionale di Francia
- 2015. Attentato alla sede di Charlie Hebdo, avvenuto il 7 gennaio, alla sede del giornale satirico Charlie Hebdo e Attentati del 13 novembre, avvenuti in alcuni ristoranti, al teatro Bataclan ed allo Stade de France; la matrice dei due gravissimi attacchi terroristici era islamica e provocano oltre 130 vittime.
- 2019. 15-16 aprile: Incendio della cattedrale di Notre-Dame. L'evento ha provocato all'edificio danni significativi, tra cui il crollo della flèche e del tetto, e ha causato il ferimento di tre persone: due agenti di polizia e un vigile del fuoco, intervenuti per spegnere le fiamme.